# EIGHT-JAM
『EIGHT-JAM』（エイトジャム）は、テレビ朝日系列で2015年5月10日から放送されている音楽バラエティ番組。SUPER EIGHTの冠番組である。
番組放送開始から2024年3月31日までは『関ジャム 完全燃SHOW』（かんジャム かんぜんねんショウ）のタイトルで放送していたが、2024年2月4日に関ジャニ∞が「SUPER EIGHT」にグループ名を変更したことに伴い、同年4月7日の放送より番組名も『EIGHT-JAM』に変更された。

## 概要
本番組は、表舞台に立つアーティストから、音楽プロデューサーら裏方の人間まで、音楽業界をけん引するゲストが毎週登場し、音楽の基本から、制作の裏側や専門テクニックなどを掘り下げる音楽バラエティ番組。
本番組をきっかけにブレイクするアーティストもおり、アーティスト発掘企画（ヤバイTシャツ屋さんなどを紹介した#58〈2016年8月放送〉や、緑黄色社会やBiSHなどを紹介した#106〈2017年8月放送〉など）を行うほか、2017年から毎年行っているランキング企画「プロが選ぶ年間マイベスト10」では、米津玄師やMrs. GREEN APPLE（共に2017年1月放送）、Official髭男dism（2017年6月・2018年1月放送）、あいみょん（2018年1月放送）、King Gnuやずっと真夜中でいいのに。（共に2019年1月放送）、藤井風（2021年1月放送）などをいち早く本番組で紹介し、音楽業界からも一目を置かれている。
番組開始当初は「東京・六本木にひっそりと佇む『ライブ&トークハウス 関ジャム』」という設定で、1980年代から1990年代の時期に活躍していた、いわゆる「レジェンド世代」と若者に人気のある「若者世代」が各1組、計2組が登場し、関ジャニ∞（後のSUPER EIGHT）のメンバーとのコラボレーションによって、その回のゲストの持ち歌を「オリジナルアレンジ」で演奏していたが、現在はゲストの人数は決まっておらず、ゲスト以外のアーティストの名曲や関ジャニ∞自身の楽曲を演奏することもある。関ジャニ∞と共にレギュラー出演する古田新太に対する「支配人」と言う肩書きは2022年7月現在も使用されている。
なお、本番組の開始日は改編発表時点で確定していなかったため、2015年4月改編後も同年5月3日まで、同枠における前番組『初めて○○やってみた』を継続放送していた。
2017年4月23日より、テレビ朝日の日曜20:54 - 翌2:40枠の大改編に伴い、放送時間を5分繰り上げ、日曜23:10 - 翌0:05での放送となる。
2018年7月8日の放送では、渋谷すばるが最後の出演となることから番組史上初の生放送を行い、関ジャニ∞の7人体制で最後のテレビ出演となった。同回は、2018年度の本番組で最高視聴率を記録し、多数の音楽関係者からも反響が寄せられた。
2018年10月14日から同年11月11日まで、テレビ朝日を始めとする一部地域で、日曜23:05 - 23:10に予告番組『このあと関ジャム』が放送された。
2019年には、『テレビ朝日ドリームフェスティバル』内で本番組初となる主催音楽フェスティバル『関ジャムFES』を開催予定だったが、台風19号接近の影響により開催中止。2年後の2021年に同フェスを初開催した。その後、2024年には後述の番組名の改題に伴い、フェスのタイトルを『EIGHT-JAM FES』に変更し、単独イベントとして開催された。
2020年4月より放送時間を10分繰り上げ、日曜23:00 - 23:55での放送となった。これに伴い、テレビ朝日系で唯一23:00に開始する番組となった。
2020年5月3日放送の第227回から第235回、第237回では、新型コロナウイルス「COVID-19」感染拡大防止のため、リモート出演方式となった。

2020年7月29日、番組史上初となるゴールデン帯及び2時間スペシャルが放送された。以降、不定期でゴールデン帯での2時間スペシャルを放送している。

2021年1月10日、番組史上初となる無料見逃し配信を、民放公式テレビポータル『TVer』にて行った。以降、不定期で見逃し配信を行い、同年6月13日からは、基本的に毎週見逃し配信を行っている。
2024年2月4日、関ジャニ∞がグループ名を「SUPER EIGHT」に変更し、同日の放送の冒頭でグループ名の変更をメンバー全員で報告した。また、グループ名の変更に伴い、本番組の番組名の変更も検討しており、今後の放送で詳細を発表する予定であることを報告した。
同年4月7日放送分（#397）より、放送10年目にして番組名が『EIGHT-JAM』（エイトジャム）に変更された。これに伴い、同年3月31日放送分（#396）をもって『関ジャム 完全燃SHOW』のタイトルでの放送は終了した。
同年10月改編では、『有働タイムズ』の放送開始に伴う以降の番組の一律15分繰り下げにより、7年半ぶりに23:15 - 0:10での放送となった。

### コロナ禍以降のセッション
2020年の新型コロナウイルス感染拡大以降は番組でのセッションの回数が極端に減少している。これに対してメンバーの村上信五は、「バンド形式での収録となると関わるスタッフの人数が増える上に、メンバー以外のミュージシャンと密にセッション出来ない」と言う理由を挙げている。尚、コロナ禍以降の2020年5月3日放送分（#227）から2022年6月5日放送分（#323）まで、ゴールデンSPを含む計101回の放送の内、番組でセッションを行った回数は計12回（2020年：7回、2021年：5回、2022年：0回）のみであった。
この様な状況から、本番組の演出・プロデューサーである藤城剛は、2022年6月1日発売の『週刊TVガイド』のインタビューにて、「今までと違う形でのセッション（中略）も、今後はお届けしたいなと考えています」と語っていた。その言葉通り、2022年6月12日放送分（#324）にて、2021年8月1日放送分（#285）以来、約10か月振り、2022年初のセッションを実施。同回では、通常のセッションとは異なり、トークを行うスタジオでのセッションとなり、セッションを行うゲスト以外に出演していたゲストやレギュラーメンバーが同席した状態でのセッションとなった。
前述の#324以降は再びセッションの無い放送が続いたが、2022年9月4日（#332）の放送では、前述の#285以来、約1年1か月振りにバンドセットでセッション用に別撮りを行う通常のセッションが実施された。前回の#324のセッションは前述の通り、通常とは異なるセッションとなっていたが、今回は通常のセッションとなる事から、メンバーの村上は同回収録後のインタビューで「再開出来て良かった」「大人数では無かった}ですけど、出来ただけでも良し」とコメントをしている。今後のセッションについても「試行錯誤しながら、共演者の方と距離感を保ちながらやっていく事になる」として、「番組作りも大変な中、今回セッションを実現出来た事で一歩前に進めたかなと言うのが正直な気持ち」と述べている。また、翌週のインタビューでも大倉が「番組でもようやくセッションが少しずつ復活しました」とコメントし、本番組が主催する音楽フェスティバル『関ジャムFES』の第3回を開催するとしたら、「このセッションをやれていなかった時期に番組に来て下さった方々とも共演出来たら良いなって思います」とも語っており、前述の村上の発言と共に、セッションが無い時期があった事及びセッションの再開を明言している。

### 見逃し配信
基本的に本番組では見逃し配信を行っていなかったが、2021年1月10日放送回（#259）で、初めて民放公式テレビポータル『TVer』にて無料配信された。同配信以降、同年6月6日放送回（#279）まで、TVerにて本番組が配信される場合があった（下記のリストを参照）。
同年6月13日放送回（#280）からは、前述の『TVer』と動画配信サービス『TELASA』の2つの配信媒体にて、基本的に毎週1週間の見逃し配信を行っている。
| 2021年 合計：4回（レギュラー放送：3回、特番放送：1回） | 2021年 合計：4回（レギュラー放送：3回、特番放送：1回） | 2021年 合計：4回（レギュラー放送：3回、特番放送：1回） |
| 回                                                     | 配信開始日                                             | 放送内容                                               |
| ------------------------------------------------------ | ------------------------------------------------------ | ------------------------------------------------------ |
| 259                                                    | 1月10日                                                | プロが選ぶ年間ベスト10                                 |
| 260                                                    | 1月17日                                                | プロが選ぶ年間ベスト10 後半戦!                         |
| 263                                                    | 2月7日                                                 | 関ジャニ∞ レコーディングの裏側"270日の記録"            |
| SP                                                     | 3月3日(水)                                             | 関ジャムJ-POP 20年史 プロが選んだ最強のJ-POPベスト30   |
| 2021年6月13日放送回（#280）以降は毎週配信のため割愛。  |                                                        |                                                        |

| 2021年 合計：3回（レギュラー放送：3回） | 2021年 合計：3回（レギュラー放送：3回） | 2021年 合計：3回（レギュラー放送：3回）                                       |
| 回                                      | 放送日                                  | 放送内容                                                                      |
| --------------------------------------- | --------------------------------------- | ----------------------------------------------------------------------------- |
| 284                                     | 7月11日                                 | ミュージックビデオ特集!                                                       |
| 286                                     | 8月8日                                  | 約2年ぶり!売れっ子振付師の仕事術!                                             |
| 292                                     | 10月3日                                 | 音楽史に語り継がれる伝説のライブ特集!                                         |
| 2022年 合計：2回（レギュラー放送：2回） |                                         |                                                                               |
| 回                                      | 放送日                                  | 放送内容                                                                      |
| 333                                     | 9月11日                                 | 音楽フェスの魅力を徹底解剖! 関ジャニ∞ ROCK IN JAPAN初出演 台風で中止…その裏側 |
| 338                                     | 10月16日                                | 詳しくなくても大丈夫! およそ3年振りのアニソン特集!                            |

## 出演者
- SUPER EIGHT[注 2]
  - 横山裕（パーカッション、トランペット）
  - 村上信五（キーボード）- 主にMCを担当
  - 丸山隆平（ベース）
  - 安田章大（ボーカル、ギター）
  - 大倉忠義（ドラムス）
- 古田新太 - 『ライブ&トークハウス 関ジャム』支配人[45]
- ∞バンド - Peach（Gt.）、大西省吾（Gt.）、濱﨑大地（Dr.）、前原利次（Ba.）、佐藤真吾（Key.）、奥田敏朗（Ba.）、ヤンシー（Key.）、宮本將行（Ba.）、Turky（Dr.）
- 斎藤ちはる（テレビ朝日アナウンサー） - 進行
  - 2019年9月29日放送分（#200）より出演。
  - 新型コロナウイルス「COVID-19」の影響によるリモートでの収録となる前の2020年4月26日放送分（#226）までは、後述の4人と共に週替わりで1人出演と言う形で出演していた。
  - 2020年5月3日放送分（#227）から2021年11月14日放送分（#297）までは、不定期で放送される本番組のゴールデン2時間スペシャルのみの出演だったが、2021年11月21日放送分（#298）にて、2020年4月5日放送分（#223）以来、約1年7か月ぶりにレギュラー放送に出演した。

### 過去の出演者
- 元関ジャニ∞（当時）
  - 渋谷すばる（ボーカル、ギター、ブルースハープ）
    - 2018年7月8日放送分（#143）まで出演[14][15]。

  - 錦戸亮（ボーカル、ギター）
    - 2019年9月1日放送分（#196）まで出演[46]。
- 杉本哲太 - 『ライブ&トークハウス 関ジャム』支配人[45]
  - 2016年3月27日放送分（#42）まで出演。同日放送の番組内コーナー『音楽完全燃SHOW』が番組最後の出演となった[47]。
  - メインコーナーでの出演は同年2月28日放送分（#39）の放送分までとなった[48]。
- クリス・ハート - 『ライブ&トークハウス 関ジャム』常連（ライブセッションのコーラスでの出演）
- 宇賀なつみ、堂真理子、弘中綾香、山本雪乃（4人共に出演当時テレビ朝日アナウンサー） - 進行
  - 新型コロナウイルス「COVID-19」の影響により、リモートでの収録となる前の2020年4月26日放送分（#226）まで出演[注 9]。上述の斎藤ちはると共に週替わりで1人出演。
  - なお、山本は2025年3月19日放送のゴールデンSPの第7回に約5年ぶりに出演した。

### 計10回以上出演したゲスト
- スタジオ・リモート・VTR出演のみ。
- セッション・音楽完全燃SHOW・ロケのみのゲストは含む。
- グループ所属アーティストは、個人出演だけでなく、グループ出演も含む。
- 続き・生関ジャム・ゴールデンSPは含む。
- 総集編・傑作選・EIGHT-JAM FES（関ジャムFES）のテレビ放送などは除く。
- 番組初期に不定期レギュラー出演だったクリス・ハートは除く。
- トークゲストは含むが、メインゲストとしての出演経験の無いアーティストは除く。
- 2025年8月10日放送分（#456）時点。

| 回数 | アーティスト                                   | 初回出演日             | 最終出演日             | 備考      |
| ---- | ---------------------------------------------- | ---------------------- | ---------------------- | --------- |
| 40回 | いしわたり淳治                                 | 2017年1月8日（#76）    | 2025年6月29日（#453）  |           |
| 38日 | 本間昭光                                       | 2016年12月25日（#75）  | 2025年7月6日（#454）   | [ 注 10 ] |
| 37回 | ヒャダイン                                     | 2015年12月27日（#31）  | 2025年4月13日（#442）  | [ 注 11 ] |
| 27回 | 蔦谷好位置                                     | 2016年6月5日（#52）    | 2025年1月19日（#430）  |           |
| 25回 | 川谷絵音（ゲスの極み乙女、indigo la End ほか） | 2016年1月10日（#32）   | 2025年4月20日（#443）  | [ 注 12 ] |
| 24回 | 清塚信也                                       | 2016年3月27日（#42）   | 2025年3月23日（#439）  |           |
| 20回 | 今井マサキ                                     | 2017年12月10日（#120） | 2025年6月1日（#449）   |           |
| 18回 | 水野良樹（いきものがかり）                     | 2015年10月18日（#21）  | 2025年4月6日（#441）   | [ 注 13 ] |
| 16回 | 松尾潔                                         | 2019年4月21日（#179）  | 2022年3月13日（#312）  |           |
| 16回 | 鬼龍院翔（ゴールデンボンバー）                 | 2015年5月24日（#3）    | 2024年11月3日（#423）  | [ 注 14 ] |
| 15回 | mabanua（Ovall）                               | 2018年7月15日（#144）  | 2024年8月25日（#415）  | [ 注 15 ] |
| 14回 | 寺岡呼人                                       | 2018年8月26日（#148）  | 2024年5月19日（#403）  |           |
| 11回 | zopp                                           | 2017年7月2日（#101）   | 2024年10月20日（#422） |           |
| 11回 | 佐藤千亜妃（きのこ帝国）                       | 2021年11月7日（#296）  | 2024年7月7日（#410）   |           |

## 放送リスト
- 楽器の表記は以下の通り。

| 楽器                     | 略称    | 楽器           | 略称   |
| ------------------------ | ------- | -------------- | ------ |
| ボーカル                 | Vo.     | ピアノ         | Pf.    |
| コーラス                 | Cho.    | ヴァイオリン   | Vn.    |
| エレクトリック・ギター   | Gt.     | サックス       | Sax.   |
| アコースティック・ギター | A.G.    | マリンバ       | Mar.   |
| ベース                   | Ba.     | タンバリン     | Tamb.  |
| ドラムス                 | Dr.     | カホン         | Cajon. |
| ブルースハープ           | B.Harp. | ハーモニカ     | Hca.   |
| キーボード               | Key.    | ダンス         | Dance. |
| パーカッション           | Per.    | パフォーマンス | Pefo.  |
| トランペット             | Tp.     |                |        |

- ゲストはアーティスト・音楽プロデューサーなど、音楽に関連した人物のみ。

### 2015年
| 2015年 合計放送回数：31回 セッション回数：30回 セッション曲数：61曲 | 2015年 合計放送回数：31回 セッション回数：30回 セッション曲数：61曲 | 2015年 合計放送回数：31回 セッション回数：30回 セッション曲数：61曲                | 2015年 合計放送回数：31回 セッション回数：30回 セッション曲数：61曲                                                                                                | 2015年 合計放送回数：31回 セッション回数：30回 セッション曲数：61曲 | 2015年 合計放送回数：31回 セッション回数：30回 セッション曲数：61曲 |
| 回                                                                  | 放送日                                                              | ゲスト                                                                             | セッション | セッション参加メンバー | 備考                                                                |
| ------------------------------------------------------------------- | ------------------------------------------------------------------- | ---------------------------------------------------------------------------------- | --- | --- | ------------------------------------------------------------------- |
| 1                                                                   | 5月10日                                                             | 岸谷香、西野カナ                                                                   | ×西野カナ(Vo.) 「Darling」 ×岸谷香(Vo. A.G.) 「ムーンライトストーリー」 ×岸谷香(Vo.Pf.) 「M」                                                                      | 「Darling」 B.Harp. Cho.渋谷、A.G. Cho.安田、Per.横山、Cajon.大倉 「ムーンライトストーリー」 A.G.錦戸 「M」 Vo.Gt.渋谷、Vo.Gt.錦戸、Vo.Gt.安田 |                                                                     |
| 2                                                                   | 5月17日                                                             | ゆず、miwa                                                                         | ×ゆず 「夏色」 「T.W.L」 ×miwa(Vo. A.G.) 「君に出会えたから」 | 「夏色」 Vo. A.G. 錦戸、Vo.Key.村上、Vo.Ba.丸山、Vo. A.G.安田 「T.W.L」 Vo.B.Harp.渋谷、Vo.Gt.安田、Vo.Ba.丸山 「君に出会えたから」 A.G. Cho.錦戸、B.Harp. Cho.渋谷、Key.Cho.村上 |                                                                     |
| 3                                                                   | 5月24日                                                             | 石井竜也（米米CLUB）、ゴールデンボンバー                                           | ×石井竜也(Vo.) & ゴールデンボンバー 「君がいるだけで」 「Shake Hip!」 ×ゴールデンボンバー & 石井竜也(Vo.) 「女々しくて」                                           | 「女々しくて」 Vo.渋谷、Vo.丸山、Dr.大倉、Pefo.横山 「君がいるだけで」 Vo.渋谷、Vo.丸山 「Shake Hip!」 Vo.渋谷、Vo.丸山 |                                                                     |
| 4                                                                   | 5月31日                                                             | 工藤静香、秦基博                                                                   | ×工藤静香(Vo.) 「抱いてくれたらいいのに」 「嵐の素顔」 ×秦基博(Vo. A.G.) 「ひまわりの約束」 ×工藤静香(Vo.) & 秦基博(Vo.) 「時代」 関ジャニ∞のみ 「強く 強く 強く」 | 「抱いてくれたらいいのに」 Gt.安田、Ba.丸山、Gt.錦戸 「嵐の素顔」 Gt.安田、Ba.丸山、Gt.錦戸 「ひまわりの約束」 Vo. B.Harp.渋谷、Gt.安田、Ba.丸山、Key.村上 「時代」 Vo.渋谷、Vo. A.G.錦戸、Vo.村上、Vo.丸山、Vo. A.G.安田、 ｢強く 強く 強く｣ Vo. A.G.渋谷、Vo.Gt.錦戸、Per.Vo.横山、Key.Vo.村上、Ba.Vo.丸山、Gt.Vo.安田、Dr.Vo.大倉 |                                                                     |
| 5                                                                   | 6月7日                                                              | Superfly、渡辺美里                                                                 | ×Superfly(Vo.) 「タマシイレボリューション」 「愛をからだに吹き込んで」 ×渡辺美里(Vo.) 「My Revolution」                                                            | 「タマシイレボリューション」 Vo.渋谷、Gt.安田 「愛をからだに吹き込んで」 Vo.渋谷、Gt.安田 「My Revolution」 Gt.安田、Gt.錦戸、Dr.大倉、Key.村上 |                                                                     |
| 6                                                                   | 6月14日                                                             | 和田アキ子、サンボマスター                                                         | ×和田アキ子(Vo.) 「古い日記」 ×サンボマスター 「世界はそれを愛と呼ぶんだぜ」                                                                                       | 「古い日記」 Vo. B.Harp.渋谷、Gt.錦戸、Ba.丸山、Key.村上、Tp.Per.横山 「世界はそれを愛と呼ぶんだぜ」 Vo.丸山、Gt.Vo.錦戸 |                                                                     |
| 7                                                                   | 6月21日                                                             | Perfume、高橋優                                                                    | ×Perfume 「ねぇ」 「ポリリズム」 ×高橋優(Vo. A.G.) 「福笑い」 | 「ねぇ」 村上(Vo.Dance.) 「ポリリズム」 錦戸、安田(Vo.Dance.) 「福笑い」 Vo.Gt.安田、Vo.Per.横山、Vo.Dr.大倉 |                                                                     |
| 8                                                                   | 6月28日                                                             | 氣志團、槇原敬之                                                                   | ×気志團 & 杉本哲太(Vo) 「One Night Carnival」 ×槇原敬之(Vo.Key.) 「遠く遠く」                                                                                      | 「One Night Carnival」 Vo.Gt.錦戸、Vo.丸山、Dr.大倉 「遠く遠く」 Vo. B.Harp.渋谷、Ba.丸山、Key.村上 |                                                                     |
| 9                                                                   | 7月5日                                                              | 私立恵比寿中学、Every Little Thing                                                 | ×Every Little Thing 「fragile」 ×私立恵比寿中学 「放課後ゲタ箱ロッケンロールMX」                                                                                   | 「fragile」 Vo.渋谷、Per.横山、Key.村上、Ba.丸山 「放課後ゲタ箱ロッケンロールMX」 安田、丸山(Vo.Dance.) | }                                                                   |
| 10                                                                  | 7月12日                                                             | 小室哲哉、JUJU                                                                     | ×小室哲哉(Key.Cho.) & JUJU(Vo.) 「DEPARTURES」 ×JUJU(Vo.) 「明日がくるなら」                                                                                       | 「DEPARTURES」 Vo. B.Harp.渋谷、Gt.Cho.錦戸、A.G. Cho.安田、Dr.大倉 「明日がくるなら」 Vo.錦戸、Vo.大倉、Key.村上 |                                                                     |
| 11                                                                  | 7月26日                                                             | 近藤真彦                                                                           | ×近藤真彦(Vo.) 「愚か者」 「ギンギラギンにさりげなく」 | 「愚か者」 Vo.渋谷、Gt.錦戸、Gt.安田、Ba.丸山、Key.村上、Per.横山、Dr.大倉 「ギンギラギンにさりげなく」 Vo.渋谷、Gt.Vo.錦戸、Gt.Vo.安田、Ba.Vo.丸山、Key.Vo.村上、Per.Vo.横山、Dr.大倉 | }                                                                   |
| 12                                                                  | 8月16日                                                             | 〈ロケ〉 高橋優 （総集編&未公開シーンの放送） 第1、2、5、7、8、10回のゲスト        | 無し | 無し | }                                                                   |
| 13                                                                  | 8月23日                                                             | 星野源、西川貴教                                                                   | ×星野源(Vo. A.G.) 「夢の外へ」 ×T.M.Revolution(Vo.) 「HOT LIMIT」                                                                                                  | 「HOT LIMIT」 Vo.丸山、Gt.Vo.安田、Key.村上 「夢の外へ」 Vo.Gt.錦戸、Ba.丸山、Dr.大倉 |                                                                     |
| 14                                                                  | 8月30日                                                             | YOSHIKI、きゃりーぱみゅぱみゅ                                                      | ×YOSHIKI(Pf.) 「Forever Love」 ×きゃりーぱみゅぱみゅ(Vo.Dance.) 「ファッションモンスター」                                                                         | 「Forever Love」 Vo.渋谷、Vo.Gt.錦戸、Vo.Dr.大倉、Vo.Gt.安田 「ファッションモンスター」 村上、大倉(Vo.Dance.) | }                                                                   |
| 15                                                                  | 9月6日                                                              | SEKAI NO OWARI、一青窈                                                             | ×SEKAI NO OWARI 「RPG」 ×一青窈(Vo.) 「ハナミズキ」 | 「RPG」 Vo.錦戸、Vo.丸山、Vo.横山 「ハナミズキ」 Vo. B.Harp.渋谷、Ba.Cho.丸山、Key.村上、Per.Cho.横山 | }                                                                   |
| 16                                                                  | 9月13日                                                             | PUFFY、森山直太朗                                                                  | ×森山直太朗(Vo. A.G.) 「夏の終わり」 ×PUFFY 「これが私の生きる道」                                                                                                 | 「夏の終わり」 Vo. B.Harp.渋谷、Vo. A.G.錦戸、Ba.丸山、Per.横山 「これが私の生きる道」 Vo. B.Harp.渋谷、Vo.Per.横山、Vo.Key.村上 |                                                                     |
| 17                                                                  | 9月20日                                                             | ポルノグラフィティ、SCANDAL                                                        | ×ポルノグラフィティ 「ハネウマライダー」 ×SCANDAL 「少女S」 | 「ハネウマライダー」 Vo. A.G.錦戸、Gt.Vo.安田、Ba.丸山 「少女S」 Gt.安田、Dr.大倉、Key.村上 |                                                                     |
| 18                                                                  | 9月27日                                                             | 山崎まさよし、BREAKERZ                                                             | ×山崎まさよし(Vo. A.G. Hca.) 「セロリ」 ×BREAKERZ 「WE GO」 | 「セロリ」 Vo. B.Harp.渋谷、Gt.錦戸、Per.横山 「WE GO」 Vo.錦戸、Ba.丸山、Key.村上 |                                                                     |
| 19                                                                  | 10月4日                                                             | 世良公則 feat.つるの剛士、聖飢魔II                                                 | ×世良公則(Vo.Gt.) feat. つるの剛士(Vo.) 「燃えろいい女」 ×聖飢魔II 「蝋人形の館」                                                                                  | 「燃えろいい女」 Vo. B.Harp.渋谷、Gt.安田、Ba.丸山、Dr.大倉、Key.村上 「蝋人形の館」 Vo.丸山、Vo.大倉、Gt.安田 |                                                                     |
| 20                                                                  | 10月11日                                                            | エレファントカシマシ、chay                                                         | ×エレファントカシマシ 「俺たちの明日」 ×chay(Vo.Gt.) 「あなたに恋をしてみました」                                                                                  | 「俺たちの明日」 Vo. B.Harp.渋谷、Vo. A.G.錦戸、Key.村上 「あなたに恋をしてみました」 A.G. Cho.渋谷、Ba.丸山、Per.横山 |                                                                     |
| 21                                                                  | 10月18日                                                            | 斉藤和義、大原櫻子 〈音楽完全燃SHOW〉 水野良樹（いきものがかり）                   | ×斉藤和義(Vo.Gt.) 「ずっと好きだった」 ×大原櫻子(Vo. A.G.) 「瞳」                                                                                                  | 「ずっと好きだった」 Vo. A.G.錦戸、Vo.Gt.安田、Dr.大倉 「瞳」 Vo.渋谷、A.G.安田、Key.村上 | [ 注 22 ] [ 49 ]                                                    |
| 22                                                                  | 10月25日                                                            | モーニング娘。‘15、May J. with クリス・ハート                                      | ×モーニング娘｡'15 「What is LOVE?」 ×May J.(Vo.) with クリス・ハート(Vo.) 「美女と野獣」                                                                           | 「What is LOVE?」 安田、村上(Vo.Dance.) 「美女と野獣」 Ba.丸山、Dr.大倉、Per.横山 | }                                                                   |
| 23                                                                  | 11月1日                                                             | 中島美嘉 〈VTR出演〉 ハマ・オカモト（OKAMOTO'S） 〈音楽完全燃SHOW〉 スキマスイッチ | ×中島美嘉(Vo.) 「GLAMOROUS SKY」 ×スキマスイッチ 「全力少年」 | ｢GLAMOROUS SKY｣ Vo.Gt.渋谷、Gt.Cho.錦戸、Key.村上、Dr.大倉、Ba.丸山 「全力少年」 Vo. A.G.安田、Per.横山、Dr.大倉 | }                                                                   |
| 24                                                                  | 11月8日                                                             | 河村隆一（LUNA SEA） 〈音楽完全燃SHOW〉 新妻聖子                                   | ×河村隆一(Vo.) 「I love you」 | 「I love you」 Vo. B.Harp.渋谷、Ba.Cho.丸山、A.G.安田、Key.村上、Dr.大倉 | }                                                                   |
| 25                                                                  | 11月15日                                                            | 坂本冬美                                                                           | ×坂本冬美(Vo.) 「また君に恋してる」 | 「また君に恋してる」 Vo.渋谷、A.G.安田、Dr.大倉、Key.村上、Per.横山 |                                                                     |
| 26                                                                  | 11月22日                                                            | 水樹奈々 〈音楽完全燃SHOW〉 鬼龍院翔（ゴールデンボンバー）                         | ×水樹奈々(Vo.) 「深愛」 | 「深愛」 A.G. Cho.安田、Gt.錦戸、Ba.丸山、Per.横山 |                                                                     |
| 27                                                                  | 11月29日                                                            | JUJU 〈音楽完全燃SHOW〉 清水ミチコ                                                 | ×JUJU(Vo.) 「この夜を止めてよ」 | 「この夜を止めてよ」 Vo.錦戸、A.G. Cho.安田、Ba.丸山、Dr.大倉 |                                                                     |
| 28                                                                  | 12月6日                                                             | back number 〈音楽完全燃SHOW〉 KREVA                                               | ×back number 「ヒロイン」 | 「ヒロイン」 Vo.Gt.渋谷、Vo.Tamb.大倉、Gt.安田、Per.横山、Key.村上 |                                                                     |
| 29                                                                  | 12月13日                                                            | クリスタル ケイ 〈音楽完全燃SHOW〉 綾小路翔（氣志團）                              | ×クリスタル ケイ(Vo.) 「恋におちたら」 | 「恋におちたら」 Vo.Gt.錦戸、Gt.安田、Ba.丸山、Per.横山、Key.村上 |                                                                     |
| 30                                                                  | 12月20日                                                            | 家入レオ 〈音楽完全燃SHOW〉 鳥居みゆき                                             | ×家入レオ(Vo.) 「君がくれた夏」 | 「君がくれた夏」 Vo.Gt.渋谷、A.G.安田、Ba.丸山、Dr.大倉、Key.村上 |                                                                     |
| 31                                                                  | 12月27日                                                            | ヒャダイン、高橋優                                                                 | 関ジャニ∞のみ 「High Spirits」 「勝手に仕上がれ」 | ｢High Spirits｣ B.Harp.渋谷、Gt.錦戸、Tp.横山、Key.村上、Ba.丸山、Gt.安田、Dr.大倉 「勝手に仕上がれ」 Vo. B.Harp.渋谷、Vo.Gt.錦戸、Per.Vo.横山、Key.Vo.村上、Ba.Vo.丸山、Gt.Vo.安田、Dr.Vo.大倉 | }                                                                   |

### 2016年
| 2016年 合計放送回数：44回 セッション回数：43回 セッション曲数：48曲 | 2016年 合計放送回数：44回 セッション回数：43回 セッション曲数：48曲 | 2016年 合計放送回数：44回 セッション回数：43回 セッション曲数：48曲                                                                                               | 2016年 合計放送回数：44回 セッション回数：43回 セッション曲数：48曲              | 2016年 合計放送回数：44回 セッション回数：43回 セッション曲数：48曲 | 2016年 合計放送回数：44回 セッション回数：43回 セッション曲数：48曲 |
| 回                                                                  | 放送日                                                              | ゲスト | セッション                                                                       | セッション参加メンバー | 備考                                                                |
| ------------------------------------------------------------------- | ------------------------------------------------------------------- | --- | -------------------------------------------------------------------------------- | --- | ------------------------------------------------------------------- |
| 32                                                                  | 1月10日                                                             | 【ゲストに『ゲスの極み乙女。』を迎え、トーク&セッション!!】 ゲスの極み乙女。                                                                                      | ×ゲスの極み乙女。 「私以外私じゃないの」                                         | 「私以外私じゃないの」 Vo.Ba.丸山、Vo.Gt.安田 |                                                                     |
| 33                                                                  | 1月17日                                                             | 【由紀さおりが今夜だけ特別にオープンする「クラブ由紀」】 由紀さおり【冬の女王が教える、声を若々しく保つ講座を開設！】 〈音楽完全燃SHOW〉 広瀬香美                 | ×由紀さおり(Vo.) 「夜明けのスキャット」                                          | 「夜明けのスキャット」 Vo.渋谷、Gt.錦戸、Dr.大倉、Key.村上、Per.横山 |                                                                     |
| 34                                                                  | 1月24日                                                             | 【スガシカオの"楽曲作りの秘密"】 スガシカオ【さだまさしの歌詞の魅力】 〈音楽完全燃SHOW〉 若旦那（湘南乃風）                                                       | ×スガシカオ(Vo.) 「Progress」                                                    | 「Progress」 Vo.Gt.錦戸、Vo.Gt.安田、Ba.Cho.丸山、Dr.大倉、Key.村上 |                                                                     |
| 35                                                                  | 1月31日                                                             | 【明日見に行きたくなる!! ミュージカルの世界】 坂本昌行（V6）、安蘭けい、花總まり、井上芳雄                                                                        | ×坂本昌行(Vo.) 「監獄ロック」                                                    | 「監獄ロック」 Vo. B.Harp.渋谷、Vo.Gt.錦戸、Ba.丸山、Per.横山、Key.村上 |                                                                     |
| 36                                                                  | 2月7日                                                              | 【バンドラブソング特集！】 KANA-BOON | ×KANA-BOON 「なんでもねだり」 「ナントカナルサ」                                 | 「なんでもねだり」 Gt.Vo.錦戸、Gt.Vo.安田、Ba.Vo.丸山、Dr.Vo.大倉、Key.Vo.村上 「ナントカナルサ」 Gt.Vo.錦戸、Gt.Vo.安田、Ba.Vo.丸山、Dr.Vo.大倉、Key.Vo.村上               |                                                                     |
| 37                                                                  | 2月14日                                                             | 【音楽講座特別編〜J-POP検定】 鬼龍院翔（ゴールデンボンバー）、ハマ・オカモト（OKAMOTO'S） 〈セッションゲスト〉 OKAMOTO'S                                          | ×OKAMOTO'S 「勝手に仕上がれ」                                                    | 「勝手に仕上がれ」 Vo. B.Harp.渋谷、Vo.Gt.錦戸、Gt.Vo.安田、Ba.Vo.丸山、Key.Vo.村上                                                                                         |                                                                     |
| 38                                                                  | 2月21日                                                             | 【ゲストに『ももいろクローバーZ』を迎え、トーク&ダンスコラボ！】 ももいろクローバーZ                                                                              | ×ももいろクローバーZ 「ココ☆ナツ」                                               | 「ココ☆ナツ」 渋谷、横山、丸山、大倉(Vo.Dance.) |                                                                     |
| 39                                                                  | 2月28日                                                             | 【ゲストに『さだまさし』を迎え、トーク&セッション！】 さだまさし、若旦那                                                                                          | ×さだまさし(Vo.) 「秋桜」                                                        | 「秋桜」 Vo.渋谷、A.G.安田、Ba.丸山、Dr.大倉 |                                                                     |
| 40                                                                  | 3月13日                                                             | 【関ジャムTUNES〜この歌のココを聴いてくれ!!】 いきものがかり【横山・安田・錦戸がYOSHIKIの生活拠点であるアメリカ・ロサンゼルスを訪問】 〈ロケ〉 YOSHIKI（X JAPAN） | ×いきものがかり 「YELL」                                                         | 「YELL」 Vo.Gt.錦戸、Ba.Cho.丸山、Dr.大倉、Per.横山 |                                                                     |
| 41                                                                  | 3月20日                                                             | 【マイベストBEGINソング】 BEGIN【宮藤官九郎の"独自の作詞術"とは？】 〈音楽完全燃SHOW〉 宮藤官九郎                                                                 | ×BEGIN 「海の声」                                                                | 「海の声」 Vo. B.Harp.渋谷、A.G.安田、Ba.丸山、Per.横山 |                                                                     |
| 42                                                                  | 3月27日                                                             | 【ピアニスト座談会】 横山幸雄、清塚信也、小林愛実【ドラマ音楽の作り方を公開！】 〈音楽完全燃SHOW〉 大友良英                                                       | ×清塚信也(Pf.) 「さくら（独唱）」                                                | 「さくら（独唱）」 Vo.Gt.安田、A.G. Cho.錦戸、Ba.丸山、Dr.大倉、Key.村上 |                                                                     |
| 43                                                                  | 4月3日                                                              | 【関ジャムTUNES〜この歌のココを聴いてくれ!!】 GACKT | ×GACKT(Vo.Gt.) 「ANOTHER WORLD」                                                 | 「ANOTHER WORLD」 Vo.丸山、Gt.安田、Gt.錦戸、Per.横山 |                                                                     |
| 44                                                                  | 4月10日                                                             | 【音楽講座特別編〜J-POP検定】 PUFFY、鬼龍院翔 | ×PUFFY 「アジアの純真」                                                          | 「アジアの純真」 Vo. A.G.安田、Gt.Cho.錦戸、Ba.Cho.丸山、Key.村上、Per.横山                                                                                                 |                                                                     |
| 45                                                                  | 4月17日                                                             | 【関ジャムTUNES〜この歌のココを聴いてくれ!!】 水曜日のカンパネラ                                                                                                  | ×水曜日のカンパネラ(Vo.) 「桃太郎」                                              | 「桃太郎」 Vo.村上、Ba.Cho.丸山、A.G. Cho.錦戸、Gt.安田、Dr.大倉 |                                                                     |
| 46                                                                  | 4月24日                                                             | 【華麗なる音楽一族〜森山家〜】 森山良子 | ×森山良子(Vo. A.G.) 「涙そうそう」                                               | 「涙そうそう」 Vo. B.Harp.渋谷、Vo. A.G.安田、Ba.丸山、Key.村上、Per.横山                                                                                                   |                                                                     |
| 47                                                                  | 5月1日                                                              | 【関ジャムTUNES〜この歌のココを聴いてくれ!!】 [Alexandros] | ×[Alexandros] 「ワタリドリ」                                                     | 「ワタリドリ」 Vo. A.G.渋谷、Vo.Gt.安田、Key.村上、Per.横山、Dr.大倉 |                                                                     |
| 48                                                                  | 5月8日                                                              | 【音楽講座特別編〜J-POP検定】 高見沢俊彦（THE ALFEE）、ハマ・オカモト                                                                                             | ×高見沢俊彦(Vo.Gt.) 「メリーアン」                                               | 「メリーアン」 Vo. A.G.錦戸、Vo.Ba.丸山、Per.横山、Key.村上、Dr.大倉 |                                                                     |
| 49                                                                  | 5月15日                                                             | 【吉川晃司の凄さ】 吉川晃司 | ×吉川晃司(Vo.) 「KISSに撃たれて眠りたい」                                        | 「KISSに撃たれて眠りたい」 Vo.大倉、Key.Cho.村上、Gt.渋谷、Gt.錦戸、Gt.安田                                                                                                 |                                                                     |
| 50                                                                  | 5月22日                                                             | 【これを聴けばミュージカルが見たくなる！】 StarS（井上芳雄、山崎育三郎、浦井健治）                                                                                | ×StarS 「民衆の歌」                                                              | 「民衆の歌」 Vo.丸山、Gt. A.G. 安田、Dr.大倉、Per.横山 |                                                                     |
| 51                                                                  | 5月29日                                                             | 【音楽講座特別編〜J-POP検定】 きゃりーぱみゅぱみゅ、持田香織（Every Little Thing）                                                                                | ×きゃりーぱみゅぱみゅ(Vo.Dance.) 「つけまつける」                                | 「つけまつける」 横山、丸山、安田、錦戸(Dance.) |                                                                     |
| 52                                                                  | 6月5日                                                              | 【音楽プロデューサーの仕事って何？】 蔦谷好位置、ヒャダイン | ×蔦谷好位置(Key.) 「JOY」                                                        | 「JOY」 Vo. A.G.錦戸、Gt.Cho.渋谷、Gt.Cho.安田、Dr.大倉、Key.村上 |                                                                     |
| 53                                                                  | 6月12日                                                             | 【コブクロが登場！ハモリの真髄、作詞作曲の秘密を明らかにしちゃう1時間！】 コブクロ                                                                                | ×コブクロ 「轍-わだち-」                                                         | 「轍-わだち-」 Gt.Vo.安田、Ba.Vo.丸山、A.G. Vo.錦戸、Key.村上、Dr.大倉 |                                                                     |
| 54                                                                  | 6月19日                                                             | 【TOKIO長瀬智也が登場！この男、やはり只者ではなかった…その知られざる姿とは…!?】 長瀬智也（TOKIO）、桐谷健太 〈VTR出演〉 堂本光一（KinKi Kids）                    | ×長瀬智也(Vo.Gt.) 「言ったじゃないか」                                           | 「言ったじゃないか」 Vo.Gt.渋谷、Vo.Gt.錦戸、Per.横山、Key.Vo.村上、Ba.Vo.丸山、Gt.Vo.安田、Dr.Vo.大倉                                                                      |                                                                     |
| 55                                                                  | 6月26日                                                             | 【音楽講座特別編〜J-POP検定】 DAIGO（BREAKERZ）、鬼龍院翔、レキシ                                                                                                 | ×DAIGO(Vo.) & 鬼龍院翔(Vo.) 「Driver's High」                                    | ｢Driver's High｣ Vo.丸山、Gt.Cho.錦戸、Gt.Cho.安田、Dr.大倉、Key.村上 |                                                                     |
| 56                                                                  | 7月3日                                                              | 【DREAMS COME TRUEの表と裏を、中村正人が本音で語る1時間！】 中村正人（DREAMS COME TRUE）                                                                          | ×中村正人(Ba.Cho.) 「大阪LOVER」                                                 | 「大阪LOVER」 Vo.渋谷、Gt.Cho.錦戸、Gt.Cho.安田、Key.村上、Dr.大倉 |                                                                     |
| 57                                                                  | 7月24日                                                             | 【シンガー平井堅が悶絶した歌声のアーティストを紹介】 平井堅 | ×平井堅(Vo.) 「ソレデモシタイ」                                                  | 「ソレデモシタイ」 Gt.Vo.渋谷、A.G. Vo.錦戸、Key.Cho.村上、Per.横山、Dr.大倉                                                                                                |                                                                     |
| 58                                                                  | 8月14日                                                             | 【ちょいDEEPスペシャル!!〜関ジャニ∞に知ってほしいネクストブレイクアーティスト〜】 岡崎体育、ピエール中野（凛として時雨）、もふくちゃん、KEN THE 390、kz           | 関ジャニ∞のみ 「Shelter」                                                        | 「Shelter」 Vo.渋谷、Gt.Cho.錦戸、Gt.Cho.安田、Per.横山、Key.村上、Ba.丸山、Dr.大倉                                                                                         | }                                                                   |
| 59                                                                  | 8月28日                                                             | 【東山紀之全面監修「マイケル・ジャクソンのココは知ってほしい!!」】 東山紀之（少年隊）、西寺郷太（NONA REEVES）                                                    | 渋谷すばるのみ 「She's Out Of My Life」 ×東山紀之(Vo.Dance.) 「Shake Your Body」 | 「She's Out Of My Life」 Vo.渋谷 「Shake Your Body」 渋谷、村上、安田、錦戸、大倉(Vo.Dance.)                                                                                |                                                                     |
| 60                                                                  | 9月4日                                                              | 【今年、デビュー35周年を迎える布袋寅泰が登場！】 布袋寅泰、小渕健太郎（コブクロ）                                                                                 | ×布袋寅泰(Vo.Gt.) 「POISON」                                                     | 「POISON」 Vo.Gt.錦戸、Gt.Cho.安田、Key.村上、Per.横山 |                                                                     |
| 61                                                                  | 9月11日                                                             | 【今年、デビュー10周年を迎えた絢香が登場！】 絢香 | ×絢香(Vo.) 「にじいろ」                                                          | 「にじいろ」 Vo. B.Harp.渋谷、Gt.錦戸、A.G.安田、Key.村上、Dr.大倉 |                                                                     |
| 62                                                                  | 9月18日                                                             | 【音楽講座特別編〜J-POP検定】 Zeebra、華原朋美、鬼龍院翔 〈セッションゲスト〉 くるり                                                                              | ×くるり 「ばらの花」                                                             | 「ばらの花」 Vo. A.G.錦戸、Gt.Cho.安田、Key.村上、Dr.大倉 |                                                                     |
| 63                                                                  | 9月25日                                                             | 【ユニコーンの伝説を本人たちから聞き出す1時間！】 ユニコーン、綾小路翔（氣志團）                                                                                  | ×ユニコーン 「WAO!」                                                             | 「WAO!」 Vo.渋谷、Gt.Cho.錦戸、Gt.安田、Key.村上 |                                                                     |
| 64                                                                  | 10月2日                                                             | 【久しぶりにスナック『JUJU』開店！】 JUJU | ×JUJU(Vo.) 「つぐない」                                                          | 「つぐない」 Vo.渋谷、Gt.錦戸、Ba.丸山、Dr.大倉 |                                                                     |
| 65                                                                  | 10月9日                                                             | 【さだまさしのメロディ&歌詞作りの秘訣】 さだまさし | ×さだまさし(Vo.) 「主人公」                                                      | 「主人公」 Vo. A.G.錦戸、Gt.安田、Ba.丸山、Per.横山 | [ 注 28 ]                                                           |
| 66                                                                  | 10月16日                                                            | 【音楽プロデューサーのこれはやられた！と"2人が嫉妬した名曲"を紹介・解説！】 蔦谷好位置、ヒャダイン                                                                | ×蔦谷好位置(Key.) 「虹」                                                         | 「虹」 Vo. A.G.渋谷、Vo. A.G.安田、Ba.丸山、Per.横山 |                                                                     |
| 67                                                                  | 10月23日                                                            | 【音楽プロデューサー&DJの"中田ヤスタカ"をゲストに迎えてトーク！】 中田ヤスタカ                                                                                    | 関ジャニ∞のみ 「愛でした。」                                                     | 「愛でした。」 Vo.Gt.渋谷、Vo.Gt.錦戸、Per.Vo.横山、Key.Vo.村上、Ba.Vo.丸山、Gt.Vo.安田、Dr.Vo.大倉                                                                         | [ 注 29 ]                                                           |
| 68                                                                  | 10月30日                                                            | 【音楽講座特別編 80年代歌謡曲検定!!】 松岡昌宏（TOKIO）、伊藤一朗（Every Little Thing）、マーティ・フリードマン                                                   | ×松岡昌宏(Dr.) 「宙船」                                                          | 「宙船」 Vo.Gt.錦戸、Gt.Vo.安田、Ba.Vo.丸山、Key.Vo.村上、Tp.Vo.横山 |                                                                     |
| 69                                                                  | 11月6日                                                             | 【多くの有名アーティストを支えているスゴ腕ミュージシャンに迫る！】 斎藤誠、KenKen（RIZE）、SATOKO（FUZZY CONTROL）                                                | ×斎藤誠(Gt.) & KenKen(Ba.) & SATOKO(Dr.) 「ズッコケ男道」                        | 「ズッコケ男道」 Vo. B.Harp.渋谷、Gt.Vo.安田、Dr.Vo.大倉、Key.Vo.村上、Per.Vo.横山                                                                                          |                                                                     |
| 70                                                                  | 11月13日                                                            | 【コワくは無いよラップの世界】 Zeebra、KEN THE 390、R-指定（Creepy Nuts）、言×THEANSWER（EINSHTEIN & 言×THE ANSWER）                                              | ×Zeebra(Vo.) & R-指定(Vo.) 「Street Dreams」                                     | 「Street Dreams」 Vo.丸山、Gt.安田、Dr.大倉、Key.村上、Tp.横山 |                                                                     |
| 71                                                                  | 11月20日                                                            | 【テレビやCMで人気の振り付け師を徹底解剖！】 振付稼業air:man、TAKAHIRO、FISHBOY（RADIO FISH）                                                                     | 無し                                                                             | 無し |                                                                     |
| 72                                                                  | 11月27日                                                            | 【今年デビュー30周年を迎える久保田利伸が登場！】 久保田利伸 | ×久保田利伸(Vo.) 「Bring me up!」 「王様クリニック」                             | 「Bring me up!」 Vo.渋谷、Cho.安田、Cho.丸山、Cho.大倉 「王様クリニック」 Vo.TAKATSU-KING(村上)、Cho.渋谷、Cho.安田、Cho.丸山、Cho.大倉                                     |                                                                     |
| 73                                                                  | 12月4日                                                             | 【槇原敬之が思わず胸キュンした若手アーティストとその歌詞を紹介！】 槇原敬之                                                                                       | ×槇原敬之(Vo.) 「冬がはじまるよ」                                                | 「冬がはじまるよ」 Vo.Gt.安田、A.G. Vo.渋谷、Gt.Vo.錦戸、Dr.大倉、Key.村上                                                                                                  |                                                                     |
| 74                                                                  | 12月18日                                                            | 【クリスマス直前!! back numberと考えるラブソング問題!!】 back number、鬼龍院翔、川口春奈                                                                          | ×back number 「クリスマスソング」                                                | 「クリスマスソング」 Vo.Tamb.渋谷、A.G. Cho.錦戸、Key.村上 |                                                                     |
| 75                                                                  | 12月25日                                                            | 【ザ・ビートルズ特集!!】 本間昭光、西寺郷太 | 関ジャニ∞のみ 「Day Tripper 〜 Ticket To Ride 〜 Help!」                         | 「Day Tripper」 Vo.Gt.渋谷、Vo.Gt.錦戸、Ba.丸山、Dr.大倉 ｢Ticket To Ride｣ Vo.Gt.渋谷、Vo.Gt.錦戸、Vo.Ba.丸山、Dr.大倉 「Help!」 Vo.Gt.渋谷、Vo.Gt.錦戸、Vo.Dr.大倉、Ba.丸山 |                                                                     |

### 2017年
| 2017年 合計放送回数：45回 特別編成放送（総集編）：1回 セッション回数：43回 セッション曲数：45曲 | 2017年 合計放送回数：45回 特別編成放送（総集編）：1回 セッション回数：43回 セッション曲数：45曲 | 2017年 合計放送回数：45回 特別編成放送（総集編）：1回 セッション回数：43回 セッション曲数：45曲 | 2017年 合計放送回数：45回 特別編成放送（総集編）：1回 セッション回数：43回 セッション曲数：45曲                 | 2017年 合計放送回数：45回 特別編成放送（総集編）：1回 セッション回数：43回 セッション曲数：45曲                                                           | 2017年 合計放送回数：45回 特別編成放送（総集編）：1回 セッション回数：43回 セッション曲数：45曲 |
| 回                                                                                              | 放送日                                                                                          | ゲスト | セッション | セッション参加メンバー | 備考                                                                                            |
| ----------------------------------------------------------------------------------------------- | ----------------------------------------------------------------------------------------------- | --- | --- | --- | ----------------------------------------------------------------------------------------------- |
| 76                                                                                              | 1月8日                                                                                          | 【聞き逃していません？売れっ子音楽プロデューサーが選ぶ 2016年ベスト10!!】 蔦谷好位置、いしわたり淳治、tofubeats 〈セッションゲスト〉 高橋優                                                                | ×高橋優(Vo. A.G.) 「象」                                                                                        | 「象」 Vo.Gt.渋谷、Vo. A.G.錦戸、Vo.Gt.安田、Ba.Vo.丸山、Per.Vo.横山、Key.Vo.村上、Dr.大倉                                                                |                                                                                                 |
| 77                                                                                              | 1月15日                                                                                         | 【聞き逃していません？売れっ子音楽プロデューサーが本気で選んだ 2016年のベスト10曲後半戦!!】 （第76回の続き） 〈VTR出演〉 古坂大魔王                                                                        | 関ジャニ∞のみ 「なぐりガキBEAT」                                                                                | ｢なぐりガキBEAT｣ Vo.Dance.Tp.横山、渋谷、村上、丸山、安田、錦戸、大倉(Vo.Dance.)                                                                          |                                                                                                 |
| 78                                                                                              | 1月22日                                                                                         | 【拡大SP！まだまだ奥が深い"振り付けの世界"】 三浦大知、振付稼業air:man、WARNER、MAIKO | 関ジャニ∞のみ 「Black of night」                                                                                | ｢Black of night｣ 安田、渋谷、横山、村上、丸山、錦戸、大倉(Vo.Dance.)                                                                                      | [ 注 31 ]                                                                                       |
| 79                                                                                              | 1月29日                                                                                         | 【音楽講座特別編 J-POP検定!!】 松下奈緒、DJ KOO（TRF）、岡崎体育 | ×松下奈緒(Pf.) 「ありがとう（ピアノバージョン）」                                                               | 「ありがとう（ピアノバージョン）」 Vo.Gt.安田、Vo. A.G.錦戸、Ba.丸山、Per.横山                                                                            |                                                                                                 |
| 80                                                                                              | 2月5日                                                                                          | 【調べてみたらスゴかった！あなたの知らない音楽大学の世界！】 高嶋ちさ子、彌勒忠史、新垣隆、清塚信也、福嶋麻衣子                                                                                            | ×高嶋ちさ子(Vn.) & 清塚信也(Pf.) 「雪の華」                                                                     | 「雪の華」 Vo.渋谷、A.G.安田、Ba.丸山、Dr.大倉、Key.村上                                                                                                  |                                                                                                 |
| 81                                                                                              | 2月12日                                                                                         | 【谷村新司が「心に響く歌」を作る極意を本気授業!!】 谷村新司 | ×谷村新司(Vo. A.G.) 「チャンピオン」                                                                            | 「チャンピオン」 Vo. A.G.渋谷、Vo.Gt.錦戸、Ba.丸山、Dr.大倉、Key.村上                                                                                     | [ 注 32 ]                                                                                       |
| 82                                                                                              | 2月19日                                                                                         | 【プロの目線で選んだイントロを紹介するイントロ特集！】 スキマスイッチ、水野良樹（いきものがかり）、山本彩（NMB48）                                                                                         | ×スキマスイッチ 「奏 (かなで)」                                                                                 | 「奏 (かなで)」 Vo.Gt.安田、A.G. Vo.錦戸、Dr.大倉、Per.横山                                                                                               |                                                                                                 |
| 83                                                                                              | 2月26日                                                                                         | 【今年20周年を迎えるKinKi Kids堂本光一の演出家としての光と影に迫る！】 堂本光一（KinKi Kids）、宮本亜門、神田沙也加                                                                                        | ×堂本光一(Vo.) 「Slave Maker」                                                                                  | 「Slave Maker」 Gt.Cho.錦戸、Ba.丸山、Dr.大倉、Per.横山                                                                                                   |                                                                                                 |
| 84                                                                                              | 3月5日                                                                                          | 【音楽業界のプロが選ぶ!! 今絶対に知っておくべき10代アーティスト特集！】 ヒャダイン、もふくちゃん、TeddyLoid、DOTAMA、遠山大輔（グランジ）、松原裕、立山龍廣 〈セッションゲスト〉 ぼくのりりっくのぼうよみ  | ×ぼくのりりっくのぼうよみ(Vo.) 「after that」                                                                   | 「after that」 Vo.大倉、A.G. Cho.渋谷、Gt.Cho.錦戸、Key.村上、Tp.横山                                                                                     | [ 注 33 ]                                                                                       |
| 85                                                                                              | 3月12日                                                                                         | 【未公開スペシャル「関ジャム 超完全燃焼SHOW!」実はこんな事もやってました！】 （総集編&未公開シーンの放送） 第41(音楽完全燃SHOW)、60、65、66回のゲスト 〈VTR出演〉 日食なつこ 〈セッションゲスト〉 SHISHAMO | ×SHISHAMO 「夏の恋人」                                                                                          | 「夏の恋人」 B.Harp. Cho.渋谷、Gt.錦戸、Per.横山、Key.村上                                                                                                | [ 注 34 ]                                                                                       |
| 86                                                                                              | 3月19日                                                                                         | 【電子音楽の世界を徹底解剖！】 古坂大魔王、MASAKing、高見眞介 | ×ピコ太郎(Vo.) 「PPAP」                                                                                         | 「PPAP」 Gt.Cho.錦戸、Ba.Cho.丸山、Dr.大倉、Per.Cho.横山、Key.村上                                                                                        |                                                                                                 |
| 87                                                                                              | 3月26日                                                                                         | 【実はスゲーカッコイイ!! スゴ腕アーティストが教えるベースの世界】 根岸孝旨（Dr.StrangeLove、kōkua）、KenKen（RIZE）、ハマ・オカモト（OKAMOTO'S）                                                           | ×KenKen(Ba.Cho.) & ハマ・オカモト(Ba.) 「カミナリ」                                                             | 「カミナリ」 Vo.渋谷、Ba.丸山、Gt.Cho.錦戸、Dr.大倉 |                                                                                                 |
| 88                                                                                              | 4月2日                                                                                          | 【今年で結成17年目を迎えるPerfumeのライブパフォーマンスを大調査!!】 Perfume、ピエール中野（凛として時雨）、遠山大輔                                                                                        | ×Perfume 「ワンルーム・ディスコ」                                                                               | 「ワンルーム・ディスコ」 渋谷、大倉(Vo.Dance.) |                                                                                                 |
| 89                                                                                              | 4月9日                                                                                          | 【日本でトップクラスのダンスパフォーマンスを誇る2人が登場！】 三浦大知、蛯名健一 | ×三浦大知(Vo.Dance.) 「(RE)PLAY」                                                                               | 「(RE)PLAY」 Gt.Vo.錦戸、Gt.Vo.安田、Ba.丸山、Dr.大倉 |                                                                                                 |
| 90                                                                                              | 4月16日                                                                                         | 【作詞のプロがこれはやられたと唸った本当に素晴らしい歌詞特集！】 いしわたり淳治、尾崎世界観（クリープハイプ） 〈セッションゲスト〉 クリープハイプ                                                          | ×クリープハイプ 「寝癖」                                                                                        | 「寝癖」 A.G.錦戸、Key.村上、Per.横山 |                                                                                                 |
| 91                                                                                              | 4月23日                                                                                         | 【「アーティストとアレンジの関係」について、楽曲制作でタッグを組むゆずと蔦谷好位置の盟友コンビが豪華解説！】 ゆず、蔦谷好位置                                                                              | ×ゆず & 蔦谷好位置(Key.) 「アゲイン2」                                                                          | 「アゲイン2」 Vo. B.Harp.渋谷、Gt.安田、Ba.丸山、Dr.大倉、Key.村上                                                                                        | [ 注 3 ]                                                                                        |
| 92                                                                                              | 4月30日                                                                                         | 【関ジャム初のアーティスト持ち込み企画！水野良樹がどうしてもやりたかった3つの企画を実施！】 水野良樹、本間昭光、島田昌典、林部直樹、村石雅行、竹上良成、朝倉真司、安達貴史                                 | ×本間昭光(Key.) & 林部直樹(Gt.) & 村石雅行(Dr.) & 竹上良成(Sax.) & 朝倉真司(Per.) & 安達貴史(Ba.) 「DOWN TOWN」 | 「DOWN TOWN」 Vo.渋谷、A.G. Vo.錦戸、Gt.Vo.安田 |                                                                                                 |
| 93                                                                                              | 5月7日                                                                                          | 【よく知らない方も苦手な方も聴けばきっとハマる！実はスゴいアニソンの世界特集！】 山内真治、神前暁、冨田明宏、宮田俊哉（Kis-My-Ft2）、志田未来 〈セッションゲスト〉 LiSA                                    | ×LiSA(Vo.) 「oath sign」                                                                                        | 「oath sign」 Gt.錦戸、Ba.丸山、Dr.大倉、Key.村上 |                                                                                                 |
| 94                                                                                              | 5月14日                                                                                         | 【ふざけてそうだが本当はスゴイ！レキシとは一体何者なのか？】 レキシ、いとうせいこう、西寺郷太 | 関ジャニ∞のみ 「侍唄 (さむらいソング)」                                                                         | 「侍唄 (さむらいソング)」 Vo.Gt.渋谷、Vo. A.G.錦戸、Gt.Cho.安田、Ba.Cho.丸山、Key.Cho.村上、Per.Cho.横山、Dr.大倉                                         |                                                                                                 |
| 95                                                                                              | 5月21日                                                                                         | 【音楽制作を影で支える音のプロを紹介！業界でもかなりの「音マニア」として有名なコブクロが紹介する"音楽職業図鑑"！】 コブクロ、鬼龍院翔（ゴールデンボンバー）                                                | ×コブクロ 「風」                                                                                                | 「風」 Vo. A.G.渋谷、Gt.錦戸、Ba.丸山、Dr.大倉、Key.村上                                                                                                  |                                                                                                 |
| 96                                                                                              | 5月28日                                                                                         | 【デビュー25周年のウルフルズが「心に響く！関西弁ソングの魅力」を解説！】 ウルフルズ | ×ウルフルズ 「ええねん」                                                                                        | 「ええねん」 Vo. A.G.渋谷、Gt.Cho.錦戸、Key.Cho.村上 |                                                                                                 |
| 97                                                                                              | 6月4日                                                                                          | 【教えて！関ジャム先生！他人には聞けない！音楽ギモンスペシャル！】 小室哲哉、いとうせいこう、本間昭光、三浦大知、小野良行                                                                                  | ×小室哲哉(Key.) 「Get Wild」                                                                                    | 「Get Wild」 Vo.渋谷、Key.村上、Gt.Cho.錦戸、Ba.Cho.丸山                                                                                                  |                                                                                                 |
| 98                                                                                              | 6月11日                                                                                         | 【バンドの花形！ギターの世界】 佐橋佳幸、HISASHI（GLAY）、MIYAVI | ×HISASHI(Gt.Cho.) & MIYAVI(Gt.) 「Marionette」                                                                  | 「Marionette」 Vo.渋谷、Gt.Cho.錦戸、Ba.Cho.丸山 |                                                                                                 |
| 99                                                                                              | 6月18日                                                                                         | 【2017年の音楽シーンを振り返る「2017年上半期ベストソング」】 蔦谷好位置、いしわたり淳治、tofubeats 〈セッションゲスト〉 秦基博                                                                             | ×秦基博(Vo. A.G.) 「アイ」                                                                                      | 「アイ」 Vo. B.Harp.渋谷、Ba.Cho.丸山、Dr.大倉、Key.村上                                                                                                  |                                                                                                 |
| 100                                                                                             | 6月25日                                                                                         | 【関ジャム放送100回記念！関ジャニ∞新アルバム「ジャム」制作裏側を大公開！楽曲提供&振り付けの全行程をお見せします！】 蔦谷好位置 〈VTR出演〉 水野良樹、岡崎体育                                              | 関ジャニ∞のみ 「DO NA I」                                                                                       | 「DO NA I」 横山、渋谷、村上、丸山、安田、錦戸、大倉(Vo.Dance.)                                                                                           |                                                                                                 |
| 101                                                                                             | 7月2日                                                                                          | 【シーズン目前！「夏うた」徹底解剖！】 岡崎体育、zopp、Carlos K. 〈セッションゲスト〉 湘南乃風 | ×湘南乃風 「睡蓮花」                                                                                            | 「睡蓮花」 Vo.村上、Vo.横山、A.G. Cho.錦戸、Ba.丸山 |                                                                                                 |
| 102                                                                                             | 7月9日                                                                                          | 【勝手にMr.Children論！モンスターバンドの功罪を語る！】 いしわたり淳治、スキマスイッチ、杉山勝彦、小春（チャラン・ポ・ランタン）                                                                           | 無し | 無し |                                                                                                 |
| 103                                                                                             | 7月16日                                                                                         | 【関ジャム流 音楽職業図鑑スペシャル！】 佐々木幸生、松崎淳、井實博昭、村上仁、平山善成、柳田達郎、山本彩 〈セッションゲスト〉 04 Limited Sazabys                                                           | ×04 Limited Sazabys 「Chicken race」                                                                            | 「Chicken race」 Ba.丸山、Key.村上 |                                                                                                 |
| 104                                                                                             | 7月30日                                                                                         | 【まだまだ知らないダンスの深い世界】 三浦大知、坂見誠二、SKILL-MASTER（RADIO FISH） | ×三浦大知(Vo.Dance.) 「EXCITE」                                                                                 | 「EXCITE」 Vo.Gt.渋谷、Gt.Cho.錦戸、Ba.Cho.丸山、Key.Cho.村上、Dr.大倉                                                                                    |                                                                                                 |
| 105                                                                                             | 8月13日                                                                                         | 【様々な音楽企画を大公開！】 （総集編&未公開シーンの放送） 第97、99、103回のゲスト | 無し | 無し |                                                                                                 |
| 106                                                                                             | 8月20日                                                                                         | 【音楽業界のクセ者が選ぶ次来るアーティスト10！】 いとうせいこう、鬼龍院翔、遠山大輔、もふくちゃん、行達也、大塚智昭 〈セッションゲスト〉 Mrs. GREEN APPLE                                                  | ×Mrs. GREEN APPLE 「鯨の唄」                                                                                    | 「鯨の唄」 Vo.丸山、A.G.渋谷、Per.横山 | [ 注 35 ]                                                                                       |
| 107                                                                                             | 8月27日                                                                                         | 【KinKi Kidsをゲストに迎え、20年の歴史・大ヒットを続ける音楽のヒミツに迫る！】 KinKi Kids 〈VTR出演〉 織田哲郎、久保田利伸、吉井和哉（THE YELLOW MONKEY）、長瀬智也（TOKIO）、堂島孝平、さだまさし         | 関ジャニ∞のみ 「奇跡の人」                                                                                      | 「奇跡の人」 横山、渋谷、村上、丸山、安田、錦戸、大倉(Vo.)                                                                                                |                                                                                                 |
| 108                                                                                             | 9月3日                                                                                          | 【改めて石川さゆりの何がスゴイのか？】 石川さゆり | ×石川さゆり(Vo.) 「津軽海峡・冬景色」                                                                           | 「津軽海峡・冬景色」 Gt.安田、Ba.丸山、Dr.大倉、Per.横山                                                                                                  |                                                                                                 |
| 109                                                                                             | 9月10日                                                                                         | 【シンガーソングライター・福山雅治を徹底分析】 福山雅治 〈VTR出演〉 本間昭光、いしわたり淳治 | ×福山雅治(Vo. A.G.) 「milk tea」                                                                                | 「milk tea」 Vo.Tamb.渋谷、A.G. Cho.安田、Ba.丸山、Cajon.大倉、Key.村上                                                                                   |                                                                                                 |
| 110                                                                                             | 9月17日                                                                                         | 【視聴者の音楽に関する疑問に豪華講師陣が回答！教えて！関ジャム先生！他人には聞けない音楽ギモンSP】 NAOTO（ORANGE RANGE）、ヒャダイン、井上芳雄、清塚信也、田中雪子                                         | ×井上芳雄(Vo.) & 清塚信也(Pf.) & 田中雪子(Cho.) 「ANNIVERSARY〜無限にCALLING YOU」                              | 「ANNIVERSARY〜無限にCALLING YOU」 Vo.Gt.錦戸、Ba.丸山、Dr.大倉、Per.横山                                                                                 |                                                                                                 |
| 111                                                                                             | 9月24日                                                                                         | 【世の中にあまり知られていない音楽業界の裏方的存在のスタジオミュージシャンの凄さ】 水野良樹、本間昭光、古川昌義、竹上良成、朝倉真司、玉田豊夢、安達貴史、岡部磨知                                          | ×本間昭光(Key.) & 古川昌義(Gt.) & 玉田豊夢(Dr.) & 朝倉真司(Per.) 「風が吹いている」                             | 「風が吹いている」 Vo.渋谷、Gt.Cho.安田、Ba.Cho.丸山、Key.村上                                                                                            |                                                                                                 |
| 112                                                                                             | 10月1日                                                                                         | 【テレビや映画、アニメなどで何気なく耳にしている「効果音」の世界に迫る！】 古坂大魔王、幾代学、石川一宏、山本彩（NMB48）                                                                                   | 関ジャニ∞のみ 「JAM LADY」                                                                                      | 「JAM LADY」 横山、渋谷、村上、丸山、安田、錦戸、大倉(Vo.Dance.)                                                                                          |                                                                                                 |
| 113                                                                                             | 10月8日                                                                                         | 【関ジャム音楽史〜ヴィジュアル系編〜】 DAIGO（BREAKERZ）、鬼龍院翔、シド（マオ、Shinji） | ×DAIGO(Vo.) & 鬼龍院翔(Vo.) & マオ(Vo.) & Shinji(Gt.) 「I for You」                                             | 「I for You」 Gt.安田、Ba.丸山、Dr.大倉、Key.村上、Per.横山                                                                                               |                                                                                                 |
| 114                                                                                             | 10月15日                                                                                        | 【即興スタジオパフォーマンスを大公開！】 （総集編&未公開シーンを放送） 第32、60、65、87、98、104、111回のゲスト 〈セッションゲスト〉 GLIM SPANKY                                                           | ×GLIM SPANKY 「怒りをくれよ」                                                                                   | 「怒りをくれよ」 A.G.渋谷、Gt.錦戸、Ba.丸山、Dr.大倉 | [ 注 36 ]                                                                                       |
| 115                                                                                             | 10月29日                                                                                        | 【ついに実現！ダンス界のスター2人が共演！三浦大知、菅原小春の2人がスタジオに登場！2人のダンスはなぜスゴい!?】 三浦大知、菅原小春、タテジマヨーコ                                                           | ×三浦大知(Vo.Dance.) & 菅原小春(Dance.) 「Unlock」                                                              | 「Unlock」 Vo.Gt.渋谷、Gt.安田、Ba.丸山、Dr.大倉、Key.村上                                                                                                | [ 注 37 ]                                                                                       |
| 116                                                                                             | 11月5日                                                                                         | 【プロが選ぶスゴい映画音楽の秘密！】 菅野祐悟、富貴晴美、北原京子、シシド・カフカ | ×富貴晴美(Pf.) 「ピンク・パンサー &007 &キル・ビル 映画音楽スペシャルメドレー」                                 | 「ピンク・パンサー」 Tp.横山、Ba.丸山、Dr.大倉 「007」 Gt.安田、丸山、Dr.大倉、Key.村上、Tp.横山 「キル・ビル」 Gt.安田、丸山、Dr.大倉、Key.村上、Tp.横山 |                                                                                                 |
| 117                                                                                             | 11月19日                                                                                        | 【音楽業界に二世ミュージシャンがなぜ多い？】 平原綾香、宮本笑里、青山英樹、藤澤ノリマサ、清塚信也 | ×平原綾香(Vo.) & 宮本笑里(Vn.) & 青山英樹(Dr.) 「Jupiter」                                                      | 「Jupiter」 Vo.渋谷、A.G.錦戸、Per.横山 |                                                                                                 |
| 118                                                                                             | 11月26日                                                                                        | 【大人を巻き込む大ヒット揃い"子ども向けソング"のヒットの秘密とは？】 横山だいすけ、宮下浩司、玉井裕香子 | ×横山だいすけ(Vo.) 「ぼよよん行進曲」                                                                           | 「ぼよよん行進曲」 Vo. A.G.錦戸、Vo. A.G.安田、Dr.大倉、Tp.横山                                                                                           |                                                                                                 |
| 119                                                                                             | 12月3日                                                                                         | 【もっと知ってほしい！ドラムの世界を特集！】 玉田豊夢、ピエール中野 | ×玉田豊夢(Dr.) & ピエール中野(Dr.) 「誘惑」                                                                     | 「誘惑」 Vo.渋谷、Dr.大倉、Gt.Cho.安田、Ba.丸山、Key.村上                                                                                                 |                                                                                                 |
| 120                                                                                             | 12月10日                                                                                        | 【アーティストを後ろで支えるコーラスの秘密！】 浦嶋りんこ、加藤いづみ、今井マサキ | ×浦嶋りんこ(Cho.) & 加藤いづみ(Cho.) & 今井マサキ(Cho.) 「クリスマス・イブ」                                    | 「クリスマス・イブ」 Vo.丸山、A.G. Cho.錦戸、Gt.Cho.安田、Per.Cho.横山                                                                                    |                                                                                                 |
| SP                                                                                              | 12月28日(木)                                                                                    | 【特別企画！豪華アーティストのスゴすぎる即興パフォーマンス特集！】 （総集編の放送） 第39、60、63、65、67、69、70、96、108、115回のゲスト                                                                   | 無し | 無し | [ 注 38 ]                                                                                       |

### 2018年
| 2018年 合計放送回数：45回 セッション回数：39回 セッション曲数：45曲 | 2018年 合計放送回数：45回 セッション回数：39回 セッション曲数：45曲 | 2018年 合計放送回数：45回 セッション回数：39回 セッション曲数：45曲 | 2018年 合計放送回数：45回 セッション回数：39回 セッション曲数：45曲                                                             | 2018年 合計放送回数：45回 セッション回数：39回 セッション曲数：45曲 | 2018年 合計放送回数：45回 セッション回数：39回 セッション曲数：45曲 |
| 回                                                                  | 放送日                                                              | ゲスト | セッション | セッション参加メンバー | 備考                                                                |
| ------------------------------------------------------------------- | ------------------------------------------------------------------- | --- | --- | --- | ------------------------------------------------------------------- |
| 121                                                                 | 1月21日                                                             | 【売れっ子音楽プロデューサー2人が選ぶ2017年の年間ベストソング特集！】 蔦谷好位置、いしわたり淳治 | 関ジャニ∞のみ 「NOROSHI」 | 「NOROSHI」 Vo.Gt.渋谷、Vo.Gt.錦戸、Tp.Per.Cho.横山、Key.Cho.村上、Ba.Cho.丸山、Gt.Cho.安田、Dr.Cho.大倉 |                                                                     |
| 122                                                                 | 1月28日                                                             | 【作曲ってどうやってる？アーティストの頭の中を検証】 川谷絵音（indigo la End、ゲスの極み乙女。）、清塚信也 〈セッションゲスト〉 ゲスの極み乙女。 | ×ゲスの極み乙女。 「オトナチック」                                                                                              | 「オトナチック」 Vo.Gt.安田、Ba.丸山、Key.村上 |                                                                     |
| 123                                                                 | 2月11日                                                             | 【新企画！売れっ子音楽プロデューサーがご提案「音楽ソムリエ」】 蔦谷好位置、ヒャダイン 〈音楽ソムリエ〉 中村獅童、本田翼 〈セッションゲスト〉 あいみょん | ×あいみょん(Vo. A.G.) 「愛を伝えたいだとか」                                                                                    | 「愛を伝えたいだとか」 Vo. A.G.渋谷、Gt.安田、Ba.丸山、Dr.大倉 |                                                                     |
| 124                                                                 | 2月18日                                                             | 【劇団四季はなぜロングラン公演ができるのか、その秘密に迫ります！】 青山弥生、道口瑞之、厂原時也、齋藤舞、近藤建吾 | ×齋藤舞(Vo.) 「パート・オブ・ユア・ワールド」(リトル・マーメイド) ×厂原時也(Vo.) & 齋藤舞(Vo.) 「愛を感じて」(ライオン・キング) | 「パート・オブ・ユア・ワールド」 A.G.安田、A.G.錦戸、Dr.大倉、Per.横山、Key.村上 「愛を感じて」 A.G.安田、A.G錦戸、Dr.大倉、Per.横山、Key.村上 |                                                                     |
| 125                                                                 | 2月25日                                                             | 【クラシックの世界を身近に！音楽食わず嫌い〜クラシック編〜】 清塚信也、NAOTO、上野正博、三村奈々恵 | ×清塚信也(Pf.) & NAOTO(Vn.) & 三村奈々恵(Mar.) 「運命 (交響曲第5番)」 「第九 (交響曲第9番)」                                    | 「運命」 Gt.錦戸、Dr.大倉、Tp.横山 「第九」 Vo.渋谷、Gt.錦戸、Dr.大倉、Tp.Per.横山 |                                                                     |
| 126                                                                 | 3月4日                                                              | 【「心に響く歌」の極意を3人のプロが実演解説】 森昌子、今井マサキ、新妻聖子 | ×森昌子(Vo.) 「越冬つばめ」 | 「越冬つばめ」 A.G.安田、Dr.大倉、Tp.横山 |                                                                     |
| 127                                                                 | 3月11日                                                             | 【名曲には理由がある！〜失恋ソング編〜】 いしわたり淳治、zopp 〈セッションゲスト〉 大塚愛 | ×大塚愛(Vo.Pf.) 「プラネタリウム」                                                                                              | 「プラネタリウム」 Gt.Cho.錦戸、Ba.丸山、Dr.大倉、Per.横山 |                                                                     |
| 128                                                                 | 3月18日                                                             | 【視聴者の音楽に関する疑問に豪華講師陣が回答！教えて！関ジャム先生！他人には聞けない音楽ギモンSP】 清塚信也、KenKen（RIZE）、ヒャダイン、振付稼業air:man 〈セッションゲスト〉 Official髭男dism                                                                                            | ×Official髭男dism 「Tell Me Baby」                                                                                              | 「Tell Me Baby」 A.G.錦戸、Gt.安田 |                                                                     |
| 129                                                                 | 4月1日                                                              | 【外国人から見たJ-POPとは？ここが変！だけどスゴいよ！J-POP】 本間昭光、モーリー・ロバートソン、ドクター・キャピタル、Michael Kaneko、山本彩（NMB48） | ×本間昭光(Key.) & ドクター・キャピタル(A.G.) & Michael Kaneko(Gt.) 「島唄」                                                     | 「島唄」 Vo.渋谷、Gt.Cho.安田、Per.横山 |                                                                     |
| 130                                                                 | 4月8日                                                              | 【きっと身近になる！高嶺の花？バイオリンに迫る！】 NAOTO、宮本笑里、金原千恵子、石川綾子 | ×NAOTO(Vn.) & 宮本笑里(Vn.) & 金原千恵子(Vn.) & 石川綾子(Vn.) 「キラキラ」                                                      | 「キラキラ」 Vo. A.G.錦戸、Vo.Gt.安田、Dr.大倉 |                                                                     |
| 131                                                                 | 4月15日                                                             | 【観て楽しい&裏側はもっとスゴイMVの世界】 児玉裕一、関和亮、岡崎体育 〈セッションゲスト〉 LiSA | ×LiSA(Vo.) 「Catch the Moment」                                                                                                 | 「Catch the Moment」 Gt.渋谷、Gt.安田、Key.村上 |                                                                     |
| 132                                                                 | 4月22日                                                             | 【何でこんなに気持ちイイ？コーラス&ゴスペルの世界を徹底解剖！】 高尾直樹、今井マサキ、Jenna、松谷麗王、Goose house | ×高尾直樹(Cho.) & 今井マサキ(Cho.) & 松谷麗王(Cho.) & Goose house 「ハピネス」                                                  | 「ハピネス」 Vo. A.G.安田、Gt.Cho.錦戸、Dr.大倉 | [ 注 40 ]                                                           |
| 133                                                                 | 4月29日                                                             | 【アーティストが語った「このアーティストがスゴイ！」スペシャル】 （総集編&未公開シーンの放送） 第56、57、59、60、73、109、115、126回のゲスト | 無し | 無し | [ 注 41 ]                                                           |
| 134                                                                 | 5月6日                                                              | 【実は大事なコトが詰まっていた！音楽の教科書を楽しく見返そう！】 本間昭光、彌勒忠史、清塚信也 | ×本間昭光(Key.) & 彌勒忠史(Vo.) & 清塚信也(Pf.) 「エーデルワイス」                                                              | 「エーデルワイス」 Vo.渋谷、Gt.錦戸、Tp.横山 |                                                                     |
| 135                                                                 | 5月13日                                                             | 【世間が選んだベスト"結婚式ソング"！プロが名曲に隠された秘密を解き明かす！】 いしわたり淳治、zopp、藤林聖子 〈セッションゲスト〉 CHEMISTRY | ×CHEMISTRY 「君をさがしてた 〜The Wedding Song〜」                                                                              | 「君をさがしてた 〜The Wedding Song〜」 Vo.渋谷、Dr.大倉、Key.村上 |                                                                     |
| 136                                                                 | 5月20日                                                             | 【知れば面白い！管楽器の面白さを徹底解剖！】 竹上良成、タブゾンビ（SOIL&"PIMP"SESSIONS）、五十嵐誠、木村仁哉、外囿祥一郎、豊田実加 | 無し | 無し |                                                                     |
| 137                                                                 | 5月27日                                                             | 【プロが本気で選ぶスゴいギターリフ&ギタリストを一挙紹介！】 SUGIZO（LUNA SEA、X JAPAN）、HISASHI（GLAY）、津野米咲（赤い公園）、山本彩 | ×SUGIZO(Gt.Cho.) & HISASHI(Gt.) & 津野米咲(Gt.) 「STORM」                                                                       | 「STORM」 Vo.渋谷、Ba.丸山、Dr.大倉 | [ 注 40 ]                                                           |
| 138                                                                 | 6月3日                                                              | 【"音の変態？"サカナクションの音作りとそれを支えるプロ集団の裏側大公開！】 サカナクション、平山和裕、佐々木幸生、武井一雄、浦本雅史、山本彩 | ×サカナクション 「夜の踊り子」                                                                                                  | 「夜の踊り子」 Vo. A.G.錦戸、Key.Cho.村上、Ba.丸山 |                                                                     |
| 139                                                                 | 6月10日                                                             | 【アーティストが関ジャムでやってほしい企画案を持ち込み！プレゼン！】 水野良樹（いきものがかり）、ピエール中野（凛として時雨） | ×ピエール中野(Dr.) 「SUNRISE」                                                                                                  | 「サンライズ」 Vo.渋谷、Key.Vo.村上、Gt.Cho.錦戸、Tp.横山 |                                                                     |
| 140                                                                 | 6月17日                                                             | 【ハロー!プロジェクト20周年〜なぜ長く愛されるの？歴史と変化に迫る〜】 松岡茉優、ヒャダイン、大森靖子 〈セッションゲスト〉 モーニング娘｡'18 | ×モーニング娘｡'18 「恋愛レボリューション21」 「ザ☆ピ〜ス!」 「One・Two・Three」                                                 | 「恋愛レボリューション21」 丸山、村上(Vo.Dance.) 「ザ☆ピ〜ス!」 丸山、村上(Vo.Dance.) 「One・Two・Three」 丸山、村上(Vo.Dance.) |                                                                     |
| 141                                                                 | 6月24日                                                             | 【ジャンプだけじゃない！フィギュアスケートを音楽の面から徹底解剖！】 本田武史、村上佳菜子、小塚崇彦 〈セッションゲスト〉 三浦文彰 | ×三浦文彰(Vn.) 「You Raise Me Up」                                                                                              | 「You Raise Me Up」 Vo.渋谷、Gt.Cho.錦戸、Key.村上、Per.横山 |                                                                     |
| 142                                                                 | 7月1日                                                              | 【記憶に残る名作CMに欠かせない"CM音楽"のヒミツを紐解く！】 彦田恵子、近谷直之、吉田ゐさお、ヒャダイン 〈セッションゲスト〉 SHISHAMO | ×SHISHAMO 「水色の日々」 | 「水色の日々」 Gt.錦戸、Key.村上 |                                                                     |
| 143                                                                 | 7月8日                                                              | 【関ジャニ∞7人揃って最後のテレビ出演！番組史上初の生放送で7人最後のセッションも！】 （忘れられないセッション集） 第1、6、14、28、39、61、72、75、88、96、115、123、134回のセッションゲスト 〈VTR出演〉 YOSHIKI（X JAPAN）、さだまさし 〈セッションゲスト〉 東京スカパラダイスオーケストラ | ×東京スカパラダイスオーケストラ 「無責任ヒーロー」 関ジャニ∞のみ 「大阪ロマネスク」 「LIFE〜目の前の向こうへ〜」                | 「無責任ヒーロー」 Vo.Gt.渋谷、Vo.Gt.錦戸、Gt.Vo.安田、Ba.Vo.丸山、Dr.Vo.大倉、Tp.Vo.横山、Key.Vo.村上 「大阪ロマネスク」 渋谷、錦戸、横山、村上、丸山、安田、大倉(Vo.) 「LIFE 〜目の前の向こうへ〜」 Vo.Gt.渋谷、Vo.Gt.錦戸、Gt.Vo.安田、Ba.Vo.丸山、Dr.Vo.大倉、Per.Vo.横山、Key.Vo.村上 | [ 注 42 ]                                                           |
| 144                                                                 | 7月15日                                                             | 【売れっ子音楽プロデューサーが選ぶ2018年 上半期ベスト5！】 蔦谷好位置、いしわたり淳治、mabanua、山本彩 〈セッションゲスト〉 緑黄色社会 | ×緑黄色社会 「またね」 | 「またね」 A.G.安田、Dr.大倉 |                                                                     |
| 145                                                                 | 7月29日                                                             | 【注目の若手アーティストたちのルーツに迫る！】 Mrs. GREEN APPLE、Official髭男dism、吉澤嘉代子、ヒャダイン | ×吉澤嘉代子(Vo.) 「残ってる」                                                                                                   | 「残ってる」 Gt.錦戸、Ba.丸山、Dr.大倉、Key.村上 | }                                                                   |
| 146                                                                 | 8月12日                                                             | 【豪華講師陣による音楽知識夏期講習！】 （総集編&未公開シーンの放送） 第52、67、71、125、128のゲスト | 無し | 無し | [ 注 44 ]                                                           |
| 147                                                                 | 8月19日                                                             | 【美輪明宏の音楽的なスゴさに迫る！】 美輪明宏 | ×美輪明宏(Vo.) 「メケ・メケ」                                                                                                   | 「メケ・メケ」 Vo. A.G.錦戸、Ba.丸山、Dr.大倉 | [ 注 45 ]                                                           |
| 148                                                                 | 8月26日                                                             | 【心にしみる夏の終わりソングベスト10！】 寺岡呼人（JUN SKY WALKER(S)）、いしわたり淳治 〈セッションゲスト〉 フジファブリック | ×フジファブリック 「若者のすべて」                                                                                              | 「若者のすべて」 Vo. A.G.錦戸、Dr.大倉 |                                                                     |
| 149                                                                 | 9月2日                                                              | 【関ジャニ∞が選ぶ！特に大変だったセッション特集！】 第7、13、14、17、22、45、60、70、84、108、116、126、130、132、138、140回のセッションゲスト | 無し | 無し |                                                                     |
| 150                                                                 | 9月9日                                                              | 【「90年代と小室哲哉」を検証！小室サウンドと文化的背景に迫る！】 大根仁、本間昭光、伊東俊郎、篠原涼子 | 無し | 無し | [ 注 46 ]                                                           |
| 151                                                                 | 9月16日                                                             | 【音楽食わず嫌い企画〜オーケストラ編〜】 東京フィルハーモニー交響楽団、栗田博文、NAOTO、芳根京子 | ×東京フィルハーモニー交響楽団 「CRAZY GONNA CRAZY」                                                                             | 「CRAZY GONNA CRAZY」 Vo.丸山、Key.村上、Per.横山 |                                                                     |
| 152                                                                 | 9月23日                                                             | 【アコースティックギターのスゴさに迫る！】 押尾コータロー、miwa、古川昌義 | ×miwa(Vo. A.G.) & 押尾コータロー(A.G.) & 古川昌義(A.G.) 「歌うたいのバラッド」                                                  | 「歌うたいのバラッド」 Vo. A.G.錦戸、Ba.丸山、Cajon.大倉 |                                                                     |
| 153                                                                 | 9月30日                                                             | 【男が泣ける歌・女が泣ける歌ベスト10を発表！】 冨田ラボ、藤林聖子、zopp 〈セッションゲスト〉 藤巻亮太（レミオロメン） | ×藤巻亮太(Vo.Gt.) 「3月9日」 | 「3月9日」 Vo. A.G.錦戸、Vo.Gt.安田、Dr.大倉 |                                                                     |
| 154                                                                 | 10月7日                                                             | 【なぜピアノは楽器の王様なのか？清塚信也が楽しく解説！】 清塚信也、曽根麻矢子、NAOTO、山本彩 | ×清塚信也(Pf.) 「Sailing my life(ピアノソナタ第8番「悲愴」第2楽章)」                                                            | 「Sailing my life」 Vo.錦戸、Vo.安田、Ba.丸山、Dr.大倉、Key.村上 |                                                                     |
| 155                                                                 | 10月14日                                                            | 【プロが選んだ「実は歌うのが難しい曲」とは？】 今井マサキ、浦嶋りんこ、YURI | ×今井マサキ(Cho.) & 浦嶋りんこ(Cho.) & YURI(Cho.) 「君といつまでも」                                                            | 「君といつまでも」 Vo.大倉、Gt.安田、Key.村上 |                                                                     |
| 156                                                                 | 10月21日                                                            | 【名曲から解き明かす！松任谷由実と3つの時代を大特集！】 寺岡呼人、今井マサキ | ×寺岡呼人(Ba.Cho.) & 今井マサキ(Cho.) 「春よ、来い」                                                                            | 「春よ、来い」 Vo. A.G.錦戸、A.G.安田、Dr.大倉 |                                                                     |
| 157                                                                 | 10月28日                                                            | 【ジャンルごとにこんなに違う!? クラシック・ジャズ・ポップス ピアニスト特集！】 山中千尋、清塚信也、紺野紗衣 | ×山中千尋(Pf.) & 清塚信也(Pf.) & 紺野紗衣(Pf.) 「手紙 〜拝啓 十五の君へ〜」                                                     | 「手紙 〜拝啓 十五の君へ〜」 Vo.丸山、Vo.大倉 |                                                                     |
| 158                                                                 | 11月4日                                                             | 【プロが選ぶサザンオールスターズの名曲特集！】 スガシカオ、LOVE PSYCHEDELICO | 無し | 無し |                                                                     |
| 159                                                                 | 11月11日                                                            | 【プロが選ぶ傑作カバー曲特集！】 秋川雅史、坂本昌之、鬼龍院翔（ゴールデンボンバー） | ×秋川雅史(Vo.) & 坂本昌之(Pf.) 「明日があるさ」                                                                                 | 「明日があるさ」 Vo. A.G.錦戸、Vo.Gt.安田、Ba.丸山、Dr.大倉 |                                                                     |
| 160                                                                 | 11月18日                                                            | 【番組初の部活動を特集！青春をかける「吹奏楽部」に迫る！】 東海大学付属高輪台高等学校 吹奏楽部 | ×東海大学付属高輪台高等学校 吹奏楽部 「オモイダマ」                                                                             | 「オモイダマ」 Vo.錦戸、Vo. A.G.安田、Vo.丸山、Vo.Dr.大倉、Vo.村上、Tp.横山 |                                                                     |
| 161                                                                 | 11月25日                                                            | 【女性の心を掴む共感ソングを特集！】 いしわたり淳治、西野カナ | ×西野カナ(Vo.) 「トリセツ」 | 「トリセツ」 A.G. Cho.錦戸、Gt.Cho.安田、Dr.大倉 |                                                                     |
| 162                                                                 | 12月2日                                                             | 【フィギュアスケートと音楽面から特集！】 荒川静香、宮本賢二、無良崇人 〈セッションゲスト〉 サラ・オレイン | ×サラ・オレイン(Vo.) 「オペラ座の怪人」                                                                                         | 「オペラ座の怪人」 Vo.丸山、Gt.安田、Dr.大倉、Key.村上 |                                                                     |
| 163                                                                 | 12月9日                                                             | 【とにかくスゴい！プロの超絶テクニック&異色コラボ！】 MIYAVI、NAOTO、SINSKE、DJ IZOH | ×MIYAVI(Vo.Gt.) & NAOTO(Vn.) 「ピンク スパイダー」                                                                              | 「ピンク スパイダー」 Vo.Gt.錦戸、Ba.丸山、Dr.大倉 |                                                                     |
| 164                                                                 | 12月16日                                                            | 【複数人でのダンスの醍醐味"フォーメーションダンス"のカッコよさの秘密】 TAKAHIRO、s**t kingz | ×s**t kingz 「NOROSHI」 | 「NOROSHI」 Vo.Gt.錦戸、Vo.Gt.安田、Vo.Ba.丸山、Vo.Dr.大倉、Vo.Tp.Per.横山、Vo.Key.村上 |                                                                     |
| 165                                                                 | 12月23日                                                            | 【クリスマス直前、雪の名曲を特集！】 いしわたり淳治、松本良喜、大原櫻子 〈セッションゲスト〉 中島美嘉 | ×中島美嘉(Vo.) & 松本良喜(Pf.) 「雪の華」                                                                                       | 「雪の華」 A.G.錦戸、Ba.丸山、Dr.大倉 |                                                                     |

### 2019年
| 2019年 合計放送回数：45回 スペシャル：1回 セッション回数：28回 セッション曲数：30曲 | 2019年 合計放送回数：45回 スペシャル：1回 セッション回数：28回 セッション曲数：30曲 | 2019年 合計放送回数：45回 スペシャル：1回 セッション回数：28回 セッション曲数：30曲 | 2019年 合計放送回数：45回 スペシャル：1回 セッション回数：28回 セッション曲数：30曲 | 2019年 合計放送回数：45回 スペシャル：1回 セッション回数：28回 セッション曲数：30曲                                   | 2019年 合計放送回数：45回 スペシャル：1回 セッション回数：28回 セッション曲数：30曲 |
| 回                                                                                  | 放送日                                                                              | ゲスト | セッション                                                                          | セッション参加メンバー                                                                                                | 備考                                                                                |
| ----------------------------------------------------------------------------------- | ----------------------------------------------------------------------------------- | --- | ----------------------------------------------------------------------------------- | --- | ----------------------------------------------------------------------------------- |
| 166                                                                                 | 1月20日                                                                             | 【3人の売れっ子音楽プロデューサーが選ぶ2018年の年間ベスト10発表！】 蔦谷好位置、いしわたり淳治、mabanua | 無し                                                                                | 無し |                                                                                     |
| 167                                                                                 | 1月27日                                                                             | 【アーティストの仕事場を大特集！】 寺岡呼人（JUN SKY WALKER(S)）、浅倉大介（access）、後藤正文（ASIAN KUNG-FU GENERATION）、chay 〈VTR出演〉 島田昌典 | ×寺岡呼人(Ba.Cho.) & 浅倉大介(Key.) 「トイレの神様」                                | 「トイレの神様」 Vo. A.G.安田、Dr.大倉、Tp.横山                                                                       |                                                                                     |
| 168                                                                                 | 2月3日                                                                              | 【日本伝統の楽器「和楽器」特集！】 東儀秀樹、和楽器バンド、仁（竜馬四重奏） | ×東儀秀樹 & 和楽器バンド & 仁 「千本桜」                                            | 「千本桜」 Gt.錦戸、Ba.Cho.丸山、Key.村上                                                                             |                                                                                     |
| 169                                                                                 | 2月10日                                                                             | 【音楽面からQUEENを大解剖！】 本間昭光、THE YELLOW MONKEY（EMMA、HEESEY） | ×EMMA(Gt.) & HEESEY(Ba.) 「I Was Born To Love You」 「We Are the Champions」        | 「I Was Born To Love You」 Vo.Gt.錦戸、Vo.Gt.安田、Key.村上 「We Are the Champions」 Vo.Gt.錦戸、Vo.Gt.安田、Key.村上 |                                                                                     |
| 170                                                                                 | 2月17日                                                                             | 【詳しくなくても楽しめるアニソンの今】 上松範康、大石昌良、冨田明宏、宮田俊哉（Kis-My-Ft2） | ×大石昌良(Vo. A.G.) 「ようこそジャパリパークへ」                                    | 「ようこそジャパリパークへ」 Vo.丸山、Tp.横山、Key.村上                                                               |                                                                                     |
| 171                                                                                 | 2月24日                                                                             | 【プロがこれはやられたという名曲を発表！】 蔦谷好位置、ヒャダイン | 無し                                                                                | 無し |                                                                                     |
| 172                                                                                 | 3月3日                                                                              | 【アドリブ演奏って何がすごい？スゴ腕ミュージシャンが実演解説！】 山中千尋、石成正人、日向秀和（ストレイテナー、Nothing's Carved In Stone）、SATOKO（FUZZY CONTROL）、清塚信也 | 無し                                                                                | 無し |                                                                                     |
| 173                                                                                 | 3月10日                                                                             | 【よく知らないけど、知れば面白くて、実はスゴい楽器を特集！】 小松亮太、古川展生、上松美香、谷口英治、原田芳宏 | 無し                                                                                | 無し |                                                                                     |
| 174                                                                                 | 3月17日                                                                             | 【プロが伝授！すぐにマネできるカラオケ上達方法！】 今井マサキ、YURI、稲泉りん、上白石萌音 | ×今井マサキ(Cho.) & YURI(Cho.) & 稲泉りん(Cho.) 「糸」                              | 「糸」 Vo.錦戸、Vo.大倉、Pf.村上                                                                                      |                                                                                     |
| 175                                                                                 | 3月24日                                                                             | 【グッとくる上京ソングを特集！】 いしわたり淳治、寺岡呼人 | ×寺岡呼人(Ba.Cho.) 「星になれたら」                                                 | 「星になれたら」 Vo.丸山、Vo.Gt.安田、Per.横山                                                                        |                                                                                     |
| 176                                                                                 | 3月31日                                                                             | 【プロが厳選！やっぱりカッコいい！ギター特集！】 鳥山雄司、新藤晴一（ポルノグラフィティ）、Rei、山本彩 〈セッションゲスト〉 今井マサキ | ×鳥山雄司(Gt.) & 新藤晴一(Gt.) & Rei(Gt.Cho.) & 今井マサキ(Cho.Tamb.) 「Layla」     | 「Layla」 Vo.錦戸、Ba.Cho.丸山                                                                                        |                                                                                     |
| 177                                                                                 | 4月7日                                                                              | 【なぜ気持ちよく聞こえる？アカペラの疑問を徹底解剖！】 ゴスペラーズ、Little Glee Monster、今井マサキ | ×ゴスペラーズ & Little Glee Monster 「永遠に」                                      | 「永遠に」 Gt.安田、Key.村上                                                                                          |                                                                                     |
| 178                                                                                 | 4月14日                                                                             | 【シンガーソングライターの曲作り〜あいみょん編〜】 あいみょん、いしわたり淳治、mabanua | ×あいみょん(Vo. A.G.) 「今夜このまま」                                              | 「今夜このまま」 Vo. A.G.錦戸、Vo.Gt.安田、Ba.丸山                                                                    |                                                                                     |
| 179                                                                                 | 4月21日                                                                             | 【関ジャム流平成31年の音楽史！】 スガシカオ、松尾潔、ヒャダイン 〈VTRゲスト〉 本間昭光、ピエール中野（凛として時雨）、冨田明宏 | 無し                                                                                | 無し |                                                                                     |
| 180                                                                                 | 4月28日                                                                             | 【アーティスト持ち込み！関ジャムでこれやってみたい！】 清塚信也、NAOTO、川谷絵音（ゲスの極み乙女。、indigo la End） | 無し                                                                                | 無し |                                                                                     |
| 181                                                                                 | 5月5日                                                                              | 【話題を呼んだあの放送の未公開シーン全部見せますSP】 （総集編&未公開シーンの放送） 第151、168、169、171、174、176、180回のゲスト | 無し                                                                                | 無し |                                                                                     |
| 182                                                                                 | 5月12日                                                                             | 【竹内まりやの音楽的スゴさをまさかの本人独占取材で迫る！】 さかいゆう、zopp、能地祐子 〈インタビュー出演〉 竹内まりや | ×さかいゆう(Vo.Pf.) 「駅」                                                          | 「駅」 Vo. A.G.錦戸、Vo.Gt.安田、Vo.Ba.丸山                                                                           |                                                                                     |
| 183                                                                                 | 5月19日                                                                             | 【改めてちゃんと聴こう！さだまさし】 さだまさし、寺岡呼人 | ×さだまさし(Vo. A.G.) & 寺岡呼人(Ba.) 「雨やどり」                                  | 「雨やどり」 Vo. A.G.安田、Vo.Per.横山、Vo.Key.村上                                                                   |                                                                                     |
| 184                                                                                 | 5月26日                                                                             | 【音楽プロデューサーが選ぶ「完璧な1曲」とは？】 武部聡志、寺岡呼人、松尾潔 | ×武部聡志(Pf.) 「レイニーブルー」                                                   | 「レイニーブルー」 Vo. A.G.錦戸、Ba.Cho.丸山、Dr.大倉                                                                 |                                                                                     |
| 185                                                                                 | 6月2日                                                                              | 【「音の変態」達が熱く語り、スタジオで実演したスゴ技シーンを一挙大公開！】 （総集編&未公開シーンの放送） 第60、72、95、104、120、138、163、169、173回のゲスト | 無し                                                                                | 無し |                                                                                     |
| 186                                                                                 | 6月9日                                                                              | 【レジェンドギタリスト布袋寅泰の絶対マネできないスゴ技を本人が実演解説！】 布袋寅泰、MIYAVI、黒田晃年 | ×布袋寅泰(Vo.Gt.) & MIYAVI(Vo.Gt.) & 黒田晃年(Gt.Cho.) 「NO. NEW YORK」             | 「NO. NEW YORK」 Vo.Gt.安田、Ba.丸山、Dr.大倉                                                                         |                                                                                     |
| 187                                                                                 | 6月16日                                                                             | 【調べてみたら意外と深かった！雨の名曲を特集！】 zopp、保本真吾、多保孝一 | ×保本真吾(Gt.) 「Rain」                                                             | 「Rain」 Vo.丸山、Vo. A.G.錦戸、Vo.Key.村上                                                                           |                                                                                     |
| 188                                                                                 | 6月23日                                                                             | 【世界を席巻する日本のフォーメーションダンスの秘密とは？】 s**t kingz、FabulousSisters、KANA-BOON! | 無し                                                                                | 無し |                                                                                     |
| 189                                                                                 | 6月30日                                                                             | 【東京藝術大学ってどんなところ？潜入取材！】 NAOTO、彌勒忠史、もふくちゃん | ×彌勒忠史(Vo.) & NAOTO(Vn.) 「I Dreamed a Dream」                                   | 「I Dreamed a Dream」 Pf.村上                                                                                         |                                                                                     |
| 190                                                                                 | 7月7日                                                                              | 【ディズニー映画音楽の秘密に迫る！】 山寺宏一、目黒敦、市之瀬洋一 | ×山寺宏一(Vo.) 「Friend Like Me」                                                   | 「Friend Like Me」 Gt.Cho.安田、Ba.Cho.丸山                                                                           |                                                                                     |
| 191                                                                                 | 7月14日                                                                             | 【スゴいボーカリストが選ぶすごいボーカリストとは？】 佐藤竹善（SING LIKE TALKING）、今井マサキ、藤田真由美、山本彩 | ×佐藤竹善(Vo.) & 今井マサキ(Cho.) & 藤田真由美(Cho.) 「木蘭の涙」                   | 「木蘭の涙」 Vo.錦戸、Vo.安田                                                                                         |                                                                                     |
| 192                                                                                 | 7月28日                                                                             | 【知ってるようで知らない…マイナー？だけど音は最高な楽器特集！】 U-zhaan、石川晃、森泰、KiRiKo | 無し                                                                                | 無し |                                                                                     |
| 193                                                                                 | 8月11日                                                                             | 【名曲で復習！関ジャムでよく出てくる音楽ワードをおさらい！】 (総集編の放送) 第52、77、97、101、110、116、119、121、165、169、171、172、186回のゲスト | 無し                                                                                | 無し |                                                                                     |
| 194                                                                                 | 8月18日                                                                             | 【俳優が歌う役者ソングを徹底検証！】 菅田将暉、上白石萌音、いしわたり淳治 〈アンケート出演〉 あいみょん、石崎ひゅーい、内澤崇仁（androp） | 無し                                                                                | 無し |                                                                                     |
| 195                                                                                 | 8月25日                                                                             | 【矢沢永吉が関ジャムに登場！音楽的スゴさを本人取材で徹底分析！】 横山健（Hi-STANDARD）、いしわたり淳治、多保孝一 〈VTR出演〉 矢沢永吉 | 関ジャニ∞のみ 「時間よ止まれ」                                                      | 「時間よ止まれ」 Vo.錦戸、Gt.安田、Ba.丸山、Dr.大倉                                                                   |                                                                                     |
| 196                                                                                 | 9月1日                                                                              | 【一見ふざけてる様に見えて実はスゴいバンドを大特集！】 四星球、打首獄門同好会、ヤバイTシャツ屋さん、鬼龍院翔（ゴールデンボンバー） | ×打首獄門同好会 「日本の米は世界一」                                                | 「日本の米は世界一」 Vo.Gt.錦戸、Vo.Gt.安田                                                                           | [ 注 50 ]                                                                           |
| 197                                                                                 | 9月8日                                                                              | 【プロが見たらすごいアイドルソングを特集！】 常田真太郎（スキマスイッチ）、本間昭光、松尾潔 | ×常田真太郎(Key.) & 本間昭光(Pf.) 「赤いスイートピー」                              | 「赤いスイートピー」 Vo. A.G.安田、Vo.Ba.丸山、Vo.Dr.大倉                                                             |                                                                                     |
| 198                                                                                 | 9月15日                                                                             | 【音楽の教科書に載せたい1曲！】 本間昭光、清塚信也 | ×本間昭光(Key.) & 清塚信也(Pf.) 「夏の終りのハーモニー」                            | 「夏の終りのハーモニー」 Vo.丸山、Vo.大倉、Tp.横山                                                                    |                                                                                     |
| 199                                                                                 | 9月22日                                                                             | 【大ヒット曲の裏には名アレンジ有り！アレンジャーのスゴ技特集！】 島田昌典、関口シンゴ、大原櫻子 | 無し                                                                                | 無し |                                                                                     |
| 200                                                                                 | 9月29日                                                                             | 【女性100人に聞いた！「女性に刺さる甘い声の男性ボーカリスト」特集！】 今井マサキ、藤田真由美、福原美穂 | ×福原美穂(Vo.) & 今井マサキ(Cho.) & 藤田真由美(Cho.) 「ロビンソン」                 | 「ロビンソン」 Ba.丸山、Dr.大倉                                                                                       |                                                                                     |
| 201                                                                                 | 10月6日                                                                             | 【なぜグッと来る？弾き語りのスゴさを特集！】 寺岡呼人、和田唱（TRICERATOPS）、日食なつこ | ×和田唱(Vo. A.G.) 「FEVER」                                                         | 「FEVER」 Vo. A.G.安田                                                                                                |                                                                                     |
| 202                                                                                 | 10月13日                                                                            | 【プロも恐れるスピッツの正体とは？】 川谷絵音、杉山勝彦 〈VTR出演〉 笹路正徳 | 無し                                                                                | 無し |                                                                                     |
| 203                                                                                 | 10月20日                                                                            | 【「音楽史を変えたデビュー曲」特集！】 寺岡呼人、松尾潔、Kan Sano | ×寺岡呼人(Ba.) & Kan Sano(Key.) 「Automatic」                                       | 「Automatic」 Vo.丸山、Dr.大倉                                                                                        |                                                                                     |
| 204                                                                                 | 10月27日                                                                            | 【売れっ子振付師の仕事術2019】 振付稼業air:man、TAKAHIRO、akane、KANA-BOON! | 無し                                                                                | 無し |                                                                                     |
| 205                                                                                 | 11月3日                                                                             | 【「クラシック界隈のプロが選んだ凄いJ-POP」特集！】 彌勒忠史、NAOTO、清塚信也、山本彩 | ×NAOTO(Vn.) & 清塚信也(Pf.) 「SEVEN DAYS WAR」                                      | 「SEVEN DAYS WAR」 Vo.丸山、Vo.大倉                                                                                   |                                                                                     |
| 206                                                                                 | 11月10日                                                                            | 【視聴者からの音楽ギモンに答えます！教えて！関ジャム先生！】 寺岡呼人、ヒャダイン、さかいゆう、mabanua、キズナアイ、YuNi、かしこまり、WHITEHOLE | 無し                                                                                | 無し |                                                                                     |
| 207                                                                                 | 11月17日                                                                            | 【「椎名林檎」特集！曲作りのヒミツを本人インタビューで解き明かす！】 ヒャダイン、岩崎太整 〈VTR出演〉 椎名林檎 | 無し                                                                                | 無し |                                                                                     |
| 208                                                                                 | 11月24日                                                                            | 【この歌の"この一行がスゴイ!!"】 川谷絵音、石崎ひゅーい、zopp | 無し                                                                                | 無し |                                                                                     |
| 209                                                                                 | 12月1日                                                                             | 【"声を4つに分類!"プロも驚くボイトレ講座も!】 ゴスペラーズ、今井マサキ、安倉さやか | ×ゴスペラーズ 「星屑の街」                                                          | 「星屑の街」 Vo.丸山、Vo.大倉                                                                                         |                                                                                     |
| 210                                                                                 | 12月15日                                                                            | 【懐かしの名シーン&話題回の未公開も一挙公開】 （総集編&未公開シーンの放送） 第49、56、201回のゲスト 【ミュージックステーションの知られざる裏側に密着!】 （2019年11月22日放送のミュージックステーションの裏側を放送） ジェニーハイ、ミュージックステーションスタッフ 【椎名林檎が"補足"&あの人の発言に物申す!?】 〈VTR出演〉 椎名林檎 | 無し                                                                                | 無し |                                                                                     |
| 211                                                                                 | 12月22日                                                                            | 【アーティスト同士の夢の共演! コラボレーション楽曲特集】 東京スカパラダイスオーケストラ、多保孝一 | ×東京スカパラダイスオーケストラ 「メモリー・バンド」                                | 「メモリー・バンド」 Vo.安田、Vo.丸山、Vo.大倉、Vo.横山、Vo.村上                                                      |                                                                                     |
| SP                                                                                  | 12月27日(金)                                                                        | 【「ミュージックステーション ウルトラSUPERLIVE」特別コラボ企画"生関ジャム"！】 Perfume、TAKAHIRO、タモリ 〈セッションゲスト〉 ゴスペラーズ | ×Perfume 「ねぇ」 ×ゴスペラーズ 「星屑の街」                                        | 「ねぇ」 横山、村上(Vo.Dance.) 「星屑の街」 Vo.安田、Vo.丸山、Vo.大倉                                                 | [ 注 51 ]                                                                           |

### 2020年
| 2020年 合計放送回数：47回 ゴールデンSP：1回 セッション回数：14回 セッション曲数：16曲 | 2020年 合計放送回数：47回 ゴールデンSP：1回 セッション回数：14回 セッション曲数：16曲 | 2020年 合計放送回数：47回 ゴールデンSP：1回 セッション回数：14回 セッション曲数：16曲 | 2020年 合計放送回数：47回 ゴールデンSP：1回 セッション回数：14回 セッション曲数：16曲                                                 | 2020年 合計放送回数：47回 ゴールデンSP：1回 セッション回数：14回 セッション曲数：16曲                                                                             | 2020年 合計放送回数：47回 ゴールデンSP：1回 セッション回数：14回 セッション曲数：16曲 | 2020年 合計放送回数：47回 ゴールデンSP：1回 セッション回数：14回 セッション曲数：16曲 | 2020年 合計放送回数：47回 ゴールデンSP：1回 セッション回数：14回 セッション曲数：16曲 | 2020年 合計放送回数：47回 ゴールデンSP：1回 セッション回数：14回 セッション曲数：16曲 | 2020年 合計放送回数：47回 ゴールデンSP：1回 セッション回数：14回 セッション曲数：16曲 | 2020年 合計放送回数：47回 ゴールデンSP：1回 セッション回数：14回 セッション曲数：16曲 |
| 回                                                                                    | 放送日                                                                                | ゲスト | セッション | セッション参加メンバー | トーク参加メンバー                                                                    | トーク参加メンバー                                                                    | トーク参加メンバー                                                                    | トーク参加メンバー                                                                    | トーク参加メンバー                                                                    | 備考                                                                                  |
| 回                                                                                    | 放送日                                                                                | ゲスト | セッション | セッション参加メンバー | 横山                                                                                  | 村上                                                                                  | 丸山                                                                                  | 安田                                                                                  | 大倉                                                                                  | 備考                                                                                  |
| ------------------------------------------------------------------------------------- | ------------------------------------------------------------------------------------- | --- | --- | --- | ------------------------------------------------------------------------------------- | ------------------------------------------------------------------------------------- | ------------------------------------------------------------------------------------- | ------------------------------------------------------------------------------------- | ------------------------------------------------------------------------------------- | ------------------------------------------------------------------------------------- |
| 212                                                                                   | 1月19日                                                                               | 【売れっ子プロデューサーが選ぶ年間ベスト10】 蔦谷好位置、いしわたり淳治、mabanua | 無し | 無し | ○                                                                                     | ○                                                                                     | ○                                                                                     | ○                                                                                     | ○                                                                                     |                                                                                       |
| 213                                                                                   | 1月26日                                                                               | 【シングル曲になっていない、隠れた名曲特集】 水野良樹（いきものがかり）、堂島孝平、Kan Sano | ×Kan Sano(Key.) 「それだけ」 | 「それだけ」 Vo.安田、Ba.丸山、Dr.大倉 | ×                                                                                     | ○                                                                                     | ○                                                                                     | ○                                                                                     | ○                                                                                     |                                                                                       |
| 214                                                                                   | 2月2日                                                                                | 【まだまだナゾだらけ！知られざる楽器の世界】 南里沙、金木由子、大家一将、最上峰行 | 無し | 無し | ×                                                                                     | ○                                                                                     | ○                                                                                     | ○                                                                                     | ○                                                                                     |                                                                                       |
| 215                                                                                   | 2月9日                                                                                | 【蔦谷好位置が絶賛！ライブで観てほしいアーティスト特集】 蔦谷好位置 〈ライブゲスト〉 大橋トリオ、高橋あず美、さかいゆう | 無し | 無し | ×                                                                                     | ○                                                                                     | ○                                                                                     | ○                                                                                     | ○                                                                                     |                                                                                       |
| 216                                                                                   | 2月16日                                                                               | 【教科書に【袋とじで】載せたい大人の名曲特集】 本間昭光、松尾潔 | ×本間昭光(Pf.) 「マンハッタン・キス」                                                                                                 | 「マンハッタン・キス」 Vo.安田、Dr.大倉 | ○                                                                                     | ○                                                                                     | ×                                                                                     | ○                                                                                     | ○                                                                                     |                                                                                       |
| 217                                                                                   | 2月23日                                                                               | 【あの名曲のイントロはどうやってできたの？すごいイントロ特集】 寺岡呼人（JUN SKY WALKER(S)）、川谷絵音（ゲスの極み乙女。、indigo la End） 〈アンケート出演〉 Ovall、Kan Sano、島田昌典、多保孝一、本間昭光、Michael Kaneko、保本真吾 | ×寺岡呼人(Ba.Cho.) 「雨あがりの夜空に」                                                                                               | 「雨あがりの夜空に」 Vo.Tamb.村上、Gt.Cho.安田、Dr.大倉 | ×                                                                                     | ○                                                                                     | ×                                                                                     | ○                                                                                     | ○                                                                                     |                                                                                       |
| 218                                                                                   | 3月1日                                                                                | 【すごいバンドはリズム隊がスゴかった!!リズム隊特集】 Ovall、さかいゆう | ×さかいゆう(Vo.Key.) & Ovall 「Superstition」                                                                                         | 「Superstition」 Ba.丸山、Dr.大倉 | ×                                                                                     | ○                                                                                     | ○                                                                                     | ○                                                                                     | ○                                                                                     |                                                                                       |
| 219                                                                                   | 3月8日                                                                                | 【超一流アーティストがスゴいと思う「レジェンドアーティスト」を一挙大公開！】 （総集編&未公開シーンの放送） 第57、102、158、178、182、186、195、202回のゲスト | 無し | 無し | －                                                                                    | －                                                                                    | －                                                                                    | －                                                                                    | －                                                                                    |                                                                                       |
| 220                                                                                   | 3月15日                                                                               | 【プロも学ぶ！「ボイトレの世界」第二弾！】 今井マサキ、安倉さやか、山本彩 | 無し | 無し | ×                                                                                     | ○                                                                                     | ○                                                                                     | ○                                                                                     | ○                                                                                     |                                                                                       |
| 221                                                                                   | 3月22日                                                                               | 【プロも唸る！「凄いライブ演出」特集！】 中村正人（DREAMS COME TRUE）、振付稼業air:man | 無し | 無し | ○                                                                                     | ○                                                                                     | ○                                                                                     | ○                                                                                     | ○                                                                                     |                                                                                       |
| 222                                                                                   | 3月29日                                                                               | 【アーティストたちがこぞってリスペクトするアーティスト 岡村靖幸特集！】 岡村靖幸、寺岡呼人、川谷絵音 | ×岡村靖幸(Vo.) 「愛はおしゃれじゃない」                                                                                               | 「愛はおしゃれじゃない」 Vo.丸山、Vo.Dr.大倉、Gt.Vo.安田 | ○                                                                                     | ○                                                                                     | ○                                                                                     | ○                                                                                     | ○                                                                                     |                                                                                       |
| 223                                                                                   | 4月5日                                                                                | 【プロが「ギャップにやられた」名バラード特集】 鬼龍院翔（ゴールデンボンバー）、杉山勝彦、Shingo Suzuki | 無し | 無し | ○                                                                                     | ○                                                                                     | ○                                                                                     | ○                                                                                     | ○                                                                                     |                                                                                       |
| 224                                                                                   | 4月12日                                                                               | 【R&Bの魅力を徹底解剖】 鈴木雅之、松尾潔、向井太一 | ×鈴木雅之(Vo.) 「め組のひと」 | 「め組のひと」 Vo.安田、Vo.丸山、Vo.大倉、Vo.村上 | ○                                                                                     | ○                                                                                     | ○                                                                                     | ○                                                                                     | ○                                                                                     |                                                                                       |
| 225                                                                                   | 4月19日                                                                               | 【世代別で見る、思春期に刺さった歌】 松尾潔、いしわたり淳治 | 無し | 無し | ○                                                                                     | ○                                                                                     | ○                                                                                     | ○                                                                                     | ○                                                                                     |                                                                                       |
| 226                                                                                   | 4月26日                                                                               | 【最新アイドル勢力図を総まとめ!!】 ヒャダイン、ピエール中野（凛として時雨）、松隈ケンタ | 無し | 無し | ○                                                                                     | ○                                                                                     | ○                                                                                     | ○                                                                                     | ○                                                                                     |                                                                                       |
| 227                                                                                   | 5月3日                                                                                | 【シングルのA面じゃない隠れた名曲特集】 本間昭光、ヒャダイン | 関ジャニ∞のみ 「LIFE〜目の前の向こうへ〜」                                                                                            | 「LIFE〜目の前の向こうへ〜」 Vo.安田、Vo.丸山、Vo.大倉、Vo.横山、Vo.村上                                                                                          | ×                                                                                     | ○                                                                                     | ○                                                                                     | ○                                                                                     | ×                                                                                     | [ 注 55 ]                                                                             |
| 227                                                                                   | 5月3日                                                                                | 【プロが選ぶジャニーズの名曲特集】 本間昭光、ヒャダイン | 関ジャニ∞のみ 「LIFE〜目の前の向こうへ〜」                                                                                            | 「LIFE〜目の前の向こうへ〜」 Vo.安田、Vo.丸山、Vo.大倉、Vo.横山、Vo.村上                                                                                          | ○                                                                                     | ○                                                                                     | ×                                                                                     | ×                                                                                     | ○                                                                                     | [ 注 55 ]                                                                             |
| 228                                                                                   | 5月10日                                                                               | 【川谷絵音が選ぶ人生のBEST 5曲】 川谷絵音 | 無し | 無し | ○                                                                                     | ○                                                                                     | ×                                                                                     | ○                                                                                     | ×                                                                                     | [ 注 55 ]                                                                             |
| 229                                                                                   | 5月17日                                                                               | 【教科書に袋とじで載せたい オトナの名曲 第2弾】 本間昭光、松尾潔 | 無し | 無し | ×                                                                                     | ○                                                                                     | ○                                                                                     | ×                                                                                     | ○                                                                                     | [ 注 55 ]                                                                             |
| 230                                                                                   | 5月24日                                                                               | 【鬼龍院翔プレゼンツ！中島みゆき失恋ソング特集】 鬼龍院翔 | 無し | 無し | ○                                                                                     | ○                                                                                     | ×                                                                                     | ×                                                                                     | ○                                                                                     | [ 注 55 ]                                                                             |
| 230                                                                                   | 5月24日                                                                               | 【プロが選ぶジャニーズの名曲特集】 （第227回の続き） | 無し | 無し | ○                                                                                     | ○                                                                                     | ×                                                                                     | ×                                                                                     | ○                                                                                     | [ 注 55 ]                                                                             |
| 231                                                                                   | 5月31日                                                                               | 【クラシックのプロがスゴイと思うJ-POP特集 第2弾！】 彌勒忠史、清塚信也 | 無し | 無し | ×                                                                                     | ○                                                                                     | ○                                                                                     | ○                                                                                     | ×                                                                                     | [ 注 55 ]                                                                             |
| 232                                                                                   | 6月7日                                                                                | 【プロが選ぶA面じゃない隠れた名曲】 （第227回の続き） | 無し | 無し | ×                                                                                     | ○                                                                                     | ○                                                                                     | ○                                                                                     | ×                                                                                     | [ 注 55 ]                                                                             |
| 232                                                                                   | 6月7日                                                                                | 【プロが選んだジャニーズの名曲】 （第227回の続き） | 無し | 無し | ○                                                                                     | ○                                                                                     | ×                                                                                     | ×                                                                                     | ○                                                                                     | [ 注 55 ]                                                                             |
| 233                                                                                   | 6月14日                                                                               | 【スゴ腕ギタリストが全部弾きます！カッコいいギタープレイ特集】 HISASHI（GLAY）、和田唱（TRICERATOPS） | 無し | 無し | ×                                                                                     | ○                                                                                     | ○                                                                                     | ○                                                                                     | ×                                                                                     | [ 注 55 ]                                                                             |
| 234                                                                                   | 6月21日                                                                               | 【川谷絵音をリモートゲストに招き、4年前の超絶即興の裏側を本人と検証！】 川谷絵音 | 無し | 無し | ×                                                                                     | ○                                                                                     | ×                                                                                     | ○                                                                                     | ×                                                                                     | [ 注 55 ]                                                                             |
| 235                                                                                   | 6月28日                                                                               | 【清塚信也プレゼンツ「リモートでピアノ&おしゃべりの会」】 清塚信也 | 無し | 無し | ○                                                                                     | ○                                                                                     | ×                                                                                     | ×                                                                                     | ○                                                                                     | [ 注 55 ]                                                                             |
| 236                                                                                   | 7月5日                                                                                | 【アーティストの仕事場に潜入 第2弾】 寺岡呼人、大橋トリオ、mabanua、AAAMYYY（Tempalay）、島田昌典 | ×大橋トリオ(Vo. A.G.) 「HONEY」 | 「HONEY」 Vo. A.G.安田、Vo.丸山 | ×                                                                                     | ○                                                                                     | ○                                                                                     | ○                                                                                     | ×                                                                                     |                                                                                       |
| 237                                                                                   | 7月12日                                                                               | 【スゴ腕ギタリストが全部弾きます！カッコいいギタープレイ特集】 （第233回の続き） | 無し | 無し | ×                                                                                     | ○                                                                                     | ○                                                                                     | ○                                                                                     | ×                                                                                     | [ 注 55 ]                                                                             |
| 237                                                                                   | 7月12日                                                                               | 【清塚信也プレゼンツ「リモートでピアノ&おしゃべりの会」】 （第235回の続き） | 無し | 無し | ○                                                                                     | ○                                                                                     | ×                                                                                     | ×                                                                                     | ○                                                                                     | [ 注 55 ]                                                                             |
| 238                                                                                   | 7月19日                                                                               | 【メガヒットを生み出す「コンペ」の実態…！プロ作曲者の仕事術とは？】 今井了介、丸谷マナブ、河田総一郎（Soulife） | 無し | 無し | ○                                                                                     | ○                                                                                     | ×                                                                                     | ×                                                                                     | ○                                                                                     |                                                                                       |
| 239                                                                                   | 7月26日                                                                               | 【初のゴールデンスペシャルを目前に控え、独占インタビューが話題となった関ジャム傑作選!!】 （総集編の放送） 第135、171、197、221回、ゴールデンSPのゲスト | 無し | 無し | －                                                                                    | －                                                                                    | －                                                                                    | －                                                                                    | －                                                                                    |                                                                                       |
| SP                                                                                    | 7月29日(水)                                                                           | ゴールデン2時間スペシャル（第1回） 【ジャニーズのライブって何がすごいのか?】 【アーティストやジャニーズメンバーが選ぶ、歴代ジャニーズNo.1ソングを発表!】 松本潤（嵐）、中村正人、ヒャダイン 〈アンケート出演〉 KinKi Kids、佐藤勝利（Sexy Zone）、椎名林檎、スガシカオ、東山紀之（少年隊）、秦基博、水野良樹 〈セッションゲスト〉 本間昭光、Ovall、今井マサキ、藤田真由美 | ×Ovall & 本間昭光(Key.) & 今井マサキ(Cho.) & 藤田真由美(Cho.) 「stripe blue」 「ジェットコースター・ロマンス」 「ハイティーン・ブギ」 | 「stripe blue」 安田、丸山、村上(Vo.Dance.) 「ジェットコースター・ロマンス」 大倉、横山(Vo.Dance.) 「ハイティーン・ブギ」 安田、丸山、大倉、村上、横山(Vo.Dance.) | ○                                                                                     | ○                                                                                     | ○                                                                                     | ○                                                                                     | ○                                                                                     | [ 注 56 ]                                                                             |
| 240                                                                                   | 8月9日                                                                                | 【「奄美の音楽」を徹底解剖!!】 彌勒忠史、元ちとせ、城南海 | ×元ちとせ(Vo.) & 城南海(Vo.) 「ワダツミの木」                                                                                         | 「ワダツミの木」 Vo.安田、Ba.丸山、Key.村上、Tp.横山 | ○                                                                                     | ○                                                                                     | ○                                                                                     | ○                                                                                     | ×                                                                                     |                                                                                       |
| 241                                                                                   | 8月16日                                                                               | 【既にバズっているけど、そこまで知らない!? ランキング上位アーティストの正体とは?】 YOASOBI、ヒャダイン | 無し | 無し | ○                                                                                     | ○                                                                                     | ○                                                                                     | ○                                                                                     | ×                                                                                     |                                                                                       |
| 242                                                                                   | 8月30日                                                                               | 【ゴールデンSP延長戦!!】 （ゴールデンSPの続き） | 無し | 無し | ○                                                                                     | ○                                                                                     | ○                                                                                     | ○                                                                                     | ○                                                                                     |                                                                                       |
| 243                                                                                   | 9月6日                                                                                | 【エレファントカシマシ宮本浩次の音楽的スゴさのヒミツ!!】 宮本浩次（エレファントカシマシ）、谷中敦（東京スカパラダイスオーケストラ）、TAKUMA（10-FEET）、家入レオ 〈アンケート出演〉 あいみょん、manaka（Little Glee Monster）、横山健（Hi-STANDARD）、椎名林檎 | ×宮本浩次(Vo.) 「悲しみの果て」 | 「悲しみの果て」 Vo.村上、Gt.安田、Ba.丸山 | ○                                                                                     | ○                                                                                     | ○                                                                                     | ○                                                                                     | ×                                                                                     |                                                                                       |
| 244                                                                                   | 9月13日                                                                               | 【あいみょんの人生ベスト5曲!!】 あいみょん、本間昭光、関口シンゴ | ×あいみょん(Vo.) & 本間昭光(Pf.) 「裸の心」                                                                                           | 「裸の心」 Vo. A.G.安田、Ba.Vo.丸山 | ○                                                                                     | ○                                                                                     | ○                                                                                     | ○                                                                                     | ×                                                                                     |                                                                                       |
| 245                                                                                   | 9月20日                                                                               | 【初登場!!MISIAの音楽的スゴさとは?】 MISIA、TIGER、黒田卓也 | 無し | 無し | ○                                                                                     | ○                                                                                     | ○                                                                                     | ○                                                                                     | ×                                                                                     |                                                                                       |
| 246                                                                                   | 9月27日                                                                               | 【松田聖子独占取材!! 音楽的スゴさの秘密とは?】 武部聡志、野崎洋一、西寺郷太 〈VTR出演〉 松田聖子 〈アンケート出演〉 宮本浩次、本間昭光 | 無し | 無し | ○                                                                                     | ○                                                                                     | ○                                                                                     | ○                                                                                     | ×                                                                                     |                                                                                       |
| 247                                                                                   | 10月4日                                                                               | 【様々な名曲で大活躍している「実はスゴい楽器」特集!】 KREVA、Matt Cab、熊井吾郎、Anly | 無し | 無し | ○                                                                                     | ○                                                                                     | ○                                                                                     | ○                                                                                     | ×                                                                                     |                                                                                       |
| 248                                                                                   | 10月11日                                                                              | 【アルバムで聴いて欲しいJ-POPの名盤】 水野良樹、Kan Sano、津野米咲（赤い公園） 〈アンケート出演〉 丸谷マナブ、石崎ひゅーい、河田総一郎、ヒャダイン | 無し | 無し | ○                                                                                     | ○                                                                                     | ○                                                                                     | ○                                                                                     | ×                                                                                     |                                                                                       |
| 249                                                                                   | 10月18日                                                                              | 【矢沢永吉特集 第2弾】 本間昭光、いしわたり淳治 〈VTR出演〉 矢沢永吉 〈アンケート出演〉 谷中敦、MIYAVI | 無し | 無し | ○                                                                                     | ○                                                                                     | ×                                                                                     | ○                                                                                     | ×                                                                                     |                                                                                       |
| 250                                                                                   | 10月25日                                                                              | 【知られざる男性声楽家の世界】 秋川雅史、彌勒忠史、岡本知高、大沼徹 | 無し | 無し | ○                                                                                     | ○                                                                                     | ×                                                                                     | ○                                                                                     | ×                                                                                     |                                                                                       |
| 251                                                                                   | 11月1日                                                                               | 【令和のアイドル界 スゴいボーカリスト 10人】 今井マサキ、ヒャダイン | 無し | 無し | ○                                                                                     | ○                                                                                     | ○                                                                                     | ○                                                                                     | ×                                                                                     |                                                                                       |
| 252                                                                                   | 11月8日                                                                               | 【名曲セルフカバー特集】 石崎ひゅーい、mabanua、山本彩 | ×石崎ひゅーい(Vo. A.G.) 「さよならエレジー」                                                                                          | 「さよならエレジー」 Vo. A.G.安田 | ○                                                                                     | ○                                                                                     | ○                                                                                     | ○                                                                                     | ×                                                                                     |                                                                                       |
| 253                                                                                   | 11月15日                                                                              | 【一流プロデューサーが証言!! 間近でみた筒美京平のスゴさ】 武部聡志、本間昭光、松尾潔、ヒャダイン 〈アンケート出演〉 東山紀之 | 無し | 無し | ○                                                                                     | ○                                                                                     | ○                                                                                     | ○                                                                                     | ×                                                                                     |                                                                                       |
| 254                                                                                   | 11月22日                                                                              | 【今大人気!! Creepy Nutsがヒップホップを熱血解説!】 Creepy Nuts、松尾潔 | 無し | 無し | ○                                                                                     | ○                                                                                     | ○                                                                                     | ○                                                                                     | ×                                                                                     |                                                                                       |
| 255                                                                                   | 11月29日                                                                              | 【松任谷由実の表と裏も全て知る男…夫であり音楽プロデューサーの松任谷正隆登場!!】 松任谷正隆、寺岡呼人 〈VTR出演〉 松任谷由実 | 無し | 無し | ○                                                                                     | ○                                                                                     | ○                                                                                     | ○                                                                                     | ×                                                                                     |                                                                                       |
| 256                                                                                   | 12月6日                                                                               | 【レジェンド達の貴重証言満載SP】 （総集編&未公開シーンの放送） 第222、224、243、245、246、249、255回のゲスト 〈第255回未公開 アンケート出演〉 JUJU、あいみょん | 無し | 無し | －                                                                                    | －                                                                                    | －                                                                                    | －                                                                                    | －                                                                                    |                                                                                       |
| 257                                                                                   | 12月13日                                                                              | 【あのアーティストが歌うクリスマスソング特集】 広瀬香美、mabanua | ×広瀬香美(Vo.Pf.) 「DEAR...again」 | 「DEAR...again」 Vo.丸山、Gt.安田、Dr.大倉 | ○                                                                                     | ○                                                                                     | ○                                                                                     | ○                                                                                     | ○                                                                                     |                                                                                       |
| 258                                                                                   | 12月20日                                                                              | 【いま振り返ると驚き満載! プロが選んだ年間ベスト10の㊙︎歴史!!】 （総集編の放送） 第76、77、121、166、212、231、259回のゲスト | 無し | 無し | ○                                                                                     | ○                                                                                     | ○                                                                                     | ○                                                                                     | ○                                                                                     |                                                                                       |

### 2021年
| 2021年 合計放送回数：44回 ゴールデンSP：2回 傑作選：2回 セッション回数：5回 セッション曲数：6曲 | 2021年 合計放送回数：44回 ゴールデンSP：2回 傑作選：2回 セッション回数：5回 セッション曲数：6曲 | 2021年 合計放送回数：44回 ゴールデンSP：2回 傑作選：2回 セッション回数：5回 セッション曲数：6曲 | 2021年 合計放送回数：44回 ゴールデンSP：2回 傑作選：2回 セッション回数：5回 セッション曲数：6曲 | 2021年 合計放送回数：44回 ゴールデンSP：2回 傑作選：2回 セッション回数：5回 セッション曲数：6曲 | 2021年 合計放送回数：44回 ゴールデンSP：2回 傑作選：2回 セッション回数：5回 セッション曲数：6曲 | 2021年 合計放送回数：44回 ゴールデンSP：2回 傑作選：2回 セッション回数：5回 セッション曲数：6曲 | 2021年 合計放送回数：44回 ゴールデンSP：2回 傑作選：2回 セッション回数：5回 セッション曲数：6曲 | 2021年 合計放送回数：44回 ゴールデンSP：2回 傑作選：2回 セッション回数：5回 セッション曲数：6曲 | 2021年 合計放送回数：44回 ゴールデンSP：2回 傑作選：2回 セッション回数：5回 セッション曲数：6曲 | 2021年 合計放送回数：44回 ゴールデンSP：2回 傑作選：2回 セッション回数：5回 セッション曲数：6曲 |
| 回                                                                                              | 放送日                                                                                          | ゲスト | セッション                                                                                      | セッション参加メンバー                                                                          | トーク参加メンバー                                                                              | トーク参加メンバー                                                                              | トーク参加メンバー                                                                              | トーク参加メンバー                                                                              | トーク参加メンバー                                                                              | 備考                                                                                            |
| 回                                                                                              | 放送日                                                                                          | ゲスト | セッション                                                                                      | セッション参加メンバー                                                                          | 横山                                                                                            | 村上                                                                                            | 丸山                                                                                            | 安田                                                                                            | 大倉                                                                                            | 備考                                                                                            |
| ----------------------------------------------------------------------------------------------- | ----------------------------------------------------------------------------------------------- | --- | ----------------------------------------------------------------------------------------------- | ----------------------------------------------------------------------------------------------- | ----------------------------------------------------------------------------------------------- | ----------------------------------------------------------------------------------------------- | ----------------------------------------------------------------------------------------------- | ----------------------------------------------------------------------------------------------- | ----------------------------------------------------------------------------------------------- | ----------------------------------------------------------------------------------------------- |
| 259                                                                                             | 1月10日                                                                                         | 【プロが選ぶ2020年年間ベスト10】 蔦谷好位置、いしわたり淳治、川谷絵音（ゲスの極み乙女。、indigo la End） | 無し                                                                                            | 無し                                                                                            | ○                                                                                               | ○                                                                                               | ○                                                                                               | ○                                                                                               | ○                                                                                               |                                                                                                 |
| 260                                                                                             | 1月17日                                                                                         | 【プロが選ぶ2020年年間ベスト10 後半戦!】 （第259回の続き） | 無し                                                                                            | 無し                                                                                            | ○                                                                                               | ○                                                                                               | ○                                                                                               | ○                                                                                               | ○                                                                                               |                                                                                                 |
| 261                                                                                             | 1月24日                                                                                         | 【令和世代の注目アーティスト特集】 山岸竜之介、TAKERU、よよか、さなり、すとぷり | 無し                                                                                            | 無し                                                                                            | ○                                                                                               | ○                                                                                               | ○                                                                                               | ○                                                                                               | ×                                                                                               |                                                                                                 |
| 262                                                                                             | 1月31日                                                                                         | 【音楽史に残る大ヒット曲"ワンヒットワンダー"】 松尾潔、丸谷マナブ、Kan Sano | 無し                                                                                            | 無し                                                                                            | ○                                                                                               | ○                                                                                               | ○                                                                                               | ○                                                                                               | ○                                                                                               |                                                                                                 |
| 263                                                                                             | 2月7日                                                                                          | 【関ジャニ∞ レコーディングの裏側"270日の記録"】 安倉さやか、北山陽一（ゴスペラーズ） 〈VTR出演〉 KENJI03（BACK-ON） | 無し                                                                                            | 無し                                                                                            | ○                                                                                               | ○                                                                                               | ○                                                                                               | ○                                                                                               | ○                                                                                               | [ 注 60 ]                                                                                       |
| 264                                                                                             | 2月14日                                                                                         | 【初登場!! GReeeeN本人に直接質問!!】 GReeeeN（HIDE、navi）、nishi-ken、zopp | 無し                                                                                            | 無し                                                                                            | ×                                                                                               | ○                                                                                               | ○                                                                                               | ○                                                                                               | ○                                                                                               |                                                                                                 |
| 265                                                                                             | 2月21日                                                                                         | 【プロがハマった音楽動画特集】 蔦谷好位置、もふくちゃん、みの、SO-SO | 無し                                                                                            | 無し                                                                                            | ○                                                                                               | ○                                                                                               | ○                                                                                               | ○                                                                                               | ○                                                                                               |                                                                                                 |
| SP                                                                                              | 2月28日                                                                                         | 傑作選【ゴールデンSP目前!傑作選 プロ作曲家の仕事術&男性声楽家の世界】 （総集編の放送） 第238回、250回のゲスト | 無し                                                                                            | 無し                                                                                            | －                                                                                              | －                                                                                              | －                                                                                              | －                                                                                              | －                                                                                              | [ 注 61 ]                                                                                       |
| 266                                                                                             | 2月28日                                                                                         | 【水曜ゴールデンSP 直前企画 4人のプロのマイベストJ-POP30曲を先行発表!!】 水野良樹（いきものがかり）、松尾潔、岩崎太整、草野華余子 | 無し                                                                                            | 無し                                                                                            | ○                                                                                               | ○                                                                                               | ○                                                                                               | ○                                                                                               | ○                                                                                               |                                                                                                 |
| SP                                                                                              | 3月3日(水)                                                                                      | ゴールデン2時間スペシャル（第2回） 【関ジャムJ-POP 20年史 プロが選んだ最強のJ-POPベスト30】 生田絵梨花（乃木坂46）、水野良樹、髙橋海人（King & Prince） 〈アンケート出演〉 「#ゴールデンSP（第2回）」を参照。 | 無し                                                                                            | 無し                                                                                            | ○                                                                                               | ○                                                                                               | ○                                                                                               | ○                                                                                               | ○                                                                                               | [ 注 62 ]                                                                                       |
| 267                                                                                             | 3月14日                                                                                         | 【4個のバンド&ソロを同時進行！川谷絵音の頭の中身を解剖！】 川谷絵音、小籔千豊（ジェニーハイ）、ファーストサマーウイカ 〈ライブゲスト〉 DADARAY、宗本康兵、GOTO、木下哲 〈アンケート出演〉 indigo la End、ゲスの極み乙女。、ichikoro、ジェニーハイ 山口一郎（サカナクション）、Nakajin（SEKAI NO OWARI）、蔦谷好位置、zopp、小柳大輔 | 無し                                                                                            | 無し                                                                                            | ×                                                                                               | ○                                                                                               | ○                                                                                               | ○                                                                                               | ○                                                                                               |                                                                                                 |
| 268                                                                                             | 3月21日                                                                                         | 【川谷絵音の即興曲作り完全版!!】 （第267回の続き） | 無し                                                                                            | 無し                                                                                            | ×                                                                                               | ○                                                                                               | ○                                                                                               | ○                                                                                               | ○                                                                                               | [ 注 63 ]                                                                                       |
| 269                                                                                             | 3月28日                                                                                         | 【"ヒット曲の裏の立役者"アレンジ特集!!】 Yaffle、武部聡志 | ×武部聡志(Key.) 「流星のサドル」                                                                | 「流星のサドル」 Vo.丸山、Gt.Cho.安田、Dr.大倉、Pf.村上                                         | ○                                                                                               | ○                                                                                               | ○                                                                                               | ○                                                                                               | ○                                                                                               |                                                                                                 |
| 270                                                                                             | 4月4日                                                                                          | 【声だけで聴く者を感動させるアカペラ特集!!】 ゴスペラーズ、Nagie Lane | 無し                                                                                            | 無し                                                                                            | ○                                                                                               | ○                                                                                               | ○                                                                                               | ○                                                                                               | ○                                                                                               | [ 注 64 ]                                                                                       |
| 271                                                                                             | 4月11日                                                                                         | 【関ジャムJ-POP 20年史 最強のJ-POPベスト30 あのプロが選んでいた曲とは?】 ヒャダイン、日食なつこ | 無し                                                                                            | 無し                                                                                            | ○                                                                                               | ○                                                                                               | ○                                                                                               | ○                                                                                               | ○                                                                                               |                                                                                                 |
| 272                                                                                             | 4月18日                                                                                         | 【さだまさしの頭脳解剖!!】 さだまさし | ×さだまさし(Vo. A.G.) 「案山子」                                                                | 「案山子」 Vo.村上、Vo.Gt.安田                                                                  | ○                                                                                               | ○                                                                                               | ○                                                                                               | ○                                                                                               | ○                                                                                               |                                                                                                 |
| 273                                                                                             | 4月25日                                                                                         | 【ダンス界のトップ2組が初共演!!】 三浦大知、s**t kingz | ×三浦大知(Vo.Dance.) & s**t kingz 「FFP feat. C&K」 「I'm Here」                                | 「FFP feat. C&K」 （※関ジャニ∞の参加は無し） 「I'm Here」 Gt.安田、Ba.丸山、Dr.大倉             | ○                                                                                               | ○                                                                                               | ○                                                                                               | ○                                                                                               | ○                                                                                               |                                                                                                 |
| 274                                                                                             | 5月2日                                                                                          | 【古田支配人リクエストに三浦大知とs**t kingzが豪華パフォーマンス!!】 （第273回の続き） （総集編&未公開シーンの放送） 第115、188、238回のゲスト | 無し                                                                                            | 無し                                                                                            | ○                                                                                               | ○                                                                                               | ○                                                                                               | ○                                                                                               | ○                                                                                               | [ 注 65 ]                                                                                       |
| 275                                                                                             | 5月9日                                                                                          | 【アルバム一枚通して聴いてほしい J-POPの名盤】 大橋トリオ、ヒャダイン、AAAMYYY（Tempalay） 〈アンケート出演〉 堂島孝平、冨田ラボ | 無し                                                                                            | 無し                                                                                            | ○                                                                                               | ○                                                                                               | ○                                                                                               | ○                                                                                               | ○                                                                                               |                                                                                                 |
| 276                                                                                             | 5月16日                                                                                         | 【MISIA「Everything」などを手がけた音楽家の冨田ラボがスタジオに登場！】 冨田ラボ、岩崎太整、神宮寺勇太（King & Prince） | 無し                                                                                            | 無し                                                                                            | ○                                                                                               | ○                                                                                               | ○                                                                                               | ○                                                                                               | ○                                                                                               |                                                                                                 |
| 277                                                                                             | 5月23日                                                                                         | 【アーティストのスゴ技実演特集!!】 （総集編の放送） 第201、206回、214回のゲスト | 無し                                                                                            | 無し                                                                                            | －                                                                                              | －                                                                                              | －                                                                                              | －                                                                                              | －                                                                                              | [ 注 66 ]                                                                                       |
| 278                                                                                             | 5月30日                                                                                         | 【ボーカリストLiSAのスゴさをプロ目線で分析!!】 LiSA、オーイシマサヨシ、今井マサキ | 無し                                                                                            | 無し                                                                                            | ○                                                                                               | ○                                                                                               | ○                                                                                               | ○                                                                                               | ○                                                                                               | [ 注 66 ]                                                                                       |
| 279                                                                                             | 6月6日                                                                                          | 【3ピースバンドのギターボーカル特集!!】 和田唱（TRICERATOPS）、小出祐介（Base Ball Bear）、宮崎朝子（SHISHAMO） | ×和田唱(Vo.Gt.) & 小出祐介(Vo.Gt.) & 宮崎朝子(Vo.Gt.) 「Raspberry」                             | 「Raspberry」 Vo.Gt.安田                                                                        | ○                                                                                               | ○                                                                                               | ○                                                                                               | ○                                                                                               | ○                                                                                               |                                                                                                 |
| 280                                                                                             | 6月13日                                                                                         | 【関ジャムならぬ"変ジャム 森羅万SHOW" 東京事変特集!!】 東京事変、King Gnu（常田大希、勢喜遊）、ちゃんMARI（ゲスの極み乙女。）、本間昭光 | 無し                                                                                            | 無し                                                                                            | ○                                                                                               | ○                                                                                               | ○                                                                                               | ○                                                                                               | ○                                                                                               |                                                                                                 |
| 281                                                                                             | 6月20日                                                                                         | 【関ジャムならぬ変ジャム!? 東京事変特集 後半戦!!】 （第280回の続き） | 無し                                                                                            | 無し                                                                                            | ○                                                                                               | ○                                                                                               | ○                                                                                               | ○                                                                                               | ○                                                                                               |                                                                                                 |
| 282                                                                                             | 6月27日                                                                                         | 【次々と話題曲を世に送り出す超売れっ子ボカロPを大特集!】 須田景凪/バルーン、syudou、くじら、本間昭光 | 無し                                                                                            | 無し                                                                                            | ○                                                                                               | ○                                                                                               | ○                                                                                               | ○                                                                                               | ○                                                                                               |                                                                                                 |
| 283                                                                                             | 7月4日                                                                                          | 【先週に引き続き、超売れっ子ボカロP特集!】 （第283回の続き） | 無し                                                                                            | 無し                                                                                            | ○                                                                                               | ○                                                                                               | ○                                                                                               | ○                                                                                               | ○                                                                                               |                                                                                                 |
| 284                                                                                             | 7月11日                                                                                         | 【ミュージックビデオ特集!】 山田智和、藍にいな | 無し                                                                                            | 無し                                                                                            | ○                                                                                               | ○                                                                                               | ○                                                                                               | ○                                                                                               | ○                                                                                               |                                                                                                 |
| 285                                                                                             | 8月1日                                                                                          | 【レジェンド作詞家 松本隆特集】 武部聡志、いしわたり淳治（THE BLACKBAND）、川崎鷹也 〈アンケート出演〉 松本隆 | ×川崎鷹也(Vo.) & 武部聡志(Pf.) 「君は天然色」                                                   | 「君は天然色」 Vo.丸山、A.G.安田、Tp.横山                                                       | ○                                                                                               | ○                                                                                               | ○                                                                                               | ○                                                                                               | ○                                                                                               |                                                                                                 |
| 286                                                                                             | 8月8日                                                                                          | 【約2年ぶり!売れっ子振付師の仕事術!】 TAKAHIRO、yurinasia | 無し                                                                                            | 無し                                                                                            | ○                                                                                               | ○                                                                                               | ○                                                                                               | ○                                                                                               | ○                                                                                               |                                                                                                 |
| 287                                                                                             | 8月29日                                                                                         | 【プロがマジメに選んだキュンとしたラブソング特集!!】 AAAMYYY、鬼龍院翔、草野華余子 〈アンケート出演〉 大原櫻子、向井太一 | 無し                                                                                            | 無し                                                                                            | ○                                                                                               | ○                                                                                               | ○                                                                                               | ○                                                                                               | ○                                                                                               |                                                                                                 |
| 288                                                                                             | 9月5日                                                                                          | 【プロ厳選 隠れた名カップリング曲!!】 はっとり（マカロニえんぴつ）、長屋晴子（緑黄色社会）、松尾潔 | 無し                                                                                            | 無し                                                                                            | ○                                                                                               | ○                                                                                               | ○                                                                                               | ○                                                                                               | ○                                                                                               |                                                                                                 |
| 289                                                                                             | 9月12日                                                                                         | 【メガヒットを生み出す「コンペ」の実態…! プロ作曲家の新たな作曲法とは?】 バグベア、岡嶋かな多、栗原暁（Jazzin' park） | 無し                                                                                            | 無し                                                                                            | ○                                                                                               | ○                                                                                               | ○                                                                                               | ○                                                                                               | ○                                                                                               |                                                                                                 |
| 290                                                                                             | 9月19日                                                                                         | 【Creepy Nutsって音楽的に何がスゴいの?】 Creepy Nuts、松尾潔 〈VTR出演〉 ハマ・オカモト（OKAMOTO'S）、KennyDoes（梅田サイファー） 〈アンケート出演〉 Ayase | 無し                                                                                            | 無し                                                                                            | ○                                                                                               | ○                                                                                               | ○                                                                                               | ○                                                                                               | ○                                                                                               |                                                                                                 |
| 291                                                                                             | 9月26日                                                                                         | 【反響が大きかった放送の未公開満載スペシャル!】 （総集編&未公開シーンの放送） 第264回、269回、279回、287回、290回のゲスト | 無し                                                                                            | 無し                                                                                            | －                                                                                              | －                                                                                              | －                                                                                              | －                                                                                              | －                                                                                              |                                                                                                 |
| 292                                                                                             | 10月3日                                                                                         | 【音楽史に語り継がれる伝説のライブ特集!】 DJ松永（Creepy Nuts）、本間昭光 〈VTR出演〉 藤井風 | 無し                                                                                            | 無し                                                                                            | ○                                                                                               | ○                                                                                               | ○                                                                                               | ○                                                                                               | ○                                                                                               |                                                                                                 |
| 293                                                                                             | 10月10日                                                                                        | 【音楽業界が注目する唯一無二のボーカリストが登場!】 milet、アイナ・ジ・エンド（BiSH）、アヴちゃん（女王蜂）、ヒャダイン | 無し                                                                                            | 無し                                                                                            | ○                                                                                               | ○                                                                                               | ○                                                                                               | ○                                                                                               | ○                                                                                               |                                                                                                 |
| SP                                                                                              | 10月17日                                                                                        | 傑作選【関ジャムJ-POP20年史 プロが選ぶ最強の名曲 ベスト30!!】 （総集編の放送） ゴールデン2時間スペシャル第2回のゲスト | 無し                                                                                            | 無し                                                                                            | －                                                                                              | －                                                                                              | －                                                                                              | －                                                                                              | －                                                                                              | [ 注 69 ]                                                                                       |
| 294                                                                                             | 10月17日                                                                                        | 【松田聖子がスタジオに初登場!!まだまだあった音楽的スゴさの秘密とは?】 松田聖子、野崎洋一、本間昭光 〈アンケート出演〉 松本隆、山口一郎、宮本浩次（エレファントカシマシ） | 無し                                                                                            | 無し                                                                                            | ○                                                                                               | ○                                                                                               | ○                                                                                               | ○                                                                                               | ○                                                                                               |                                                                                                 |
| 295                                                                                             | 10月24日                                                                                        | 【ゴールデンSP直前!!プロが選ぶミスチル・B'z・嵐の名曲 BEST5】 ピエール中野、小出祐介、丸谷マナブ 〈アンケート出演〉 家入レオ、石崎ひゅーい、AAAMYYY、鬼龍院翔、はっとり、吉澤嘉代子 | 無し                                                                                            | 無し                                                                                            | ○                                                                                               | ○                                                                                               | ○                                                                                               | ○                                                                                               | ○                                                                                               |                                                                                                 |
| SP                                                                                              | 10月27日(水)                                                                                    | ゴールデン2時間スペシャル（第3回） 【関ジャムJ-POP史 プロが選ぶ 豪華アーティスト9組の最強ベスト10】 水野良樹、目黒蓮（Snow Man） 〈アンケート出演〉 「#ゴールデンSP（第3回）」を参照。 | 無し                                                                                            | 無し                                                                                            | ○                                                                                               | ○                                                                                               | ○                                                                                               | ○                                                                                               | ○                                                                                               | [ 注 70 ]                                                                                       |
| 296                                                                                             | 11月7日                                                                                         | 【プロが選んだあの有名アーティストたちのデビュー曲特集!!】 はっとり、佐藤千亜妃（きのこ帝国）、ヒャダイン | 無し                                                                                            | 無し                                                                                            | ○                                                                                               | ○                                                                                               | ○                                                                                               | ○                                                                                               | ○                                                                                               |                                                                                                 |
| 297                                                                                             | 11月14日                                                                                        | 【豪華メンバーで新企画!音楽のプロならではの激レア裏側トークを展開!!】 蔦谷好位置、水野良樹、川谷絵音、長屋晴子 | 無し                                                                                            | 無し                                                                                            | ○                                                                                               | ○                                                                                               | ○                                                                                               | ○                                                                                               | ○                                                                                               |                                                                                                 |
| 298                                                                                             | 11月21日                                                                                        | 【密着1年半!!関ジャニ∞アルバム『8BEAT』の制作の裏側を大公開!!】 川谷絵音、ヒャダイン 〈VTRゲスト〉 亀田誠治（東京事変）、いしわたり淳治、今井了介 | 無し                                                                                            | 無し                                                                                            | ○                                                                                               | ○                                                                                               | ○                                                                                               | ○                                                                                               | ○                                                                                               | [ 注 71 ]                                                                                       |
| 299                                                                                             | 11月28日                                                                                        | 【RADWIMPS特集! 野田洋次郎を直撃 曲作りの理論&衝撃の事実】 福岡晃子、佐藤千亜妃、社長（SOIL&"PIMP"SESSIONS） 〈VTRゲスト〉 野田洋次郎（RADWIMPS） 〈アンケート出演〉 いしわたり淳治、川谷絵音、AAAMYYY、mabanua | 無し                                                                                            | 無し                                                                                            | ○                                                                                               | ○                                                                                               | ○                                                                                               | ○                                                                                               | ○                                                                                               |                                                                                                 |
| 300                                                                                             | 12月5日                                                                                         | 【RADWIMPS野田洋次郎 90分直撃インタビュー延長戦!!】 （第299回の続き） 【松田聖子特集の貴重な未公開シーン!!】 （未公開シーンの放送） 第294回のゲスト 【関ジャムFESの模様をたっぷりとお届け!!】 2021年の『関ジャムFES』の出演アーティスト                                                                                             | ※全て『関ジャムFES』でのセッション。 ※「EIGHT-JAM FES#2021年（出演アーティスト）」を参照。      | ※全て『関ジャムFES』でのセッション。 ※「EIGHT-JAM FES#2021年（出演アーティスト）」を参照。      | －                                                                                              | －                                                                                              | －                                                                                              | －                                                                                              | －                                                                                              |                                                                                                 |
| 301                                                                                             | 12月12日                                                                                        | 【プロが証明…実はスゴイ楽器特集!!】 JUVENILE、美炎、BUN、原田節 | 無し                                                                                            | 無し                                                                                            | ○                                                                                               | ○                                                                                               | ○                                                                                               | ○                                                                                               | ○                                                                                               | [ 注 73 ]                                                                                       |
| 302                                                                                             | 12月19日                                                                                        | 【2021年年間ベスト10直前SP!! 過去5年の1位曲集!!】 （総集編の放送） 第76、77、121、166、212、231、259、260回のゲスト | 無し                                                                                            | 無し                                                                                            | ○                                                                                               | ○                                                                                               | ○                                                                                               | ○                                                                                               | ○                                                                                               |                                                                                                 |

### 2022年
| 2022年 合計放送回数：42回 ゴールデンSP：1回 傑作選：2回 セッション回数：2回 セッション曲数：2曲 | 2022年 合計放送回数：42回 ゴールデンSP：1回 傑作選：2回 セッション回数：2回 セッション曲数：2曲 | 2022年 合計放送回数：42回 ゴールデンSP：1回 傑作選：2回 セッション回数：2回 セッション曲数：2曲 | 2022年 合計放送回数：42回 ゴールデンSP：1回 傑作選：2回 セッション回数：2回 セッション曲数：2曲 | 2022年 合計放送回数：42回 ゴールデンSP：1回 傑作選：2回 セッション回数：2回 セッション曲数：2曲 | 2022年 合計放送回数：42回 ゴールデンSP：1回 傑作選：2回 セッション回数：2回 セッション曲数：2曲 | 2022年 合計放送回数：42回 ゴールデンSP：1回 傑作選：2回 セッション回数：2回 セッション曲数：2曲 | 2022年 合計放送回数：42回 ゴールデンSP：1回 傑作選：2回 セッション回数：2回 セッション曲数：2曲 | 2022年 合計放送回数：42回 ゴールデンSP：1回 傑作選：2回 セッション回数：2回 セッション曲数：2曲 | 2022年 合計放送回数：42回 ゴールデンSP：1回 傑作選：2回 セッション回数：2回 セッション曲数：2曲 | 2022年 合計放送回数：42回 ゴールデンSP：1回 傑作選：2回 セッション回数：2回 セッション曲数：2曲 |
| 回                                                                                              | 放送日                                                                                          | ゲスト | セッション                                                                                      | セッション参加メンバー                                                                          | トーク参加メンバー                                                                              | トーク参加メンバー                                                                              | トーク参加メンバー                                                                              | トーク参加メンバー                                                                              | トーク参加メンバー                                                                              | 備考                                                                                            |
| 回                                                                                              | 放送日                                                                                          | ゲスト | セッション                                                                                      | セッション参加メンバー                                                                          | 横山                                                                                            | 村上                                                                                            | 丸山                                                                                            | 安田                                                                                            | 大倉                                                                                            | 備考                                                                                            |
| ----------------------------------------------------------------------------------------------- | ----------------------------------------------------------------------------------------------- | --- | ----------------------------------------------------------------------------------------------- | ----------------------------------------------------------------------------------------------- | ----------------------------------------------------------------------------------------------- | ----------------------------------------------------------------------------------------------- | ----------------------------------------------------------------------------------------------- | ----------------------------------------------------------------------------------------------- | ----------------------------------------------------------------------------------------------- | ----------------------------------------------------------------------------------------------- |
| 303                                                                                             | 1月9日                                                                                          | 【プロが選ぶ2021年年間マイベスト10曲】 蔦谷好位置、いしわたり淳治（THE BLACKBAND）、Yaffle | 無し                                                                                            | 無し                                                                                            | ○                                                                                               | ○                                                                                               | ○                                                                                               | ○                                                                                               | ○                                                                                               |                                                                                                 |
| 304                                                                                             | 1月16日                                                                                         | 【"プロが選ぶ2021年年間マイベスト10曲" 後半戦!!】 （第303回の続き） | 無し                                                                                            | 無し                                                                                            | ○                                                                                               | ○                                                                                               | ○                                                                                               | ○                                                                                               | ○                                                                                               |                                                                                                 |
| 305                                                                                             | 1月23日                                                                                         | 【"凄腕ギタリストが集結" ギター特集!!】 Char、Rei、Ichika Nito | 無し                                                                                            | 無し                                                                                            | ○                                                                                               | ○                                                                                               | ○                                                                                               | ○                                                                                               | ○                                                                                               |                                                                                                 |
| 306                                                                                             | 1月30日                                                                                         | 【異彩を放つ3人のアーティストが登場!】 STUTS、SHOW-GO、和田永（Open Reel Ensemble） | 無し                                                                                            | 無し                                                                                            | ○                                                                                               | ○                                                                                               | ○                                                                                               | ○                                                                                               | ○                                                                                               |                                                                                                 |
| 307                                                                                             | 2月6日                                                                                          | 【蔦谷好位置持ち込み企画 ミュージシャンの裏トーク第2弾!!】 蔦谷好位置、AI、AAAMYYY（Tempalay）、常田真太郎（スキマスイッチ） | 無し                                                                                            | 無し                                                                                            | ○                                                                                               | ○                                                                                               | ○                                                                                               | ○                                                                                               | ○                                                                                               |                                                                                                 |
| 308                                                                                             | 2月13日                                                                                         | 【布袋寅泰を作曲面から徹底分析!!】 布袋寅泰、atagi（Awesome City Club）、mabanua、岸利至 〈アンケート出演〉 Jean-Ken Johnny（MAN WITH A MISSION） | 無し                                                                                            | 無し                                                                                            | ○                                                                                               | ○                                                                                               | ○                                                                                               | ○                                                                                               | ○                                                                                               |                                                                                                 |
| 309                                                                                             | 2月20日                                                                                         | 【歌い手特集! 紅白出場まふまふがトークゲストに!!】 まふまふ、そらる、syudou | 無し                                                                                            | 無し                                                                                            | ○                                                                                               | ○                                                                                               | ○                                                                                               | ○                                                                                               | ○                                                                                               |                                                                                                 |
| 310                                                                                             | 2月27日                                                                                         | 【プロが選んだ夜の名曲特集!!】 はっとり（マカロニえんぴつ）、松尾潔 〈アンケート出演〉 いしわたり淳治、佐藤千亜妃（きのこ帝国）、PORIN（Awesome City Club） | 無し                                                                                            | 無し                                                                                            | ○                                                                                               | ○                                                                                               | ○                                                                                               | ○                                                                                               | ○                                                                                               |                                                                                                 |
| 311                                                                                             | 3月6日                                                                                          | 【一流アーティストたちのマニアックなトークを大放出する延長戦SP!!】 （未公開シーンの放送） 第306、307、308、309回のゲスト 〈アンケート出演（第308回未公開）〉 大橋トリオ、黒田晃年、小渕健太郎（コブクロ）、本間昭光                                                | 無し                                                                                            | 無し                                                                                            | －                                                                                              | －                                                                                              | －                                                                                              | －                                                                                              | －                                                                                              |                                                                                                 |
| 312                                                                                             | 3月13日                                                                                         | 【プロが絶賛する女性アーティスト2人が登場!】 Awich、iri、松尾潔 | 無し                                                                                            | 無し                                                                                            | ○                                                                                               | ○                                                                                               | ×                                                                                               | ○                                                                                               | ○                                                                                               |                                                                                                 |
| 313                                                                                             | 3月20日                                                                                         | 【作詞家・秋元康のスゴさとは何か?】 齋藤飛鳥（乃木坂46）、スガシカオ、いしわたり淳治、杉山勝彦 〈アンケート出演〉 秋元康 | 無し                                                                                            | 無し                                                                                            | ○                                                                                               | ○                                                                                               | ○                                                                                               | ○                                                                                               | ○                                                                                               |                                                                                                 |
| 314                                                                                             | 3月27日                                                                                         | 【男性デュオ特集! ゆずが5年振り登場!】 ゆず、竹中雄大（Novelbright）、藤田真由美 | 無し                                                                                            | 無し                                                                                            | ○                                                                                               | ○                                                                                               | ×                                                                                               | ○                                                                                               | ○                                                                                               |                                                                                                 |
| 315                                                                                             | 4月3日                                                                                          | 【音の変態・サカナクション山口一郎の報告会2022】 山口一郎（サカナクション）、田中裕介、松下奈緒 〈アンケート出演〉 岩寺基晴（サカナクション） | 無し                                                                                            | 無し                                                                                            | ○                                                                                               | ○                                                                                               | ○                                                                                               | ○                                                                                               | ○                                                                                               |                                                                                                 |
| 316                                                                                             | 4月10日                                                                                         | 【関ジャム流宇多田ヒカル特集!!】 佐藤千亜妃、PORIN、DJ YANATAKE 〈アンケート出演〉 小森雅仁 | 無し                                                                                            | 無し                                                                                            | ○                                                                                               | ○                                                                                               | ○                                                                                               | ○                                                                                               | ○                                                                                               |                                                                                                 |
| 317                                                                                             | 4月17日                                                                                         | 【清塚信也持ち込み企画 プロでも分からない音楽の不思議を紐解く!】 清塚信也、江﨑文武（WONK、millennium parade） | 無し                                                                                            | 無し                                                                                            | ○                                                                                               | ○                                                                                               | ○                                                                                               | ○                                                                                               | ○                                                                                               |                                                                                                 |
| 318                                                                                             | 4月24日                                                                                         | 【Mr.Children特集!! プロたちが赤裸々に語る「ミスチルと私」】 水野良樹（いきものがかり）、小出祐介（Base Ball Bear）、Kan Sano 〈アンケート出演〉 ゆず、絢香 | 無し                                                                                            | 無し                                                                                            | ○                                                                                               | ○                                                                                               | ○                                                                                               | ○                                                                                               | ×                                                                                               |                                                                                                 |
| SP                                                                                              | 4月30日(土)                                                                                     | 傑作選【関ジャムJ-POP史 プロが選ぶ 豪華アーティスト9組の最強ベスト10】 （総集編の放送） ゴールデン2時間スペシャル第3回のゲスト | 無し                                                                                            | 無し                                                                                            | －                                                                                              | －                                                                                              | －                                                                                              | －                                                                                              | －                                                                                              | [ 注 76 ]                                                                                       |
| 319                                                                                             | 5月1日                                                                                          | 【ゴールデンSP直前企画! 4人のプロ達それぞれのベスト30曲を先行公開!】 向井太一、ハラミちゃん、syudou、Rei | 無し                                                                                            | 無し                                                                                            | ○                                                                                               | ○                                                                                               | ○                                                                                               | ○                                                                                               | ○                                                                                               |                                                                                                 |
| SP                                                                                              | 5月6日(金)                                                                                      | ゴールデン2時間スペシャル（第4回） 【関ジャムJ-POP史 令和に活躍する若手アーティストが選ぶ 最強平成ソングベスト30!!】 ヒャダイン、髙橋海人（King & Prince） 〈アンケート出演〉 「#ゴールデンSP（第4回）」を参照。                                                   | 無し                                                                                            | 無し                                                                                            | ○                                                                                               | ○                                                                                               | ○                                                                                               | ○                                                                                               | ○                                                                                               | [ 注 77 ]                                                                                       |
| 320                                                                                             | 5月15日                                                                                         | 【aiko特集!! プロ達が愛してやまない魅力を解剖!!】 石原慎也（Saucy Dog）、長屋晴子（緑黄色社会）、オーイシマサヨシ 〈アンケート出演〉 藤原聡（Official髭男dism）、岡野昭仁（ポルノグラフィティ）、宮崎朝子（SHISHAMO）                                              | 無し                                                                                            | 無し                                                                                            | ○                                                                                               | ○                                                                                               | ○                                                                                               | ○                                                                                               | ×                                                                                               |                                                                                                 |
| 321                                                                                             | 5月22日                                                                                         | 【AIコネクション 驚きの交友関係を解剖!!】 AI、青山テルマ、iri、加藤ミリヤ | 無し                                                                                            | 無し                                                                                            | ○                                                                                               | ○                                                                                               | ○                                                                                               | ○                                                                                               | ×                                                                                               |                                                                                                 |
| 322                                                                                             | 5月29日                                                                                         | 【今後のラインナップに先駆けた豪華復習スペシャル企画!】 （総集編の放送） 第120、164、182、203、280、286、294、299回のゲスト | 無し                                                                                            | 無し                                                                                            | －                                                                                              | －                                                                                              | －                                                                                              | －                                                                                              | －                                                                                              |                                                                                                 |
| 323                                                                                             | 6月5日                                                                                          | 【クラシック畑からポップス界へ…大注目アーティストの音楽遍歴】 江﨑文武、常田俊太郎（millennium parade）、小田朋美（CRCK/LCKS）、松下奈緒 | 無し                                                                                            | 無し                                                                                            | ○                                                                                               | ○                                                                                               | ○                                                                                               | ○                                                                                               | ×                                                                                               |                                                                                                 |
| 324                                                                                             | 6月12日                                                                                         | 【楽器を演奏しながら歌う「弾き語り」特集!!】 秦基博、ハナレグミ、TENDRE | ×ハナレグミ(Vo. A.G.) 「サヨナラCOLOR」                                                         | 「サヨナラCOLOR」 Vo. A.G.安田                                                                  | ○                                                                                               | ○                                                                                               | ○                                                                                               | ○                                                                                               | ×                                                                                               | [ 注 78 ]                                                                                       |
| 325                                                                                             | 6月19日                                                                                         | 【ついに実現、"山下達郎特集"】 渋谷龍太（SUPER BEAVER）、さかいゆう、Kan Sano、新妻聖子 〈インタビュー出演〉 山下達郎 〈アンケート出演〉 山内総一郎（フジファブリック）、川谷絵音（ゲスの極み乙女。、indigo la End）、穴見真吾（緑黄色社会）、本間昭光、今井マサキ | 無し                                                                                            | 無し                                                                                            | ○                                                                                               | ○                                                                                               | ○                                                                                               | ○                                                                                               | ×                                                                                               |                                                                                                 |
| 326                                                                                             | 6月26日                                                                                         | 【謎多きレジェンド"山下達郎特集" 完結編!! 本音で語る90分超えの超貴重証言!】 （第325回の続き） | 無し                                                                                            | 無し                                                                                            | ○                                                                                               | ○                                                                                               | ○                                                                                               | ○                                                                                               | ×                                                                                               |                                                                                                 |
| 327                                                                                             | 7月3日                                                                                          | 【令和のジャニーズ振付特集!!】 TAKAHIRO、屋良朝幸、岩本照（Snow Man） | 無し                                                                                            | 無し                                                                                            | ○                                                                                               | ○                                                                                               | ○                                                                                               | ○                                                                                               | ×                                                                                               |                                                                                                 |
| 328                                                                                             | 7月24日                                                                                         | 【玉置浩二特集!! リスペクトするプロたちの質問に本人回答】 水野良樹、平原綾香、川崎鷹也 〈アンケート出演〉 玉置浩二（安全地帯） | 無し                                                                                            | 無し                                                                                            | ○                                                                                               | ○                                                                                               | ○                                                                                               | ○                                                                                               | ×                                                                                               |                                                                                                 |
| 329                                                                                             | 7月31日                                                                                         | 【"怪物"小田和正特集! 多くのプロが絶望した技術に迫る】 渋谷龍太、彌勒忠史、本間昭光 〈アンケート出演〉 Vaundy | 無し                                                                                            | 無し                                                                                            | ○                                                                                               | ○                                                                                               | ○                                                                                               | ○                                                                                               | ○                                                                                               |                                                                                                 |
| 330                                                                                             | 8月14日                                                                                         | 【これまでの放送でどうしても入れる事の出来なかった超貴重シーンをお届け!】 （総集編&未公開シーンの放送） 第324、325、326、327、328回のゲスト | 無し                                                                                            | 無し                                                                                            | －                                                                                              | －                                                                                              | －                                                                                              | －                                                                                              | －                                                                                              |                                                                                                 |
| 331                                                                                             | 8月21日                                                                                         | 【東京ソング特集!! "東京"をテーマにした曲をプロが厳選!!】 渋谷龍太、佐藤千亜妃、いしわたり淳治 | 無し                                                                                            | 無し                                                                                            | ○                                                                                               | ○                                                                                               | ○                                                                                               | ○                                                                                               | ×                                                                                               |                                                                                                 |
| 332                                                                                             | 9月4日                                                                                          | 【あいみょんが選ぶ『人生のラブソング』5曲&『令和のラブソング』2曲!】 あいみょん、いしわたり淳治、Sundayカミデ（TENSAI BAND II、ワンダフルボーイズ） | ×あいみょん(Vo.) 「ハート」                                                                     | 「ハート」 Vo. A.G.安田                                                                         | ○                                                                                               | ○                                                                                               | ○                                                                                               | ○                                                                                               | ○                                                                                               |                                                                                                 |
| 333                                                                                             | 9月11日                                                                                         | 【音楽フェスの魅力を徹底解剖!】 渋谷龍太、TOSHI-LOW（BRAHMAN、OAU）、セントチヒロ・チッチ（BiSH） 【関ジャニ∞ ROCK IN JAPAN初出演 台風で中止…その裏側】 （関ジャニ∞が出演予定だった『ROCK IN JAPAN FESTIVAL 2022』の裏側を放送）                                   | 無し                                                                                            | 無し                                                                                            | ○                                                                                               | ○                                                                                               | ○                                                                                               | ○                                                                                               | ○                                                                                               |                                                                                                 |
| 334                                                                                             | 9月18日                                                                                         | 【6年ぶりのミュージカル俳優特集!】 竹内將人、唯月ふうか、森崎ウィン 〈アンケート出演〉 井上芳雄、濱田めぐみ、安蘭けい | 無し                                                                                            | 無し                                                                                            | ○                                                                                               | ○                                                                                               | ○                                                                                               | ○                                                                                               | ○                                                                                               |                                                                                                 |
| 335                                                                                             | 9月25日                                                                                         | 【松任谷由実に独占取材!! レジェンド松任谷由実を大特集!】 武部聡志、ヒャダイン、江﨑文武 〈VTR出演〉 松任谷由実 〈アンケート出演〉 常田大希（King Gnu、millennium parade）、YONCE（Suchmos）、Vaundy                                                                | 無し                                                                                            | 無し                                                                                            | ○                                                                                               | ○                                                                                               | ○                                                                                               | ○                                                                                               | ○                                                                                               |                                                                                                 |
| 336                                                                                             | 10月2日                                                                                         | 【独占取材! "松任谷由実特集" 完結編!!】 （第337回の続き） | 無し                                                                                            | 無し                                                                                            | ○                                                                                               | ○                                                                                               | ○                                                                                               | ○                                                                                               | ○                                                                                               |                                                                                                 |
| 337                                                                                             | 10月9日                                                                                         | 【ミュージシャンの裏トーク「皆アレどうしてる?」】 斎藤宏介（UNISON SQUARE GARDEN、XIIX）、秦基博、宮崎朝子、清塚信也 | 無し                                                                                            | 無し                                                                                            | ○                                                                                               | ○                                                                                               | ○                                                                                               | ○                                                                                               | ○                                                                                               |                                                                                                 |
| 338                                                                                             | 10月16日                                                                                        | 【詳しくなくても大丈夫! およそ3年振りのアニソン特集!】 冨田明宏、上松範康、愛美、宮田俊哉（Kis-My-Ft2） | 無し                                                                                            | 無し                                                                                            | ○                                                                                               | ○                                                                                               | ○                                                                                               | ○                                                                                               | ○                                                                                               |                                                                                                 |
| 339                                                                                             | 10月23日                                                                                        | 【大好評! 裏トーク企画第4弾 今回はクラシック編】 原田慶太楼、最上峰行、NAOTO、彌勒忠史 | 無し                                                                                            | 無し                                                                                            | ○                                                                                               | ○                                                                                               | ○                                                                                               | ○                                                                                               | ○                                                                                               |                                                                                                 |
| 340                                                                                             | 10月30日                                                                                        | 【今改めて知りたい…ミュージシャン原 由子の音楽的スゴさ!!】 本間昭光、片山敦夫、曽我淳一 〈VTRゲスト〉 原由子 〈アンケート出演〉 桑田佳祐、平原綾香、LOVE PSYCHEDELICO                                                                                              | 無し                                                                                            | 無し                                                                                            | ○                                                                                               | ○                                                                                               | ○                                                                                               | ○                                                                                               | ○                                                                                               |                                                                                                 |
| 341                                                                                             | 11月13日                                                                                        | 【一流アーティストに引っ張りだこ! コーラス特集!!】 今井マサキ、吉岡悠歩、高橋あず美、植松陽介 | 無し                                                                                            | 無し                                                                                            | ○                                                                                               | ○                                                                                               | ○                                                                                               | ○                                                                                               | ○                                                                                               | [ 注 80 ]                                                                                       |
| 342                                                                                             | 11月20日                                                                                        | 【名曲だらけ!! 人気アーティストの"お酒と音楽"】 zopp、大橋卓弥（スキマスイッチ）、KOHD | 無し                                                                                            | 無し                                                                                            | ○                                                                                               | ○                                                                                               | ○                                                                                               | ○                                                                                               | ○                                                                                               |                                                                                                 |
| 343                                                                                             | 12月4日                                                                                         | 【新海誠作品の映画音楽特集】 新海誠、野田洋次郎（RADWIMPS）、mabanua | 無し                                                                                            | 無し                                                                                            | ○                                                                                               | ○                                                                                               | ○                                                                                               | ○                                                                                               | ○                                                                                               |                                                                                                 |
| 344                                                                                             | 12月18日                                                                                        | 【新海誠作品の映画音楽特集 延長戦】 （第345回の続き） 【2022 プロが選ぶ年間マイベスト10曲 直前SP】 （総集編の放送） 第303、304回のゲスト | 無し                                                                                            | 無し                                                                                            | ○                                                                                               | ○                                                                                               | ○                                                                                               | ○                                                                                               | ○                                                                                               |                                                                                                 |
| SP                                                                                              | 12月27日(火)                                                                                    | 【視聴者リクエスト傑作選!!】 （総集編の放送） 第305、317、332、337回のゲスト | 無し                                                                                            | 無し                                                                                            | －                                                                                              | －                                                                                              | －                                                                                              | －                                                                                              | －                                                                                              | [ 注 81 ]                                                                                       |

### 2023年
| 2023年 合計放送回数：40回 ゴールデンSP：1回 傑作選：1回 | 2023年 合計放送回数：40回 ゴールデンSP：1回 傑作選：1回 | 2023年 合計放送回数：40回 ゴールデンSP：1回 傑作選：1回 | 2023年 合計放送回数：40回 ゴールデンSP：1回 傑作選：1回           | 2023年 合計放送回数：40回 ゴールデンSP：1回 傑作選：1回 | 2023年 合計放送回数：40回 ゴールデンSP：1回 傑作選：1回 | 2023年 合計放送回数：40回 ゴールデンSP：1回 傑作選：1回 | 2023年 合計放送回数：40回 ゴールデンSP：1回 傑作選：1回 | 2023年 合計放送回数：40回 ゴールデンSP：1回 傑作選：1回 | 2023年 合計放送回数：40回 ゴールデンSP：1回 傑作選：1回 | 2023年 合計放送回数：40回 ゴールデンSP：1回 傑作選：1回 |
| 回                                                      | 放送日                                                  | ゲスト | セッション                                                        | セッション参加メンバー                                  | トーク参加メンバー                                      | トーク参加メンバー                                      | トーク参加メンバー                                      | トーク参加メンバー                                      | トーク参加メンバー                                      | 備考                                                    |
| 回                                                      | 放送日                                                  | ゲスト | セッション                                                        | セッション参加メンバー                                  | 横山                                                    | 村上                                                    | 丸山                                                    | 安田                                                    | 大倉                                                    | 備考                                                    |
| ------------------------------------------------------- | ------------------------------------------------------- | --- | ----------------------------------------------------------------- | ------------------------------------------------------- | ------------------------------------------------------- | ------------------------------------------------------- | ------------------------------------------------------- | ------------------------------------------------------- | ------------------------------------------------------- | ------------------------------------------------------- |
| 345                                                     | 1月22日                                                 | 【プロが選ぶ2022年年間マイベスト10曲】 蔦谷好位置、いしわたり淳治（THE BLACKBAND）、佐藤千亜妃（きのこ帝国）、上白石萌歌 | 無し                                                              | 無し                                                    | ○                                                       | ○                                                       | ○                                                       | ○                                                       | ○                                                       |                                                         |
| 346                                                     | 1月29日                                                 | 【"プロが選ぶ年間マイベスト10曲"後半戦!!】 （第345回の続き） | 無し                                                              | 無し                                                    | ○                                                       | ○                                                       | ○                                                       | ○                                                       | ○                                                       |                                                         |
| 347                                                     | 2月5日                                                  | 【大好評! ミュージシャンの裏トーク企画第5弾】 渋谷龍太（SUPER BEAVER）、石崎ひゅーい、ビッケブランカ、平原綾香 | 無し                                                              | 無し                                                    | ○                                                       | ○                                                       | ○                                                       | ○                                                       | ○                                                       |                                                         |
| 348                                                     | 2月12日                                                 | 【ついに実現、"坂本龍一特集"】 清塚信也、江﨑文武（WONK、millennium parade）、ちゃんMARI（ゲスの極み乙女） 〈アンケート出演〉 坂本龍一 | 無し                                                              | 無し                                                    | ○                                                       | ○                                                       | ○                                                       | ○                                                       | ○                                                       |                                                         |
| 349                                                     | 2月19日                                                 | 【ここでしか聞けない!! 超貴重トーク&未公開シーン】 （総集編&未公開シーンの放送） 第332、335、336、341、347、348回のゲスト | 無し                                                              | 無し                                                    | －                                                      | －                                                      | －                                                      | －                                                      | －                                                      |                                                         |
| 350                                                     | 2月26日                                                 | 【音楽プロデューサーの仕事術】 STUTS、Yaffle、ケンモチヒデフミ（水曜日のカンパネラ）、京本大我（SixTONES） | 無し                                                              | 無し                                                    | ○                                                       | ○                                                       | ○                                                       | ○                                                       | ○                                                       |                                                         |
| 351                                                     | 3月5日                                                  | 【知らないアナタもまだ間に合う! 韓国発ガールズグループ特集!!】 川谷絵音（ゲスの極み乙女、indigo la End）、土岐麻子、岡嶋かな多 | 無し                                                              | 無し                                                    | ○                                                       | ○                                                       | ○                                                       | ○                                                       | ○                                                       |                                                         |
| 352                                                     | 3月12日                                                 | 【関ジャムならでは…プロたちの豪華スゴ技実演SP!!】 （総集編の放送） 第218、247、254回のゲスト | （第218回の再放送） ×さかいゆう(Vo.Key.) & Ovall 「Superstition」 | （第218回の再放送） 「Superstition」 Ba.丸山、Dr.大倉   | －                                                      | －                                                      | －                                                      | －                                                      | －                                                      |                                                         |
| 353                                                     | 3月19日                                                 | 【薬師丸ひろ子を招いて「歌う女優特集」】 薬師丸ひろ子、武部聡志、いしわたり淳治 | 無し                                                              | 無し                                                    | ○                                                       | ○                                                       | ○                                                       | ○                                                       | ○                                                       |                                                         |
| 354                                                     | 3月26日                                                 | 【メジャーアーティスト達のシングルのA面じゃない隠れた名曲特集!】 水野良樹（いきものがかり）、アイナ・ジ・エンド（BiSH）、syudou | 無し                                                              | 無し                                                    | ○                                                       | ○                                                       | ○                                                       | ○                                                       | ○                                                       |                                                         |
| 355                                                     | 4月2日                                                  | 【BUMP OF CHICKEN特集がついに実現!】 佐藤千亜妃、小林壱誓（緑黄色社会）、syudou、柳田周作（神はサイコロを振らない） 〈VTR出演〉 藤原基央（BUMP OF CHICKEN） 〈アンケート出演〉 Eve、川谷絵音、北村匠海（DISH//）、斎藤宏介（UNISON SQUARE GARDEN、XIIX）、SEKAI NO OWARI（Fukase、Saori）、野田洋次郎（RADWIMPS）、Vaundy、はっとり（マカロニえんぴつ）、宮崎朝子（SHISHAMO） | 無し                                                              | 無し                                                    | ○                                                       | ○                                                       | ○                                                       | ○                                                       | ○                                                       |                                                         |
| 356                                                     | 4月16日                                                 | 【大反響のBUMP OF CHICKEN特集 完結編!】 （第355回の続き） 〈VTRゲスト〉 BUMP OF CHICKEN | 無し                                                              | 無し                                                    | ○                                                       | ○                                                       | ○                                                       | ○                                                       | ○                                                       |                                                         |
| 357                                                     | 4月23日                                                 | 【大好評!! ミュージカルの裏トーク企画】 新妻聖子、ソニン、中川晃教、竹内將人 | 無し                                                              | 無し                                                    | ○                                                       | ○                                                       | ○                                                       | ○                                                       | ○                                                       |                                                         |
| 358                                                     | 4月30日                                                 | 【実はとっても奥が深い!「リズム隊特集」】 Dragon Ash（櫻井誠、T$UYO$HI）、東京スカパラダイスオーケストラ（川上つよし、茂木欣一） | 無し                                                              | 無し                                                    | ○                                                       | ○                                                       | ○                                                       | ○                                                       | ○                                                       | [ 注 84 ]                                               |
| 359                                                     | 5月7日                                                  | 【プロが絶賛するライブが激アツなアーティスト特集!!】 TAKUYA∞（UVERworld）、渋谷龍太、MOROHA | 無し                                                              | 無し                                                    | ○                                                       | ○                                                       | ○                                                       | ○                                                       | ○                                                       |                                                         |
| 360                                                     | 5月14日                                                 | 【これって実体験? ラブソングの作り方】 橋口洋平（wacci）、Tani Yuuki、宮崎朝子 〈アンケート出演〉 松尾潔、zopp | 無し                                                              | 無し                                                    | ○                                                       | ○                                                       | ○                                                       | ○                                                       | ○                                                       |                                                         |
| 361                                                     | 5月21日                                                 | 【大人気アーティストたちの映像の裏側に迫る、ミュージックビデオ特集!】 山田健人、ますだみく、渡邉直 | 無し                                                              | 無し                                                    | ○                                                       | ○                                                       | ○                                                       | ○                                                       | ○                                                       |                                                         |
| 362                                                     | 5月28日                                                 | 【謎多きアーティスト"常田大希"の知られざる素顔とは!?】 常田大希（King Gnu、millennium parade、PERIMETRON）、椎名林檎（東京事変） 新井和輝（King Gnu、millennium parade）、OSRIN（PERIMETRON） 〈アンケート出演〉 米津玄師、Vaundy | 無し                                                              | 無し                                                    | ○                                                       | ○                                                       | ○                                                       | ○                                                       | ○                                                       |                                                         |
| SP                                                      | 6月3日(土)                                              | 傑作選【関ジャムゴールデンSP目前! プロが絶賛する歌がスゴいアーティスト傑作選!】 （総集編の放送） 第312、314回のゲスト | －                                                                | －                                                      | －                                                      | －                                                      | －                                                      | －                                                      | －                                                      | [ 注 85 ]                                               |
| 363                                                     | 6月4日                                                  | 【スゴ腕ボーカリスト3組が「実はこんなことやってます!」という歌声の秘密や歌唱テクニックを告白!】 AI、C&K、向井太一 | 無し                                                              | 無し                                                    | ○                                                       | ○                                                       | ○                                                       | ○                                                       | ○                                                       |                                                         |
| SP                                                      | 6月9日(金)                                              | ゴールデン2時間スペシャル（第5回） 【関ジャムJ-POP史 歌のプロが選ぶとにかく歌唱がスゴいアーティスト20人!!】 三浦大知、髙橋海人（King & Prince） 〈アンケート出演〉 「#ゴールデンSP（第5回）」を参照。 | 無し                                                              | 無し                                                    | ○                                                       | ○                                                       | ○                                                       | ○                                                       | ○                                                       | [ 注 86 ]                                               |
| 364                                                     | 6月18日                                                 | 【弾き語りの名手が集結!】 山崎まさよし、ReN、藤原さくら | 無し                                                              | 無し                                                    | ○                                                       | ○                                                       | ○                                                       | ○                                                       | ○                                                       |                                                         |
| 365                                                     | 6月25日                                                 | 【来年デビュー35周年を迎える、DREAMS COME TRUE特集!!】 中村正人（DREAMS COME TRUE）、大塚愛、江﨑文武 〈VTRゲスト〉 吉田美和（DREAMS COME TRUE） | 無し                                                              | 無し                                                    | ○                                                       | ○                                                       | ○                                                       | ○                                                       | ○                                                       |                                                         |
| 366                                                     | 7月2日                                                  | 【プロが発掘!! 昭和・平成の名曲&迷曲特集】 ヒャダイン、こやまたくや（ヤバイTシャツ屋さん）、syudou | 無し                                                              | 無し                                                    | ○                                                       | ○                                                       | ○                                                       | ○                                                       | ○                                                       |                                                         |
| 367                                                     | 7月9日                                                  | 【令和のコラボ名曲特集!!】 川谷絵音、佐藤千亜妃 〈アンケート出演〉 yama、幾田りら（YOASOBI） | 無し                                                              | 無し                                                    | ○                                                       | ○                                                       | ○                                                       | ○                                                       | ○                                                       |                                                         |
| 368                                                     | 7月30日                                                 | 【遂に実現、B'z特集!】 ホリエアツシ（ストレイテナー）、菅原卓郎（9mm Parabellum Bullet）、ヨコタシンノスケ（キュウソネコカミ） 〈アンケート出演〉 亀田誠治（東京事変）、TAKURO（GLAY） | 無し                                                              | 無し                                                    | ○                                                       | ○                                                       | ○                                                       | ○                                                       | ○                                                       |                                                         |
| 369                                                     | 8月6日                                                  | 【あのアーティストの海ソング】 小出祐介（Base Ball Bear）、新里英之（HY）、zopp 〈アンケート出演〉 syudou | 無し                                                              | 無し                                                    | ○                                                       | ○                                                       | ○                                                       | ○                                                       | ○                                                       |                                                         |
| 370                                                     | 8月20日                                                 | 【大反響!! プロが唸るB'zの名曲 延長戦!】 （第368回の続き） 【伝説のライブ&フェス傑作選】 （総集編の放送） 第292、333回のゲスト 【関ジャニ∞ ROCK IN JAPAN FESTIVALへの挑戦…初出演の裏側に密着】 （関ジャニ∞が初出演した『ROCK IN JAPAN FESTIVAL 2023』に密着した映像を放送） 〈VTR出演〉 サンボマスター、打首獄門同好会                                                        | 無し                                                              | 無し                                                    | －                                                      | －                                                      | －                                                      | －                                                      | －                                                      |                                                         |
| 371                                                     | 9月3日                                                  | 【人気バンドメンバー集結でキーボード特集!!】 peppe（緑黄色社会）、金澤ダイスケ（フジファブリック）、小川貴之（sumika） | 無し                                                              | 無し                                                    | ○                                                       | ○                                                       | ○                                                       | ○                                                       | ×                                                       |                                                         |
| 372                                                     | 9月10日                                                 | 【豪華復習スペシャル!】 （総集編の放送） 第273、279、339、347回のゲスト | 無し                                                              | 無し                                                    | －                                                      | －                                                      | －                                                      | －                                                      | －                                                      |                                                         |
| 373                                                     | 9月17日                                                 | 【ゴールデンSPで大反響のボーカリストが登場!!】 根本要（スターダスト☆レビュー）、夏川りみ、今井マサキ | 無し                                                              | 無し                                                    | ○                                                       | ○                                                       | ○                                                       | ○                                                       | ×                                                       |                                                         |
| 374                                                     | 9月24日                                                 | 【大人気ダンスの振付師が揃って登場!】 s**t kingz（shoji、kazuki、Oguri）、yurinasia、パワーパフボーイズ、ハシヤスメ・アツコ | 無し                                                              | 無し                                                    | ○                                                       | ○                                                       | ○                                                       | ○                                                       | ○                                                       |                                                         |
| 375                                                     | 10月1日                                                 | 【プロが選ぶ「あのバンドのボーカルがスゴい!」】 斎藤宏介、宮崎朝子、今井マサキ 〈アンケート出演〉 常田真太郎（スキマスイッチ）、加藤隆志（東京スカパラダイスオーケストラ） | 無し                                                              | 無し                                                    | ○                                                       | ○                                                       | ○                                                       | ○                                                       | ○                                                       |                                                         |
| 376                                                     | 10月8日                                                 | 【ミュージシャンの裏トーク】 yama、仲宗根泉（HY）、橋口洋平、ヨコタシンノスケ | 無し                                                              | 無し                                                    | ○                                                       | ○                                                       | ○                                                       | ○                                                       | ○                                                       |                                                         |
| 377                                                     | 10月15日                                                | 【誰かの事を思って書いた曲特集】 本間昭光、はっとり、さかいゆう | 無し                                                              | 無し                                                    | ○                                                       | ○                                                       | ○                                                       | ○                                                       | ○                                                       |                                                         |
| 378                                                     | 10月22日                                                | 【プロが発掘!!昭和・平成の名曲&迷曲特集 第2弾】 ヒャダイン、小出祐介、岡崎体育 | 無し                                                              | 無し                                                    | ○                                                       | ○                                                       | ○                                                       | ○                                                       | ○                                                       |                                                         |
| 379                                                     | 10月29日                                                | 【没後31年、今も愛され続ける伝説のアーティスト・尾崎豊の音楽ヒストリーを特集!】 尾崎裕哉、本間昭光、石崎ひゅーい、アイナ・ジ・エンド | 無し                                                              | 無し                                                    | ○                                                       | ○                                                       | ○                                                       | ○                                                       | ○                                                       |                                                         |
| 380                                                     | 11月5日                                                 | 【7年ぶりに開店!! 関ジャム版『スナックJUJU』】 JUJU、矢井田瞳 | 無し                                                              | 無し                                                    | ○                                                       | ○                                                       | ○                                                       | ○                                                       | ○                                                       | [ 注 87 ]                                               |
| 381                                                     | 11月12日                                                | 【プロたちが関ジャムでしかできない!と思ったマニアックテーマ特集!】 こやまたくや、清塚信也、AAAMYYY（Tempalay） | 無し                                                              | 無し                                                    | ○                                                       | ○                                                       | ○                                                       | ○                                                       | ○                                                       |                                                         |
| 382                                                     | 11月26日                                                | 【あの松任谷由実が絶大な信頼を寄せる音楽家 武部聡志を特集!】 武部聡志、本間昭光、川崎鷹也、百田夏菜子（ももいろクローバーZ） 〈VTR出演〉 羽生結弦 〈アンケート出演〉 松任谷由実 | 無し                                                              | 無し                                                    | ○                                                       | ○                                                       | ○                                                       | ○                                                       | ○                                                       |                                                         |
| 383                                                     | 12月3日                                                 | 【番組でもおなじみの3人のバンドマンがどうしても語りたい!という"あのバンド"を熱く語る!】 川谷絵音、小出祐介、渋谷龍太 | 無し                                                              | 無し                                                    | ○                                                       | ○                                                       | ○                                                       | ○                                                       | ○                                                       |                                                         |
| 384                                                     | 12月24日                                                | 【2023年の名シーン振り返り!!】 （総集編&未公開シーンの放送） 第345、346、348、362、365回のゲスト | 無し                                                              | 無し                                                    | －                                                      | －                                                      | －                                                      | －                                                      | －                                                      |                                                         |

### 2024年
| 2024年 合計放送回数：44回 ゴールデンSP：1回 セッション回数：2回 セッション曲数：2曲 | 2024年 合計放送回数：44回 ゴールデンSP：1回 セッション回数：2回 セッション曲数：2曲 | 2024年 合計放送回数：44回 ゴールデンSP：1回 セッション回数：2回 セッション曲数：2曲 | 2024年 合計放送回数：44回 ゴールデンSP：1回 セッション回数：2回 セッション曲数：2曲          | 2024年 合計放送回数：44回 ゴールデンSP：1回 セッション回数：2回 セッション曲数：2曲          | 2024年 合計放送回数：44回 ゴールデンSP：1回 セッション回数：2回 セッション曲数：2曲 | 2024年 合計放送回数：44回 ゴールデンSP：1回 セッション回数：2回 セッション曲数：2曲 | 2024年 合計放送回数：44回 ゴールデンSP：1回 セッション回数：2回 セッション曲数：2曲 | 2024年 合計放送回数：44回 ゴールデンSP：1回 セッション回数：2回 セッション曲数：2曲 | 2024年 合計放送回数：44回 ゴールデンSP：1回 セッション回数：2回 セッション曲数：2曲 | 2024年 合計放送回数：44回 ゴールデンSP：1回 セッション回数：2回 セッション曲数：2曲 |
| 回                                                                                  | 放送日                                                                              | ゲスト | セッション                                                                                   | セッション参加メンバー                                                                       | トーク参加メンバー                                                                  | トーク参加メンバー                                                                  | トーク参加メンバー                                                                  | トーク参加メンバー                                                                  | トーク参加メンバー                                                                  | 備考                                                                                |
| 回                                                                                  | 放送日                                                                              | ゲスト | セッション                                                                                   | セッション参加メンバー                                                                       | 横山                                                                                | 村上                                                                                | 丸山                                                                                | 安田                                                                                | 大倉                                                                                | 備考                                                                                |
| 関ジャム 完全燃SHOW                                                                 | 関ジャム 完全燃SHOW                                                                 | 関ジャム 完全燃SHOW | 関ジャム 完全燃SHOW                                                                          | 関ジャム 完全燃SHOW                                                                          | 関ジャム 完全燃SHOW                                                                 | 関ジャム 完全燃SHOW                                                                 | 関ジャム 完全燃SHOW                                                                 | 関ジャム 完全燃SHOW                                                                 | 関ジャム 完全燃SHOW                                                                 | 関ジャム 完全燃SHOW                                                                 |
| ----------------------------------------------------------------------------------- | ----------------------------------------------------------------------------------- | --- | -------------------------------------------------------------------------------------------- | -------------------------------------------------------------------------------------------- | ----------------------------------------------------------------------------------- | ----------------------------------------------------------------------------------- | ----------------------------------------------------------------------------------- | ----------------------------------------------------------------------------------- | ----------------------------------------------------------------------------------- | ----------------------------------------------------------------------------------- |
| 385                                                                                 | 1月14日                                                                             | 【毎年恒例! 業界も大注目の人気企画! プロが選ぶ2023年のマイベスト10曲とは?】 いしわたり淳治、蔦谷好位置、川谷絵音（ゲスの極み乙女、indigo la End）                                                           | 無し                                                                                         | 無し                                                                                         | ○                                                                                   | ○                                                                                   | ○                                                                                   | ○                                                                                   | ○                                                                                   |                                                                                     |
| 386                                                                                 | 1月21日                                                                             | 【"プロが選ぶ年間マイベスト10曲"後半戦!!】 （第385回の続き） | 無し                                                                                         | 無し                                                                                         | ○                                                                                   | ○                                                                                   | ○                                                                                   | ○                                                                                   | ○                                                                                   |                                                                                     |
| 387                                                                                 | 1月28日                                                                             | 【初!! いきものがかり特集】 いきものがかり、本間昭光、atagi（Awesome City Club） 〈アンケート出演〉 渋谷龍太（SUPER BEAVER）、yama、長屋晴子（緑黄色社会）                                                  | 無し                                                                                         | 無し                                                                                         | ○                                                                                   | ○                                                                                   | ○                                                                                   | ○                                                                                   | ○                                                                                   |                                                                                     |
| 388                                                                                 | 2月4日                                                                              | 【クラシック界の「ヤバい偉人伝」特集!!】 常田俊太郎（millennium parade）、江﨑文武（WONK、millennium parade）、もふくちゃん                                                                                 | 無し                                                                                         | 無し                                                                                         | ○                                                                                   | ○                                                                                   | ○                                                                                   | ○                                                                                   | ○                                                                                   | [ 注 89 ]                                                                           |
| 389                                                                                 | 2月11日                                                                             | 【恒例のダンス特集!!】 三浦大知、SOTA（BE:FIRST）、yurinasia、影山優佳 | 無し                                                                                         | 無し                                                                                         | ○                                                                                   | ○                                                                                   | ○                                                                                   | ○                                                                                   | ○                                                                                   |                                                                                     |
| 390                                                                                 | 2月18日                                                                             | 【アーティストが自身に影響を受けたバンド達】 横山健（Hi-STANDARD）、木村カエラ、菅原卓郎（9mm Parabellum Bullet）                                                                                           | 無し                                                                                         | 無し                                                                                         | ○                                                                                   | ○                                                                                   | ○                                                                                   | ○                                                                                   | ○                                                                                   |                                                                                     |
| 391                                                                                 | 2月25日                                                                             | 【新企画!! 平成J-POP史 プロが選ぶあの年のあの1曲】 ヒャダイン、atagi | 無し                                                                                         | 無し                                                                                         | ○                                                                                   | ○                                                                                   | ○                                                                                   | ○                                                                                   | ○                                                                                   |                                                                                     |
| 392                                                                                 | 3月3日                                                                              | 【今改めて知りたいBUCK-TICK特集】 西川貴教、綾小路翔（氣志團）、Die（DIR EN GREY）、NOBUYA（ROTTENGRAFFTY） 〈アンケート出演〉 BUCK-TICK（今井寿、星野英彦、樋口豊、ヤガミトール）                          | 無し                                                                                         | 無し                                                                                         | ○                                                                                   | ○                                                                                   | ○                                                                                   | ○                                                                                   | ○                                                                                   |                                                                                     |
| 393                                                                                 | 3月10日                                                                             | 【若手アーティスト特集】 imase、原口沙輔、Kroi、影山優佳 | 無し                                                                                         | 無し                                                                                         | ○                                                                                   | ○                                                                                   | ○                                                                                   | ○                                                                                   | ○                                                                                   |                                                                                     |
| 394                                                                                 | 3月17日                                                                             | 【あの大ヒット曲を作った豪華アーティストが集結!!】 大木伸夫（ACIDMAN）、Awich、DJ松永（Creepy Nuts）、こやまたくや（ヤバイTシャツ屋さん）                                                                   | 無し                                                                                         | 無し                                                                                         | ○                                                                                   | ○                                                                                   | ○                                                                                   | ○                                                                                   | ○                                                                                   |                                                                                     |
| 395                                                                                 | 3月24日                                                                             | 【総集編】 （総集編&未公開シーンの放送） 第188、204、238、274、286、389、390、392回のゲスト | 無し                                                                                         | 無し                                                                                         | －                                                                                  | －                                                                                  | －                                                                                  | －                                                                                  | －                                                                                  |                                                                                     |
| 396                                                                                 | 3月31日                                                                             | 【L'Arc〜en〜Ciel特集】 草野華余子、小林祐介（THE NOVEMBERS、THE SPELLBOUND）、(sic)boy 〈VTR出演〉 L'Arc〜en〜Ciel（hyde、tetsuya）                                                                        | 無し                                                                                         | 無し                                                                                         | ○                                                                                   | ○                                                                                   | ○                                                                                   | ○                                                                                   | ○                                                                                   | [ 注 90 ]                                                                           |
| EIGHT-JAM                                                                           |                                                                                     | |                                                                                              |                                                                                              |                                                                                     |                                                                                     |                                                                                     |                                                                                     |                                                                                     |                                                                                     |
| 397                                                                                 | 4月7日                                                                              | 【年明け恒例企画「プロが選ぶ2023年のマイベスト10曲」にて選出された3人組の若手アーティストがスタジオに登場!】 君島大空、離婚伝説、betcover!!                                                                 | 無し                                                                                         | 無し                                                                                         | ○                                                                                   | ○                                                                                   | ○                                                                                   | ○                                                                                   | ○                                                                                   | [ 注 91 ]                                                                           |
| 398                                                                                 | 4月14日                                                                             | 【2人のボーカリストが登場!!】 岡野昭仁（ポルノグラフィティ）、森山直太朗、今井マサキ | 無し                                                                                         | 無し                                                                                         | ○                                                                                   | ○                                                                                   | ○                                                                                   | ○                                                                                   | ○                                                                                   |                                                                                     |
| 399                                                                                 | 4月21日                                                                             | 【デビュー25周年、宇多田ヒカル特集!!】 ☆Taku Takahashi（m-flo）、いしわたり淳治、吉澤嘉代子、tofubeats 〈VTR出演〉 宇多田ヒカル 〈アンケート出演〉 Yaffle、中村佳穂                                         | 無し                                                                                         | 無し                                                                                         | ○                                                                                   | ○                                                                                   | ○                                                                                   | ○                                                                                   | ○                                                                                   |                                                                                     |
| 400                                                                                 | 4月28日                                                                             | 【大反響の宇多田ヒカル特集 完結編!】 （第385回の続き） 〈アンケート出演〉 水野良樹（いきものがかり）、佐藤千亜妃（きのこ帝国）                                                                              | 無し                                                                                         | 無し                                                                                         | ○                                                                                   | ○                                                                                   | ○                                                                                   | ○                                                                                   | ○                                                                                   |                                                                                     |
| 401                                                                                 | 5月5日                                                                              | 【ミュージシャンの裏トーク バンドマン編】 宮崎朝子（SHISHAMO）、GEN（04 Limited Sazabys）、小川貴之（sumika）、大澤敦史（打首獄門同好会）                                                                   | 無し                                                                                         | 無し                                                                                         | ○                                                                                   | ○                                                                                   | ○                                                                                   | ○                                                                                   | ×                                                                                   |                                                                                     |
| 402                                                                                 | 5月12日                                                                             | 【指揮者特集!!】 原田慶太楼、三ツ橋敬子、川瀬賢太郎、最上峰行 | 無し                                                                                         | 無し                                                                                         | ○                                                                                   | ○                                                                                   | ○                                                                                   | ○                                                                                   | ○                                                                                   |                                                                                     |
| 403                                                                                 | 5月19日                                                                             | 【忌野清志郎特集】 寺岡呼人（カーリングシトーンズ、Rockon Social Club）、ワタナベイビー（ホフディラン）、渡辺大知（黒猫チェルシー）                                                                         | 無し                                                                                         | 無し                                                                                         | ○                                                                                   | ○                                                                                   | ○                                                                                   | ○                                                                                   | ×                                                                                   |                                                                                     |
| 404                                                                                 | 5月26日                                                                             | 【詳しくなくても大丈夫! およそ1年半振りのアニソン特集!】 冨田明宏、林鼓子、山内真治、宮田俊哉（Kis-My-Ft2）                                                                                                 | 無し                                                                                         | 無し                                                                                         | ○                                                                                   | ○                                                                                   | ○                                                                                   | ○                                                                                   | ○                                                                                   |                                                                                     |
| 405                                                                                 | 6月2日                                                                              | 【アーティストが語りたい4人の天才たち】 小林祐介、川谷絵音、関根史織（Base Ball Bear） | 無し                                                                                         | 無し                                                                                         | ○                                                                                   | ○                                                                                   | ○                                                                                   | ○                                                                                   | ○                                                                                   |                                                                                     |
| 406                                                                                 | 6月9日                                                                              | 【スゴ腕のプロたちが語る、本当にスゴいテクニックとは?】 清塚信也、KenKen（RIZE）、SATOKO（FUZZY CONTROL）                                                                                                   | 無し                                                                                         | 無し                                                                                         | ○                                                                                   | ○                                                                                   | ○                                                                                   | ○                                                                                   | ○                                                                                   |                                                                                     |
| 407                                                                                 | 6月16日                                                                             | 【THE YELLOW MONKEY特集】 大木伸夫、菅原卓郎、志磨遼平（ドレスコーズ） 〈VTRゲスト〉 THE YELLOW MONKEY | 無し                                                                                         | 無し                                                                                         | ○                                                                                   | ○                                                                                   | ○                                                                                   | ○                                                                                   | ○                                                                                   |                                                                                     |
| 408                                                                                 | 6月23日                                                                             | 【音楽プロデューサー 亀田誠治特集】 亀田誠治（東京事変）、新井和輝（King Gnu、MILLENNIUM PARADE）、KREVA、アイナ・ジ・エンド                                                                                | 無し                                                                                         | 無し                                                                                         | ○                                                                                   | ○                                                                                   | ○                                                                                   | ○                                                                                   | ○                                                                                   |                                                                                     |
| 409                                                                                 | 6月30日                                                                             | 【亀田誠治特集&THE YELLOW MONKEY特集 未公開シーン】 （未公開シーンの放送） 第407、408回のゲスト 【EIGHT-JAM FES 速報】 2024年の『EIGHT-JAM FES』の出演アーティスト                                          | ※全て『EIGHT-JAM FES』でのセッション。 ※「EIGHT-JAM FES#2024年（出演アーティスト）」を参照。 | ※全て『EIGHT-JAM FES』でのセッション。 ※「EIGHT-JAM FES#2024年（出演アーティスト）」を参照。 | －                                                                                  | －                                                                                  | －                                                                                  | －                                                                                  | －                                                                                  |                                                                                     |
| 410                                                                                 | 7月7日                                                                              | 【プロがキュンとしたラブソング】 仲宗根泉（HY）、渋谷龍太、佐藤千亜妃 | 無し                                                                                         | 無し                                                                                         | ○                                                                                   | ○                                                                                   | ○                                                                                   | ○                                                                                   | ○                                                                                   |                                                                                     |
| 411                                                                                 | 7月14日                                                                             | 【人気バンドのギタリストが集結!】 斎藤宏介（UNISON SQUARE GARDEN、XIIX）、田辺由明（マカロニえんぴつ）、TAIKING（Suchmos）                                                                                  | 無し                                                                                         | 無し                                                                                         | ○                                                                                   | ○                                                                                   | ○                                                                                   | ○                                                                                   | ○                                                                                   |                                                                                     |
| 412                                                                                 | 7月21日                                                                             | 【TM NETWORK特集】 TM NETWORK、清塚信也、ミト（クラムボン） 〈アンケート出演〉 GRe4N BOYZ（HIDE、navi） | 無し                                                                                         | 無し                                                                                         | ○                                                                                   | ○                                                                                   | ○                                                                                   | ○                                                                                   | ○                                                                                   |                                                                                     |
| 413                                                                                 | 8月11日                                                                             | 【未公開集】 （総集編&未公開シーンの放送） 第396、399、401、411回のゲスト | 無し                                                                                         | 無し                                                                                         | －                                                                                  | －                                                                                  | －                                                                                  | －                                                                                  | －                                                                                  |                                                                                     |
| 414                                                                                 | 8月18日                                                                             | 【唯一無二の歌い手Ado特集!】 本間昭光、今井マサキ、jon-YAKITORY、影山優佳 〈VTR出演〉 Ado | 無し                                                                                         | 無し                                                                                         | ○                                                                                   | ○                                                                                   | ○                                                                                   | ×                                                                                   | ○                                                                                   |                                                                                     |
| 415                                                                                 | 8月25日                                                                             | 【詳しくなくても大丈夫!! HIPHOP特集】 ☆Taku Takahashi、AK-69、MaRI、mabanua（Ovall） | 無し                                                                                         | 無し                                                                                         | ○                                                                                   | ○                                                                                   | ○                                                                                   | ○                                                                                   | ○                                                                                   |                                                                                     |
| 416                                                                                 | 9月1日                                                                              | 【遂に実現 米津玄師特集!!】 川谷絵音、坂東祐大、Yaffle、須藤優（XIIX） 〈VTR出演〉 米津玄師 〈アンケート出演〉 アイナ・ジ・エンド、mabanua                                                                  | 無し                                                                                         | 無し                                                                                         | ○                                                                                   | ○                                                                                   | ○                                                                                   | ○                                                                                   | ○                                                                                   |                                                                                     |
| 417                                                                                 | 9月8日                                                                              | 【大反響の米津玄師特集 完結編!】 （第416回の続き） 〈アンケート出演〉 常田大希（King Gnu、MILLENNIUM PARADE）、Vaundy、蔦谷好位置                                                                           | 無し                                                                                         | 無し                                                                                         | ○                                                                                   | ○                                                                                   | ○                                                                                   | ○                                                                                   | ○                                                                                   |                                                                                     |
| 418                                                                                 | 9月15日                                                                             | 【aiko特集!】 aiko、吉岡聖恵（いきものがかり）、宮崎朝子、清竜人 | ×aiko（Vo.） 「星の降る日に」                                                                | 「星の降る日に」 Vo.安田、Gt.横山                                                            | ○                                                                                   | ○                                                                                   | ○                                                                                   | ○                                                                                   | ○                                                                                   |                                                                                     |
| 419                                                                                 | 9月22日                                                                             | 【打楽器特集】 大森はじめ（東京スカパラダイスオーケストラ）、LA SEÑAS | 無し                                                                                         | 無し                                                                                         | ○                                                                                   | ○                                                                                   | ○                                                                                   | ×                                                                                   | ○                                                                                   |                                                                                     |
| 420                                                                                 | 9月29日                                                                             | 【デビュー25周年 ポルノグラフィティ特集!!】 ポルノグラフィティ、スガシカオ、tasuku 〈アンケート出演〉 小笹大輔（Official髭男dism）、本間昭光                                                                | 無し                                                                                         | 無し                                                                                         | ○                                                                                   | ○                                                                                   | ○                                                                                   | ○                                                                                   | ○                                                                                   |                                                                                     |
| 421                                                                                 | 10月6日                                                                             | 【ゴールデンSP直前企画】 （総集編の放送） 第166、259、292、294、318、335、362、399、416回のゲスト | 無し                                                                                         | 無し                                                                                         | －                                                                                  | －                                                                                  | －                                                                                  | －                                                                                  | －                                                                                  |                                                                                     |
| SP                                                                                  | 10月9日(水)                                                                         | ゴールデン3時間スペシャル（第6回） 【昭和・平成・令和50年分総決算！音楽のプロが選んだ最強サビ名曲ベスト100】 道枝駿佑（なにわ男子）、あの、ヒャダイン 〈アンケート出演〉 「#ゴールデンSP（第6回）」を参照。 | 無し                                                                                         | 無し                                                                                         | ○                                                                                   | ○                                                                                   | ○                                                                                   | ○                                                                                   | ○                                                                                   | [ 注 92 ]                                                                           |
| 422                                                                                 | 10月20日                                                                            | 【5年ぶりに竹内まりやが登場！】 本間昭光、さかいゆう、zopp 〈VTR出演〉 竹内まりや 〈アンケート出演〉 穴見真吾（緑黄色社会）、ヨコタシンノスケ（キュウソネコカミ）、川崎鷹也                                 | 無し                                                                                         | 無し                                                                                         | ○                                                                                   | ○                                                                                   | ○                                                                                   | ○                                                                                   | ○                                                                                   |                                                                                     |
| 423                                                                                 | 11月3日                                                                             | 【今年デビュー30周年を迎えたGLAY特集！】 鬼龍院翔（ゴールデンボンバー）、柳沢亮太（SUPER BEAVER）、亀本寛貴（GLIM SPANKY） 〈VTR出演〉 GLAY                                                                 | 無し                                                                                         | 無し                                                                                         | ○                                                                                   | ○                                                                                   | ○                                                                                   | ○                                                                                   | ○                                                                                   |                                                                                     |
| 424                                                                                 | 11月10日                                                                            | 【ミュージシャンの裏トーク企画!!】 小渕健太郎（コブクロ）、柳沢亮太、大橋卓弥（スキマスイッチ）、日食なつこ                                                                                                 | 無し                                                                                         | 無し                                                                                         | ○                                                                                   | ○                                                                                   | ○                                                                                   | ○                                                                                   | ○                                                                                   |                                                                                     |
| 425                                                                                 | 11月17日                                                                            | 【デビュー35周年 東京スカパラダイスオーケストラ特集!!】 東京スカパラダイスオーケストラ、ヒャダイン | ×東京スカパラダイスオーケストラ 「メモリー・バンド」                                         | 「メモリー・バンド」 Vo.横山、Vo.村上、Vo.丸山、Vo.安田、Vo.大倉                             | ○                                                                                   | ○                                                                                   | ○                                                                                   | ○                                                                                   | ○                                                                                   |                                                                                     |
| 426                                                                                 | 11月24日                                                                            | 【コラボ特集】 ハナレグミ、秦基博、iri | 無し                                                                                         | 無し                                                                                         | ○                                                                                   | ○                                                                                   | ○                                                                                   | ○                                                                                   | ○                                                                                   |                                                                                     |
| 427                                                                                 | 12月1日                                                                             | 【結成25周年 Perfume特集！】 Perfume、真鍋大度、影山優佳 〈VTR出演〉 MIKIKO | 無し                                                                                         | 無し                                                                                         | ○                                                                                   | ○                                                                                   | ○                                                                                   | ○                                                                                   | ○                                                                                   |                                                                                     |
| 428                                                                                 | 12月15日                                                                            | 【プロたちからオファーが絶えないトッププレイヤーたちが大集合！】 新井和輝、Rei、江﨑文武、石若駿（MILLENNIUM PARADE、CRCK/LCKS）                                                                            | 無し                                                                                         | 無し                                                                                         | ○                                                                                   | ○                                                                                   | ○                                                                                   | ○                                                                                   | ○                                                                                   |                                                                                     |

### 2025年
| 2025年 合計放送回数：29回 ゴールデンSP：1回 傑作選：1回 | 2025年 合計放送回数：29回 ゴールデンSP：1回 傑作選：1回 | 2025年 合計放送回数：29回 ゴールデンSP：1回 傑作選：1回 | 2025年 合計放送回数：29回 ゴールデンSP：1回 傑作選：1回 | 2025年 合計放送回数：29回 ゴールデンSP：1回 傑作選：1回 | 2025年 合計放送回数：29回 ゴールデンSP：1回 傑作選：1回 | 2025年 合計放送回数：29回 ゴールデンSP：1回 傑作選：1回 | 2025年 合計放送回数：29回 ゴールデンSP：1回 傑作選：1回 | 2025年 合計放送回数：29回 ゴールデンSP：1回 傑作選：1回 | 2025年 合計放送回数：29回 ゴールデンSP：1回 傑作選：1回 | 2025年 合計放送回数：29回 ゴールデンSP：1回 傑作選：1回 |
| 回                                                      | 放送日                                                  | ゲスト | セッション                                              | セッション参加メンバー                                  | トーク参加メンバー                                      | トーク参加メンバー                                      | トーク参加メンバー                                      | トーク参加メンバー                                      | トーク参加メンバー                                      | 備考                                                    |
| 回                                                      | 放送日                                                  | ゲスト | セッション                                              | セッション参加メンバー                                  | 横山                                                    | 村上                                                    | 丸山                                                    | 安田                                                    | 大倉                                                    | 備考                                                    |
| ------------------------------------------------------- | ------------------------------------------------------- | --- | ------------------------------------------------------- | ------------------------------------------------------- | ------------------------------------------------------- | ------------------------------------------------------- | ------------------------------------------------------- | ------------------------------------------------------- | ------------------------------------------------------- | ------------------------------------------------------- |
| 429                                                     | 1月12日                                                 | 【プロが選ぶ年間マイベスト10】 いしわたり淳治、蔦谷好位置、川谷絵音（ゲスの極み乙女、indigo la End）、上白石萌歌 | 無し                                                    | 無し                                                    | ○                                                       | ○                                                       | ○                                                       | ○                                                       | ○                                                       |                                                         |
| 430                                                     | 1月19日                                                 | 【"プロが選ぶ年間マイベスト10曲"後半戦!!】 （第429回の続き） | 無し                                                    | 無し                                                    | ○                                                       | ○                                                       | ○                                                       | ○                                                       | ○                                                       |                                                         |
| 431                                                     | 1月26日                                                 | 【プロが選ぶ年間マイベスト10 ダンス編!!】 TAKAHIRO、s**t kingz、yurinasia | 無し                                                    | 無し                                                    | ○                                                       | ○                                                       | ○                                                       | ○                                                       | ○                                                       |                                                         |
| 432                                                     | 2月2日                                                  | 【今年結成36年を迎えたLUNA SEA特集！】 松岡充（SOPHIA）、NOBUYA（ROTTENGRAFFTY）、菅原卓郎（9mm Parabellum Bullet） 〈VTR出演〉 LUNA SEA | 無し                                                    | 無し                                                    | ○                                                       | ○                                                       | ○                                                       | ○                                                       | ○                                                       |                                                         |
| 433                                                     | 2月9日                                                  | 【プロが持ち込み！プレゼン企画！】 KenKen（RIZE）、Yaffle、ヨコタシンノスケ（キュウソネコカミ） | 無し                                                    | 無し                                                    | ○                                                       | ○                                                       | ○                                                       | ○                                                       | ○                                                       |                                                         |
| 434                                                     | 2月16日                                                 | 【ハモリがスゴい名曲特集!!】 Little Glee Monster、吉田圭介（INSPi）、植松陽介 | 無し                                                    | 無し                                                    | ○                                                       | ○                                                       | ○                                                       | ○                                                       | ○                                                       |                                                         |
| 435                                                     | 2月23日                                                 | 【世界で活躍する若手クラシックスター特集!!】 角野隼斗（Penthouse）、児玉隼人、辻彩奈、上野通明、最上峰行 | 無し                                                    | 無し                                                    | ○                                                       | ○                                                       | ○                                                       | ○                                                       | ○                                                       |                                                         |
| 436                                                     | 3月2日                                                  | 【デビュー25周年 AI特集!!】 AI、EXILE ATSUSHI（EXILE）、DABO 〈アンケート出演〉 Awich、久保田利伸、RIEHATA、UTA | 無し                                                    | 無し                                                    | ○                                                       | ○                                                       | ○                                                       | ○                                                       | ○                                                       |                                                         |
| 437                                                     | 3月9日                                                  | 【プロが注目するアーティスト特集!!】 Aooo、TOMOO、柴田聡子 | 無し                                                    | 無し                                                    | ○                                                       | ○                                                       | ○                                                       | ○                                                       | ○                                                       |                                                         |
| SP                                                      | 3月16日                                                 | 傑作選【EIGHT-JAM ゴールデンSP目前！】 （総集編の放送） ゴールデンSP第6回のゲスト | －                                                      | －                                                      | －                                                      | －                                                      | －                                                      | －                                                      | －                                                      | [ 注 94 ]                                               |
| 438                                                     | 3月16日                                                 | 【ゴールデンSP直前企画「プロ厳選!!歌唱がスゴいアーティスト総まとめ」】 （総集編の放送） ゴールデンSP第5回、第373、375、398回のゲスト | －                                                      | －                                                      | －                                                      | －                                                      | －                                                      | －                                                      | －                                                      |                                                         |
| SP                                                      | 3月19日(水)                                             | ゴールデン3時間半スペシャル（第7回） 【昭和・平成・令和50年分総決算！プロが選んだ"あのアーティストのこの歌唱がスゴい"最強名曲ベスト100】 ヒャダイン 〈アンケート出演〉 「#ゴールデンSP（第7回）」を参照。                                                                          | 無し                                                    | 無し                                                    | ○                                                       | ○                                                       | ○                                                       | ○                                                       | ×                                                       | [ 注 95 ]                                               |
| 439                                                     | 3月23日                                                 | 【ディズニー音楽特集】 清塚信也、伊東えり、島津綾乃、アイナ・ジ・エンド | 無し                                                    | 無し                                                    | ○                                                       | ○                                                       | ○                                                       | ○                                                       | ○                                                       |                                                         |
| 440                                                     | 3月30日                                                 | 【日本を代表するバンド サザンオールスターズを2週に渡って大特集!!】 水野良樹（いきものがかり）、みの、片山敦夫、曽我淳一 〈VTR出演〉 桑田佳祐（サザンオールスターズ） 〈アンケート出演〉 Awich、家入レオ、本間昭光、佐藤栄太郎（indigo la End）、NAOKI（LOVE PSYCHEDELICO）、斎藤誠 | 無し                                                    | 無し                                                    | ○                                                       | ○                                                       | ○                                                       | ○                                                       | ×                                                       |                                                         |
| 441                                                     | 4月6日                                                  | 【サザンオールスターズ特集 完結編！】 （第440回の続き） | 無し                                                    | 無し                                                    | ○                                                       | ○                                                       | ○                                                       | ○                                                       | ×                                                       |                                                         |
| 442                                                     | 4月13日                                                 | 【令和の最新アイドル特集!!】 ヒャダイン、もふくちゃん、槙田紗子、木村ミサ | 無し                                                    | 無し                                                    | ○                                                       | ○                                                       | ○                                                       | ○                                                       | ○                                                       |                                                         |
| 443                                                     | 4月20日                                                 | 【令和の名イントロ特集!!】 本間昭光、川谷絵音、KOHD、GRP | 無し                                                    | 無し                                                    | ○                                                       | ○                                                       | ○                                                       | ○                                                       | ○                                                       |                                                         |
| 444                                                     | 4月27日                                                 | 【世界的ピアニスト 上原ひろみ初登場!!】 上原ひろみ、レキシ、角野隼斗、茂木欣一（東京スカパラダイスオーケストラ） 〈アンケート出演〉 中村佳穂、新井和輝（King Gnu、MILLENNIUM PARADE）                                                                                              | 無し                                                    | 無し                                                    | ○                                                       | ○                                                       | ○                                                       | ○                                                       | ○                                                       |                                                         |
| 445                                                     | 5月4日                                                  | 【超貴重！ここでしか聞けない人気アーティストの未公開トーク】 （総集編&未公開シーンの放送） 第389、418、420、422、423、432回のゲスト | 無し                                                    | 無し                                                    | －                                                      | －                                                      | －                                                      | －                                                      | －                                                      |                                                         |
| 446                                                     | 5月11日                                                 | 【今だからこそ改めて沁みるさだまさしの名曲】 さだまさし、アフロ（MOROHA）、橋口洋平（wacci） 〈アンケート出演〉 上白石萌音 | 無し                                                    | 無し                                                    | ○                                                       | ○                                                       | ○                                                       | ○                                                       | ○                                                       |                                                         |
| 447                                                     | 5月18日                                                 | 【数々のヒット曲を生み出すトップアーティスト、星野源特集】 STUTS、imase、離婚伝説 〈VTR出演〉 星野源 〈アンケート出演〉 米津玄師、Ayase（YOASOBI）、Vaundy、三浦大知 | 無し                                                    | 無し                                                    | ○                                                       | ○                                                       | ○                                                       | ○                                                       | ○                                                       |                                                         |
| 448                                                     | 5月25日                                                 | 【ピアノボーカルの知られざるテクニックを解説】 藤井怜央（Omoinotake）、日食なつこ、さかいゆう | 無し                                                    | 無し                                                    | ○                                                       | ○                                                       | ×                                                       | ○                                                       | ○                                                       |                                                         |
| 449                                                     | 6月1日                                                  | 【ボーカル特集!!】 ØMI（三代目 J SOUL BROTHERS from EXILE TRIBE）、大野雄大（Da-iCE）、アイナ・ジ・エンド、今井マサキ | 無し                                                    | 無し                                                    | ○                                                       | ○                                                       | ×                                                       | ○                                                       | ○                                                       |                                                         |
| 450                                                     | 6月8日                                                  | 【今、ダンス界で話題の「Dリーグ」を徹底解説！】 TAKAHIRO、KADOKAWA DREAMS、CyberAgent Legit、Valuence INFINITIES、影山優佳 | 無し                                                    | 無し                                                    | ○                                                       | ○                                                       | ○                                                       | ×                                                       | ○                                                       |                                                         |
| 451                                                     | 6月15日                                                 | 【スゴ腕ベーシストが集結!!】 やまもとひかる（Aooo）、日向秀和（ストレイテナー、Nothing's Carved In Stone）、鳥越啓介 | 無し                                                    | 無し                                                    | ○                                                       | ○                                                       | ○                                                       | ○                                                       | ○                                                       |                                                         |
| 452                                                     | 6月22日                                                 | 【トラックメイカー特集!!】 STUTS、tofubeats、KM、影山優佳 | 無し                                                    | 無し                                                    | ○                                                       | ○                                                       | ○                                                       | ○                                                       | ○                                                       |                                                         |
| 453                                                     | 6月29日                                                 | 【Superfly特集!!】 越智志帆（Superfly）、いしわたり淳治、竹本健一、Ryo'LEFTY'Miyata 〈アンケート出演〉 吉岡聖恵（いきものがかり）、花村想太（Da-iCE） | 無し                                                    | 無し                                                    | ○                                                       | ○                                                       | ○                                                       | ○                                                       | ○                                                       |                                                         |
| 454                                                     | 7月6日                                                  | 【時代の最先端を生き抜いた高橋幸宏を特集】 本間昭光、川上つよし（東京スカパラダイスオーケストラ）、木村カエラ、ゴンドウトモヒコ（METAFIVE） 〈アンケート出演〉 細野晴臣、tofubeats、鈴木慶一                                                                                       | 無し                                                    | 無し                                                    | ○                                                       | ○                                                       | ○                                                       | ○                                                       | ○                                                       |                                                         |
| 455                                                     | 7月13日                                                 | 【今こそ語りたい!! BLANKEY JET CITY、THEE MICHELLE GUN ELEPHANT】 小林祐介（The Novembers、THE SPELLBOUND）、加藤隆志（東京スカパラダイスオーケストラ）、茂木欣一（東京スカパラダイスオーケストラ、フィッシュマンズ）                                                              | 無し                                                    | 無し                                                    | ○                                                       | ○                                                       | ○                                                       | ○                                                       | ○                                                       |                                                         |
| 456                                                     | 8月10日                                                 | 【J-POPが2025年に世界的ブームになる！およそ1年振りのアニソン特集！】 冨田明宏、林ゆうき、高尾奏音、松浦裕暁 | 無し                                                    | 無し                                                    | ○                                                       | ○                                                       | ○                                                       | ○                                                       | ○                                                       |                                                         |
| 457                                                     | 8月17日                                                 | 【番組では8年ぶり!!ドラム特集】 河村吉宏、伊吹文裕、YUNA | 無し                                                    | 無し                                                    | ○                                                       | ○                                                       | ○                                                       | ○                                                       | ○                                                       |                                                         |

## 特別編成放送
※総集編や再放送を除く。

### 『ミュージックステーション』コラボ企画
2019年12月27日（金曜日）、同局系列『ミュージックステーションウルトラSUPERLIVE』内にて、同番組との特別コラボ企画「生関ジャム」が放送された。
2020年12月25日（金曜日）、同局系列『ミュージックステーション ウルトラSUPER LIVE 2020』内にて、同番組との特別コラボ企画「ジャニーズ トンチキ名曲メドレー」が放送された。更に、同日の放送では、本番組に過去に出演した清塚信也、本間昭光、NAOTO、Reiが、関ジャニ∞の通常のサポートバンド共に同日限りの「関ジャムSPバンド」を結成し、関ジャニ∞と共に「Re:LIVE」を披露した。

### ゴールデンSP
第2回以降のランキングは、各アンケート回答者が、各テーマに沿った楽曲から規定曲数を選出し、ポイント制で、各選者のポイントを総合して作成している。

#### 第1回（2020年7月29日）
番組初となるゴールデン帯および2時間スペシャルが放送された。
尚、通常放送の日曜23時からではなく、水曜20時からの放送となった。
放送内容（第1回）
「ジャニーズのライブって何がすごいのか?」
「アーティストやジャニーズメンバーが選ぶ、歴代ジャニーズNo.1ソングを発表!」
放送日程（第1回）
2020年7月29日（水曜日）20:00 - 21:48（JST）

#### 第2回（2021年3月3日）
番組史上2回目となるゴールデン帯および2時間スペシャルが放送された。
尚、前回同様、通常の日曜23時からではなく、水曜18時45分からの放送となった。
放送内容（第2回）
「関ジャムJ-POP 20年史 プロが選んだ最強のJ-POPベスト30」
放送日程（第2回）
2021年3月3日（水曜日）18:45 - 20:54（JST）
ランキング選者（第2回：48人）
あ行
- Ayase（YOASOBI）、石崎ひゅーい、いしわたり淳治、今井マサキ、岩崎太整、AAAMYYY（Tempalay）、Ovall（Shingo Suzuki、mabanua、関口シンゴ）、岡崎体育、小倉しんこう、押尾コータロー

か行
- 加藤いづみ、Carlos K.、河田総一郎（Soulife）、Kan Sano、鬼龍院翔（ゴールデンボンバー）、草野華余子、ゴスペラーズ（村上てつや、黒沢薫、酒井雄二、北山陽一、安岡優）

さ行
- さかいゆう、zopp

た行
- 多保孝一、堂島孝平

な行
- NAOTO、西寺郷太（NONA REEVES）、日食なつこ

は行
- ピエール中野（凛として時雨）HIDE（GReeeeN）、ヒャダイン、本間昭光

ま行
- Michael Kaneko、松尾潔、松隈ケンタ、松本良喜、Mayu Wakisaka、丸谷マナブ、水野良樹（いきものがかり）、彌勒忠史、もふくちゃん

や行
- 保本真吾、山本加津彦、谷中敦（東京スカパラダイスオーケストラ）、横山裕章、吉澤嘉代子

#### 第3回（2021年10月27日）
番組史上3回目となるゴールデン帯および2時間スペシャルが放送された。
尚、前回までと同様、通常の日曜23時からではなく、水曜19時からの放送となった。
放送内容（第3回）
「関ジャムJ-POP史 プロが選ぶ 豪華アーティスト9組の最強ベスト10」
放送日程（第3回）
2021年10月27日（水曜日）19:00 - 20:54（JST）
ランキング選者（第3回：56人）
あ行
- 家入レオ、石崎ひゅーい、いしわたり淳治、今井マサキ、岩崎太整、AAAMYYY（Tempalay）、大石昌良、大橋トリオ、Ovall（Shingo Suzuki、mabanua、関口シンゴ）、岡嶋かな多、小倉しんこう、押尾コータロー

か行
- Carlos K.、河田総一郎（Soulife）、清塚信也、鬼龍院翔（ゴールデンボンバー）、草野華余子、小出祐介（Base Ball Bear）、ゴスペラーズ（黒沢薫、酒井雄二、村上てつや、安岡優）

さ行
- GRP、島田昌典、syudou、JUVENILE、Shingo Suzuki、関口シンゴ、zopp

た行
- 多田慎也、ちゃんMARI（ゲスの極み乙女。）

な行
- 長屋晴子（緑黄色社会）、日食なつこ

は行
- バグベア（こぎみいい、ここみらい）、はっとり（マカロニえんぴつ）、ピエール中野（凛として時雨）、HIDE（GReeeeN）、ヒャダイン、本間昭光

ま行
- Michael Kaneko、松尾潔、松隈ケンタ、mabanua、Mayu Wakisaka、丸谷マナブ、水野良樹（いきものがかり）、宮野弦士、彌勒忠史、MUTEKI DEAD SNAKE、MEG.ME、もふくちゃん

や行
- 保本真吾、山本加津彦、優里、YUMIKO、横山裕章、吉澤嘉代子

#### 第4回（2022年5月6日）
番組史上4回目となるゴールデン帯および2時間スペシャルが放送された。
ゴールデンSPでは初の金曜20時からの放送となった。
放送内容（第4回）
「関ジャムJ-POP史 令和に活躍する若手アーティストが選ぶ 最強平成ソングベスト30」
放送日程（第4回）
2022年5月6日（金曜日）20:00 - 21:48（JST）
ランキング選者（第4回：48人）
あ行
- アイナ・ジ・エンド（BiSH）、秋山黄色、Anly、家入レオ、井上苑子、iri、Aimer、Awesome City Club（atagi、PORIN）、大橋莉子、大原櫻子

か行
- 神はサイコロを振らない（柳田周作、吉田喜一、桐木岳貢、黒川亮介）、kiki vivi lily、くじら、Kroi（内田怜央、長谷部悠生、関将典、益田英知、千葉大樹）

さ行
- さとうもか、syudou、新東京（杉田春音、田中利幸、保田優真、大蔵リンタロウ）

た行
- 竹中雄大（Novelbright）、谷口鮪（KANA-BOON）、ちゃんみな、Tina Moon

な行
- 長屋晴子（緑黄色社会）

は行
- Vaundy、バグベア（こぎみいい、ここみらい）、baratti（Nagie Lane）、ハラミちゃん

ま行
- 三船雅也（ROTH BART BARON）、向井太一

や行
- yama、ヤバイTシャツ屋さん（こやまたくや、しばたありぼぼ、もりもりもと）、やまもとひかる、吉澤嘉代子

ら行
- Rin音、Rei

#### 第5回（2023年6月9日）
番組史上5回目となるゴールデン帯および2時間スペシャルが放送された。
ゴールデンSP第4回と同様に金曜20時からの放送となった。
放送内容（第5回）
「関ジャムJ-POP史 歌のプロが選ぶとにかく歌唱がスゴいアーティスト20人!!」

放送日程（第5回）
2023年6月9日（金曜日）20:00 - 21:48（JST）

ランキング選者（第5回：37人）
あ行
- アイナ・ジ・エンド（BiSH）、Ado、家入レオ、今井マサキ、iri、植松陽介、岡野昭仁（ポルノグラフィティ）、Awesome City Club（atagi、PORIN）

か行
- 川崎鷹也、北村匠海（DISH//）、CHEMISTRY（川畑要、堂珍嘉邦）、ゴスペラーズ（黒沢薫、酒井雄二、安岡優）、小渕健太郎（コブクロ）

さ行
- 渋谷龍太（SUPER BEAVER）

な行
- 仲宗根泉（HY）、Nagie Lane（baratti、mayu、mikako、keiji）、新妻聖子

は行
- 橋口洋平（wacci）、元ちとせ、秦基博

ま行
- Ms.OOJA、彌勒忠史、May J.

や行
- yama、YURI、吉岡聖恵（いきものがかり）、吉岡悠歩

ら行
- Little Glee Monster（かれん、miyou）、ルンヒャン

#### 第6回（2024年10月9日）
タイトルが『EIGHT-JAM』に改題後初であり、『関ジャム』から通算で6回目となるゴールデン帯および3時間スペシャルが放送された。
放送内容（第6回）
「昭和・平成・令和50年分総決算！音楽のプロが選んだ最強サビ名曲ベスト100」

放送日程（第6回）
2024年10月9日（水曜日）19時 - 21時54分

ランキング選者（第6回：52人）
あ行
- アイナ・ジ・エンド、石崎ひゅーい、いしわたり淳治、今井マサキ、imase、AAAMYYY（Tempalay）、Awesome City Club（atagi、PORIN）、大橋卓弥（スキマスイッチ）、Ovall（Shingo Suzuki、mabanua、関口シンゴ）

か行
- 神はサイコロを振らない（柳田周作、吉田喜一、桐木岳貢、黒川亮介）、川崎鷹也、川谷絵音（ゲスの極み乙女、indigo la End）、川畑要（CHEMISTRY）、キタニタツヤ、北村匠海（DISH//）、清塚信也、くじら、ゴスペラーズ（黒沢薫、酒井雄二、村上てつや、安岡優）、小渕健太郎（コブクロ）

さ行
- さとうもか、渋谷龍太（SUPER BEAVER）、syudou

た行
- 竹中雄大（Novelbright）、谷口鮪（KANA-BOON）、寺岡呼人（カーリングシトーンズ、Rockon Social Club）

な行
- 仲宗根泉（HY）、新妻聖子

は行
- 橋口洋平（wacci）、元ちとせ、秦基博、はっとり（マカロニえんぴつ）、ヒャダイン、本間昭光

ま行
- 丸谷マナブ、彌勒忠史

や行
- yama、水野良樹（いきものがかり）

ら行
- Little Glee Monster（アサヒ、かれん、MAYU、ミカ、miyou、結海）

#### 第7回（2025年3月19日）
通算で7回目となるゴールデン帯および3時間半スペシャルが放送された。
放送内容（第7回）
「昭和・平成・令和50年分総決算！プロが選んだ"あのアーティストのこの歌唱がスゴい"最強名曲ベスト100」

放送日程（第7回）
2025年3月19日（水曜日）18時30分 - 21時54分

ランキング選者（第7回：51人）
あ行
- アイナ・ジ・エンド、Ado、今井マサキ、imase、iri、AAAMYYY（Tempalay）、小倉しんこう、Ovall（Shingo Suzuki、mabanua）

か行
- 河田総一郎（Soulife）、川谷絵音、北村匠海（DISH//）、清塚信也、草野華余子、くじら、ゴスペラーズ（村上てつや、黒沢薫、酒井雄二、安岡優）

さ行
- syudou、菅原卓郎（9mm Parabellum Bullet）

た行
- Da-iCE（大野雄大、花村想太）、高橋優、寺岡呼人（カーリングシトーンズ、Rockon Social Club）、Toshl（X JAPAN）

な行
- 仲宗根泉（HY）、中村泰輔（THE BLACKBAND）、Nagie Lane（baratti、mayu）、新妻聖子

は行
- 橋口洋平（wacci）、元ちとせ、秦基博、ヒャダイン、本間昭光

ま行
- Mayu Wakisaka、丸谷マナブ、彌勒忠史、May J.

や行
- 柳田周作（神はサイコロを振らない）、yama、山本加津彦、ヨコタシンノスケ（キュウソネコカミ）

ら行
- Little Glee Monster（アサヒ、かれん、MAYU、ミカ、miyou、結海）

## 主催フェス

### 関ジャムFES
- 2019年10月12日、幕張メッセ（中止[注 100]）[18]
- 2021年9月26日、幕張メッセ[20][21]

### EIGHT-JAM FES
- 2024年6月21日 - 23日、さいたまスーパーアリーナ[22]

## プロが選ぶ年間マイベスト10
- 2017年・2018年のみ上半期ベスト5を実施[80][81]。
- 2024年は初めてダンス編を実施[82]。

### 2016年（ランキング）
| 順位                | 楽曲                        | アーティスト           |
| いしわたり淳治 選出 | いしわたり淳治 選出         | いしわたり淳治 選出    |
| ------------------- | --------------------------- | ---------------------- |
| 1位                 | Have a nice day             | 西野カナ               |
| 2位                 | みんながみんな英雄          | AI                     |
| 3位                 | 前前前世                    | RADWIMPS               |
| 4位                 | STAY TUNE                   | Suchmos                |
| 5位                 | 蝶々結び                    | Aimer                  |
| 6位                 | ラヴ・イズ・オーヴァー      | JUJU                   |
| 7位                 | PERFECT HUMAN               | RADIO FISH             |
| 8位                 | 金の愛、銀の愛              | SKE48                  |
| 9位                 | 魔法って言っていいかな?     | 平井堅                 |
| 10位                | My Boo                      | 清水翔太               |
| 蔦谷好位置 選出     |                             |                        |
| 1位                 | なんでもないや              | RADWIMPS               |
| 2位                 | Die Young                   | KOHH                   |
| 3位                 | 鯨の唄                      | Mrs. GREEN APPLE       |
| 4位                 | リッケンバッカー            | リーガルリリー         |
| 5位                 | majority blues              | チャットモンチー       |
| 6位                 | No Problem                  | チャンス・ザ・ラッパー |
| 7位                 | In My Face                  | SALU                   |
| 8位                 | C'est la vie feat. 七尾旅人 | Kan Sano               |
| 9位                 | LOSER                       | 米津玄師               |
| 10位                | はきだめの愛                | T字路s                 |
| tofubeats 選出      |                             |                        |
| 1位                 | PPAP                        | ピコ太郎               |
| 2位                 | 24K Magic                   | ブルーノ・マーズ       |
| 3位                 | 道                          | 宇多田ヒカル           |
| 4位                 | 真夏の通り雨                | 宇多田ヒカル           |
| 5位                 | Shut Up & Groove            | Heize                  |
| 6位                 | Cry & Fight                 | 三浦大知               |
| 7位                 | Don't Touch My Hair         | ソランジュ             |
| 8位                 | 恋                          | 星野源                 |
| 9位                 | Luv U Tokio                 | METAFIVE               |
| 10位                | サイレントマジョリティー    | 欅坂46                 |

### 2017年（ランキング）
| 順位                | 楽曲                                | アーティスト           |
| いしわたり淳治 選出 | いしわたり淳治 選出                 | いしわたり淳治 選出    |
| ------------------- | ----------------------------------- | ---------------------- |
| 1位                 | 魔法のように                        | SHISHAMO               |
| 2位                 | フラレガイガール                    | さユり                 |
| 3位                 | Let It Out                          | DYGL                   |
| 4位                 | お弁当ばこの歌〜あなたへのお手紙〜  | 半﨑美子               |
| 5位                 | 美しい棘                            | GLIM SPANKY            |
| 蔦谷好位置 選出     |                                     |                        |
| 1位                 | Loser                               | 長渕剛                 |
| 2位                 | 目抜き通り                          | 椎名林檎とトータス松本 |
| 3位                 | 始まりの朝                          | Official髭男dism       |
| 4位                 | イト                                | クリープハイプ         |
| 5位                 | わがまま                            | evening cinema         |
| tofubeats 選出      |                                     |                        |
| 1位                 | LOYALTY. FT. RIHANNA                | ケンドリック・ラマー   |
| 2位                 | Made In China                       | Higher Brothers        |
| 3位                 | 後悔                                | 柴田聡子               |
| 4位                 | Escape To The Paradise              | ゆるふわギャング       |
| 5位                 | Palette (Feat. G-DRAGON of BIGBANG) | IU                     |

| 順位                | 楽曲                   | アーティスト        |
| いしわたり淳治 選出 | いしわたり淳治 選出    | いしわたり淳治 選出 |
| ------------------- | ---------------------- | ------------------- |
| 1位                 | 呼吸                   | 菅田将暉            |
| 2位                 | TT                     | TWICE               |
| 3位                 | 魔法のように           | SHISHAMO            |
| 4位                 | 避雷針                 | 欅坂46              |
| 5位                 | 少しでいいから殴らせて | DADARAY             |
| 6位                 | 残ってる               | 吉澤嘉代子          |
| 7位                 | ステップアップLOVE     | DAOKO×岡村靖幸      |
| 8位                 | おとなの掟             | Doughnuts Hole      |
| 9位                 | 君はロックを聴かない   | あいみょん          |
| 10位                | ルポルタージュ         | 高橋優              |
| 蔦谷好位置 選出     |                        |                     |
| 1位                 | 灰色と青(+菅田将暉)    | 米津玄師            |
| 2位                 | Tell Me Baby           | Official髭男dism    |
| 3位                 | ノンフィクション       | 平井堅              |
| 4位                 | 残ってる               | 吉澤嘉代子          |
| 5位                 | 君はセクシー           | 奇妙礼太郎          |
| 6位                 | Best Paet Of Us        | AmPm                |
| 7位                 | 愛を伝えたいだとか     | あいみょん          |
| 8位                 | Space Brothers         | MAHBIE              |
| 9位                 | Cho Wavy De Gomenne    | JP THE WAVY         |
| 10位                | 絶対君じゃ嫌なんだ     | SEVENTEEN AGAiN     |

### 2018年（ランキング）
| 順位                | 楽曲                           | アーティスト         |
| いしわたり淳治 選出 | いしわたり淳治 選出            | いしわたり淳治 選出  |
| ------------------- | ------------------------------ | -------------------- |
| 1位                 | どーん!とやってこい、ダイスケ! | 竹原ピストル         |
| 2位                 | 初恋                           | 宇多田ヒカル         |
| 3位                 | 拝啓、少年よ                   | Hump Back            |
| 4位                 | やめちまぇ!                    | 湘南乃風             |
| 5位                 | ドラえもん                     | 星野源               |
| 蔦谷好位置 選出     |                                |                      |
| 1位                 | 陽炎 -movie version-           | サカナクション       |
| 2位                 | comrade feat.三浦大知          | SOIL&"PIMP"SESSIONS  |
| 3位                 | Siren                          | 向井太一             |
| 4位                 | FAKE LOVE                      | BTS(防弾少年団)      |
| 5位                 | Kawasaki Drift                 | BAD HOP              |
| mabanua 選出        |                                |                      |
| 1位                 | 祝日                           | カネコアヤノ         |
| 2位                 | ドラえもん                     | 星野源               |
| 3位                 | Everybody Wants to Be Famous   | スーパーオーガニズム |
| 4位                 | Coincidence                    | KID FRESINO          |
| 5位                 | 陽炎 -movie version-           | サカナクション       |

| 順位                | 楽曲                          | アーティスト                                 |
| いしわたり淳治 選出 | いしわたり淳治 選出           | いしわたり淳治 選出                          |
| ------------------- | ----------------------------- | -------------------------------------------- |
| 1位                 | かわE                         | ヤバイTシャツ屋さん                          |
| 2位                 | メトロ                        | JUJU×松尾潔×小林武史                         |
| 3位                 | 初恋                          | 宇多田ヒカル                                 |
| 4位                 | This Is Me                    | Keala Settle & The Greatest Showman Ensemble |
| 5位                 | ちいさな英雄                  | 木村カエラ                                   |
| 6位                 | 平成の男                      | 清竜人                                       |
| 7位                 | あなたとトゥラッタッタ♪       | DREAMS COME TRUE                             |
| 8位                 | 悲しみのそばに                | Hump Back                                    |
| 9位                 | 別の人の彼女になったよ        | wacci                                        |
| 10位                | 花火の魔法                    | 杏沙子                                       |
| 蔦谷好位置 選出     |                               |                                              |
| 1位                 | 飛行船                        | 三浦大知                                     |
| 2位                 | きっとね!                     | 中村佳穂                                     |
| 3位                 | Pop Virus                     | 星野源                                       |
| 4位                 | ほころびごっこ                | indigo la End                                |
| 5位                 | まっしろ                      | ビッケブランカ                               |
| 6位                 | Prayer X                      | King Gnu                                     |
| 7位                 | どうしよう                    | Tempalay                                     |
| 8位                 | わたしを離さないで            | Have a Nice Day!                             |
| 9位                 | 脳裏上のクラッカー            | ずっと真夜中でいいのに。                     |
| 10位                | HONEY                         | RIRI                                         |
| mabanua 選出        |                               |                                              |
| 1位                 | You May They                  | 中村佳穂                                     |
| 2位                 | BUDDY feat. PUNPEE            | BIM                                          |
| 3位                 | ボーイズ&ガールズ             | ASIAN KUNG-FU GENERATION                     |
| 4位                 | thank u, next                 | アリアナ・グランデ                           |
| 5位                 | Psycho ft. Ty Dolla $ign      | ポスト・マローン                             |
| 6位                 | FUNNY GOLD                    | Suchmos                                      |
| 7位                 | 青と夏                        | Mrs. GREEN APPLE                             |
| 8位                 | La Di Da (The Internet Cover) | WONK feat. MALIYA                            |
| 9位                 | どうしよう                    | Tempalay                                     |
| 10位                | All The Stars                 | ケンドリック・ラマー, SZA                    |

### 2019年（ランキング）
| 順位                | 楽曲                         | アーティスト            |
| いしわたり淳治 選出 | いしわたり淳治 選出          | いしわたり淳治 選出     |
| ------------------- | ---------------------------- | ----------------------- |
| 1位                 | us                           | milet                   |
| 2位                 | だっせー恋ばっかしやがって   | 忘れらんねえよ          |
| 3位                 | キスだけで feat.あいみょん   | 菅田将暉                |
| 4位                 | 愛にできることはまだあるかい | RADWIMPS                |
| 5位                 | ロマンチシズム               | Mrs. GREEN APPLE        |
| 6位                 | ズルいよ ズルいね            | =LOVE                   |
| 7位                 | 兵、走る                     | B'z                     |
| 8位                 | 未来になれなかったあの夜に   | amazarashi              |
| 9位                 | HAPPY BIRTHDAY               | back number             |
| 10位                | だらん                       | 槇原敬之                |
| 蔦谷好位置 選出     |                              |                         |
| 1位                 | Pretender                    | Official髭男dism        |
| 2位                 | あなただけ                   | 長谷川白紙              |
| 3位                 | 遠視のコントラルト           | 君島大空                |
| 4位                 | inside you                   | milet                   |
| 5位                 | Face My Fears                | 宇多田ヒカル & Skrillex |
| 6位                 | Do you remember?             | 宮本浩次                |
| 7位                 | Blanco                       | Omoinotake              |
| 8位                 | sabotage                     | 緑黄色社会              |
| 9位                 | 東へ西へ                     | iri                     |
| 10位                | RIDING ON TIME               | YOSHI                   |
| mabanua 選出        |                              |                         |
| 1位                 | 愛にできることはまだあるかい | RADWIMPS                |
| 2位                 | bad guy                      | ビリー・アイリッシュ    |
| 3位                 | 宿命                         | Official髭男dism        |
| 4位                 | あなただけ                   | 長谷川白紙              |
| 5位                 | 忘れられないの               | サカナクション          |
| 6位                 | Memories                     | マルーン5               |
| 7位                 | Kill This Love               | BLACKPINK               |
| 8位                 | A Paper Dream                | DYGL                    |
| 9位                 | Pool                         | SIRUP                   |
| 10位                | Church feat. EARTHGANG       | Samm Henshaw            |

### 2020年（ランキング）
| 順位                | 楽曲                            | アーティスト             |
| いしわたり淳治 選出 | いしわたり淳治 選出             | いしわたり淳治 選出      |
| ------------------- | ------------------------------- | ------------------------ |
| 1位                 | ハルジオン                      | YOASOBI                  |
| 2位                 | 何なんw                         | 藤井風                   |
| 3位                 | パレード                        | MIZ                      |
| 4位                 | 浮気されたけどまだ好きって曲。  | りりあ。                 |
| 5位                 | Make you happy                  | NiziU                    |
| 6位                 | ボイスメモ No.5                 | ちゃんみな               |
| 7位                 | ラブアース                      | 50TA                     |
| 8位                 | 背中合わせ                      | GOOD ON THE REEL         |
| 9位                 | ポケットからきゅんです!         | ひらめ                   |
| 10位                | サーチライト                    | 秋山黄色                 |
| 蔦谷好位置 選出     |                                 |                          |
| 1位                 | 極彩 \| IGL(S)                  | ROTH BART BARON          |
| 2位                 | 大東京万博                      | Tempalay                 |
| 3位                 | Heaven's Drive feat. vividboooy | (sic)boy、KM             |
| 4位                 | HOPE                            | TENDRE                   |
| 5位                 | 優しさ                          | 藤井風                   |
| 6位                 | とろける                        | Lucky Kilimanjaro        |
| 7位                 | やさしいままで                  | never young beach        |
| 8位                 | One Day                         | Omoinotake               |
| 9位                 | The Moment                      | Ryohu                    |
| 10位                | nadja                           | どんぐりず               |
| 川谷絵音 選出       |                                 |                          |
| 1位                 | 罪の香り                        | 藤井風                   |
| 2位                 | 暗く黒く                        | ずっと真夜中でいいのに。 |
| 3位                 | 春を告げる                      | yama                     |
| 4位                 | melt bitter                     | さとうもか               |
| 5位                 | 3020                            | SuiseiNoboAz             |
| 6位                 | 群青                            | YOASOBI                  |
| 7位                 | マインド魂                      | どんぐりず               |
| 8位                 | Dingga                          | MAMAMOO                  |
| 9位                 | 不革命前夜                      | NEE                      |
| 10位                | ハニーメモリー                  | aiko                     |

### 2021年（ランキング）
| 順位                | 楽曲                                                               | アーティスト                |
| いしわたり淳治 選出 | いしわたり淳治 選出                                                | いしわたり淳治 選出         |
| ------------------- | ------------------------------------------------------------------ | --------------------------- |
| 1位                 | うっせぇわ                                                         | Ado                         |
| 2位                 | PINK BLOOD                                                         | 宇多田ヒカル                |
| 3位                 | drivers license                                                    | オリヴィア・ロドリゴ        |
| 4位                 | のびしろ                                                           | Creepy Nuts                 |
| 5位                 | 踊り子                                                             | Vaundy                      |
| 6位                 | 紫の夜を越えて                                                     | スピッツ                    |
| 7位                 | 愛を知るまでは                                                     | あいみょん                  |
| 8位                 | Coke and Mentos                                                    | セイレム・イリース          |
| 9位                 | Baby, it's you                                                     | YUKI                        |
| 10位                | セーラ☆ムン太郎                                                    | マハラージャン              |
| 蔦谷好位置 選出     |                                                                    |                             |
| 1位                 | アポトーシス                                                       | Official髭男dism            |
| 2位                 | 勿忘                                                               | Awesome City Club           |
| 3位                 | しわあわせ                                                         | Vaundy                      |
| 4位                 | Presence 全作品                                                    | STUTS & 松たか子 with 3exes |
| 5位                 | 爆ぜる色彩                                                         | 浦上想起                    |
| 6位                 | 太陽                                                               | ちゃんみな                  |
| 7位                 | Bada Bing Bada Boom feat. Zag [SO-SO REMIX]                        | Doul                        |
| 8位                 | ライムライト                                                       | 宗藤竜太                    |
| 9位                 | MUSIC                                                              | LEX                         |
| 10位                | New Day (feat. Swent William)                                      | kiki vivi lily              |
| Yaffle 選出         |                                                                    |                             |
| 1位                 | One Last Kiss                                                      | 宇多田ヒカル                |
| 2位                 | BLUE SOULS                                                         | A_o                         |
| 3位                 | GILA GILA feat. JP THE WAVY, YZERR                                 | Awich                       |
| 4位                 | Presence (feat. T-Pablow, Daichi Yamamoto, NENE, BIM, KID FRESINO) | STUTS & 松たか子 with 3exes |
| 5位                 | Balmy Life                                                         | Kroi                        |
| 6位                 | Stay (feat. LEX)                                                   | KM                          |
| 7位                 | My Moon (feat. ZIN)                                                | VivaOla                     |
| 8位                 | Chicken Street                                                     | Tina Moon                   |
| 9位                 | ××(check, check)                                                   | gato                        |
| 10位                | Cynical City                                                       | 新東京                      |

### 2022年（ランキング）
| 順位                | 楽曲                         | アーティスト         |
| いしわたり淳治 選出 | いしわたり淳治 選出          | いしわたり淳治 選出  |
| ------------------- | ---------------------------- | -------------------- |
| 1位                 | エジソン                     | 水曜日のカンパネラ   |
| 2位                 | 恋だろ                       | wacci                |
| 3位                 | ファジーサマー               | Lucky Kilimanjaro    |
| 4位                 | PAKU                         | asmi                 |
| 5位                 | 考え中                       | YONA YONA WEEKENDERS |
| 6位                 | 辛                           | 今市隆二             |
| 7位                 | Have a nice day              | imase                |
| 8位                 | ショック!                    | サカナクション       |
| 9位                 | i.d.m                        | idom                 |
| 10位                | Overdose                     | なとり               |
| 蔦谷好位置 選出     |                              |                      |
| 1位                 | 紫陽花                       | PEOPLE 1             |
| 2位                 | 灯台                         | Bialystocks          |
| 3位                 | PAKU                         | asmi                 |
| 4位                 | Habit                        | SEKAI NO OWARI       |
| 5位                 | アルバム『青二才』           | 和ぬか               |
| 6位                 | KICK BACK                    | 米津玄師             |
| 7位                 | MERA MERA                    | Mori Calliope        |
| 8位                 | tokyo feat.鈴木真海子, Skaai | yonawo               |
| 9位                 | エジソン                     | 水曜日のカンパネラ   |
| 10位                | Escape (feat. mimiko)        | 和久井沙良           |
| 佐藤千亜妃 選出     |                              |                      |
| 1位                 | ELEVEN                       | IVE                  |
| 2位                 | ミックスナッツ               | Official髭男dism     |
| 3位                 | 美人                         | ちゃんみな           |
| 4位                 | VENOM                        | Stray Kids           |
| 5位                 | エジソン                     | 水曜日のカンパネラ   |
| 6位                 | WA DA DA                     | Kep1er               |
| 7位                 | お茶                         | UA                   |
| 8位                 | POP!                         | NAYEON               |
| 9位                 | 太陽                         | a子                  |
| 10位                | BYE BYE                      | chilldspot           |

### 2023年（ランキング）
| 順位                | 楽曲                        | アーティスト                  |
| いしわたり淳治 選出 | いしわたり淳治 選出         | いしわたり淳治 選出           |
| ------------------- | --------------------------- | ----------------------------- |
| 1位                 | Super Ball                  | TOMOO                         |
| 2位                 | 命日                        | ちゃんみな                    |
| 3位                 | 真実                        | クリープハイプ                |
| 4位                 | アイドル                    | YOASOBI                       |
| 5位                 | 君がいて良かった!了解です。 | 虹のコンキスタドール          |
| 6位                 | Workin' Hard                | 藤井風                        |
| 7位                 | 指先ひとつで                | KIRINJI                       |
| 8位                 | スマイルあげない            | ano                           |
| 9位                 | ぼくらのまま                | ラッキーセベン                |
| 10位                | 接吻の手引き                | 乃紫                          |
| 蔦谷好位置 選出     |                             |                               |
| 1位                 | c r a z y                   | 君島大空                      |
| 2位                 | Grapefruit Moon             | TOMOO                         |
| 3位                 | 唱                          | Ado                           |
| 4位                 | river relief ft.崎山蒼志    | PAS TASTA                     |
| 5位                 | 人マニア / 重音テト         | 原口沙輔                      |
| 6位                 | THE UNION                   | Awich                         |
| 7位                 | Play                        | Enfants                       |
| 8位                 | X-GENE                      | XG                            |
| 9位                 | Makuhari                    | Bonbero, LANA, MFS, Watson    |
| 10位                | namique.                    | lilbesh ramko                 |
| 川谷絵音 選出       |                             |                               |
| 1位                 | 花                          | 藤井風                        |
| 2位                 | 翔け夜の匂い草              | betcover!!                    |
| 3位                 | sweet vertigo               | Laura day romance             |
| 4位                 | tradition                   | CHO CO PA CO CHO CO QUIN QUIN |
| 5位                 | おどる ひかり               | Cody・Lee (李)                |
| 6位                 | 愛が一層メロウ              | 離婚伝説                      |
| 7位                 | Undercurrent                | Khaki                         |
| 8位                 | Blizzard                    | Mrs. GREEN APPLE              |
| 9位                 | mother ship                 | bed                           |
| 10位                | Seven (feat. Latto)         | JUNG KOOK                     |

### 2024年（ランキング）
| 順位                | 楽曲                                 | アーティスト           |
| いしわたり淳治 選出 | いしわたり淳治 選出                  | いしわたり淳治 選出    |
| ------------------- | ------------------------------------ | ---------------------- |
| 1位                 | 眼差し                               | jo0ji                  |
| 2位                 | 恥ずかしいか青春は                   | 緑黄色社会             |
| 3位                 | 幾億光年                             | Omoinotake             |
| 4位                 | Floatin'                             | Nulbarich              |
| 5位                 | かくれんぼ                           | Awich                  |
| 6位                 | カルト                               | Tele                   |
| 7位                 | Beautiful Things                     | ベンソン・ブーン       |
| 8位                 | ガーリーボーイ                       | グソクムズ             |
| 9位                 | My Boy Only Breaks His Favorite Toys | テイラー・スウィフト   |
| 10位                | 波まかせ                             | AKASAKI                |
| 蔦谷好位置 選出     |                                      |                        |
| 1位                 | 満ちてゆく                           | 藤井風                 |
| 2位                 | きれいなおじさん                     | 井上園子               |
| 3位                 | サラダボウル                         | Aooo                   |
| 4位                 | 冥冥                                 | Chevon                 |
| 5位                 | この曲                               | ODD Foot Works         |
| 6位                 | 愛の唄                               | Myuk                   |
| 7位                 | Coming-of-age Story                  | ブランデー戦記         |
| 8位                 | Higher                               | luvis                  |
| 9位                 | 晴る                                 | ヨルシカ               |
| 10位                | 眼差し                               | jo0ji                  |
| 川谷絵音 選出       |                                      |                        |
| 1位                 | 満ちてゆく                           | 藤井風                 |
| 2位                 | エトセトラ                           | 大橋トリオ             |
| 3位                 | Bling-Bang-Bang-Born                 | Creepy Nuts            |
| 4位                 | 白い椅子                             | 柴田聡子               |
| 5位                 | Love 119 (Japanese Ver.)             | RIIZE                  |
| 6位                 | ライラック                           | Mrs. GREEN APPLE       |
| 7位                 | 発狂                                 | minako                 |
| 8位                 | 素直                                 | エルスウェア紀行       |
| 9位                 | しゅーぱーめるてぃらびゅふれーばー♡  | きゅるりんってしてみて |
| 10位                | 午後二時の通り雨                     | がらり                 |

| 順位            | 楽曲                                | アーティスト                   |
| TAKAHIRO 選出   | TAKAHIRO 選出                       | TAKAHIRO 選出                  |
| --------------- | ----------------------------------- | ------------------------------ |
| 1位             | ALL OUT                             | Valuence INFINITIES            |
| 2位             | Magnetic                            | ILLIT                          |
| 3位             | EMPIRE                              | Snow Man                       |
| 4位             | ONE                                 | KADOKAWA DREAMS                |
| 5位             | Maestro                             | SEVENTEEN                      |
| 6位             | yongchun（詠春）                    | －                             |
| 7位             | Masterplan                          | BE:FIRST                       |
| 8位             | BON                                 | Number_i                       |
| 9位             | フルーツバスケット                  | FRUITS ZIPPER                  |
| 10位            | チーム友達                          | 千葉雄喜                       |
| s**t kingz 選出 |                                     |                                |
| 1位             | Masterplan                          | BE:FIRST                       |
| 2位             | I wonder                            | Da-iCE                         |
| 3位             | WOKE UP                             | XG                             |
| 4位             | Pixelated World'                    | 三浦大知                       |
| 5位             | BON                                 | Number_i                       |
| 6位             | Boom Boom Bass                      | RIIZE                          |
| 7位             | Magnetic                            | ILLIT                          |
| 8位             | Little Foot Big Foot ft. Young Nudy | チャイルディッシュ・ガンビーノ |
| 9位             | Mamushi (feat. Yuki Chiba)          | メーガン・ザ・スタリオン       |
| 10位            | Maestro                             | SEVENTEEN                      |
| yurinasia 選出  |                                     |                                |
| 1位             | Masterplan                          | BE:FIRST                       |
| 2位             | MORECHAU                            | s**t kingz                     |
| 3位             | しなこワールド                      | しなこ                         |
| 4位             | SOMETHING AIN'T RIGHT               | XG                             |
| 5位             | POKÉDANCE                           | ななひら                       |
| 6位             | 能動                                | 三浦大知                       |
| 7位             | Last night (Guitar by Park Juwon)   | JEONGHAN × WONWOO              |
| 8位             | 僕は僕を好きになれない              | 櫻坂46                         |
| 9位             | Click                               | ME:I                           |
| 10位            | Vagi@                               | Geloomy                        |

## 受賞歴
- 放送批評懇談会「ギャラクシー賞」テレビ部門
  - 2016年2月度 月間賞[92]
    - 2016年2月28日放送分（#39）

  - 第53回（2015年度）奨励賞[93]
    - 2016年2月28日放送分（#39）

  - 2020年11月度 月間賞[94]
    - 2020年11月15日放送分（#253）[95]

  - 第58回（2020年度）奨励賞[96]
    - 2020年11月15日放送分（#253）

  - 2022年6月度 月間賞[97]
    - 2022年6月19日・26日放送分（#325・#326）[98]

  - 第60回（2022年度）奨励賞[99]
    - 2022年6月19日・26日放送分（#325・#326）

  - 2025年7月度 月間賞[100]
    - 2025年7月13日放送分（#455）

## スタッフ
- ナレーション：小野寺一歩
- 構成：そーたに、都築浩、樅野太紀、興津豪乃
- TM：大槻和也（以前はTD）
- TD（週替）：佐藤邦彦、千ヶ崎裕介（共に以前はカメラ）
- TD/カメラ（週替）：玉出康裕
- カメラ（週替）：大島秀一、宮本邦慶、吉武佑祐、樗木真弥
- 音声（週替）：中田孝也、恒川和
- 映像（週替）：鈴木太作、細谷公助、木島洋
- 照明（週替）：高須ちあき・池谷祐介・重藤貴志・吉原由樹（KYORITZ）
- 楽器：村林正博
- PA（週替）：久我洋平、中澤勇貴
- 美術（週替）：遠藤ゆか（テレビ朝日クリエイト、以前は美術進行）、井磧伸介（以前はデザイン兼務）
- デザイン：加藤由紀子
- 美術進行（週替）：三木晴加・柴田岳・山本和記（テレビ朝日クリエイト）
- 大道具（週替）：深谷浩之、昼間陽一、津賀裕太、安藤由衣、神谷直矢
- 電飾（週替）：松本未希、松木忠昭、笹木あおい
- 小道具：塚谷将朗
- 特効：釜田智志
- 装飾（週替）：宇都宮沙織、(有)フルール•ノンノン、武村沙織、島田祥子
- スタイリスト：袴田能生
- メイク：川口かつら
- EED（週替）：竹内敏雅・西巻勇樹（IMAGICA）
- MA（週替）：阿部哲也・秋山栄美子・相原希・安里佳乃（IMAGICA）、大形省一（TSP）
- 音効：波多野精二
- TK：安達真理
- CGデザイン：香川凌也
- 編成：村山良太・馬渕真太朗（共にテレビ朝日）
- 宣伝：山口萌（テレビ朝日）
- デスク：浅倉きよみ（一時期はAPを担当）
- 協力：東京オフラインセンター
- 制作協力：トップシーン、ビー・ブレーン
- AD（週替）：及川愛日、濱田理紗、齋藤花、池田千里、嶋倫子、鈴木利佳、山中幹太、清原雅弘、嶋倫子、池田千星
- AP：芦原真澄、藤原万穂（以前はAD）
- ディレクター：山崎智史、山本紗智子、松本博樹、細川顕、高尾あずみ、佐久間隆太、向川絵里奈（以前はAD）、山本結城
- プロデューサー：利根川広毅・田頭大輔（共にテレビ朝日、田頭→以前はディレクター）、上條昌樹（トップシーン）、太田兼仁（ビー・ブレーン）
- ゼネラルプロデューサー・演出：藤城剛（テレビ朝日、2024年10月20日 - 、以前はプロデューサー・演出）
- 制作：テレビ朝日ビジネスソリューション本部コンテンツ編成局第1制作部
- 制作著作：テレビ朝日

### 過去のスタッフ
- TM：福元昭彦（テレビ朝日）
- 美術進行：小笠原吾郎（テレビ朝日クリエイト）
- 小道具：西原枝里
- CGデザイン：横井勝、菅澤英子
- 編成：船引貴史・池田佐和子・谷山沙要・瀧川恵・山本文隆・田中真由子・秋谷祥加・新谷拓也・泉良樹・安倍旭紘・宇喜多宏美（全員テレビ朝日）
- 宣伝：吉原智美（テレビ朝日）
- WEB：里見諒
- CBC：出口智浩（テレビ朝日）
- デスク：岩野美保
- 事務所協力：ジャニーズ事務所
- AP：近藤尚、上野洋輔
- ディレクター：芦田太郎（当時テレビ朝日）、玉田大輔、藤沢浩一（テレビ朝日）、河村啓司、中村広嗣、瀬津巧、石川哲久、町田亘、土井功輔、高山賢一、増田哲英（テレビ朝日）、早川大介、山中豪、三浦信一、土屋正和、住田拓英、高安義則、中沖嵩博、齊藤優美、山口大輔、茂木孝太、村松敬祐、亀山悟、成田真司、金成吾、佐々木明夫、鈴木剛、 西本隆洋、福盛健太、松田咲紀
- プロデューサー：山内智未・大坪大祐・山西雄大（共にテレビ朝日、大坪→以前はディレクター、山西→一時離脱►復帰）
- ゼネラルプロデューサー：粟井淳・荒井祥之・小田隆一郎（共にテレビ朝日、小田→2019年10月6日 - 2024年9月）
- エグゼクティブプロデューサー：山本たかお（テレビ朝日、- 2024年9月）

## ネット局と放送時間
| 放送対象地域   | 放送局                       | 系列           | 放送日時                     | ネット状況 |
| -------------- | ---------------------------- | -------------- | ---------------------------- | ---------- |
| 関東広域圏     | テレビ朝日（EX）             | テレビ朝日系列 | 日曜 23:00 - 23:55           | 制作局     |
| 北海道         | 北海道テレビ（HTB）          | テレビ朝日系列 | 日曜 23:00 - 23:55           | 同時ネット |
| 青森県         | 青森朝日放送（ABA）          | テレビ朝日系列 | 日曜 23:00 - 23:55           | 同時ネット |
| 岩手県         | 岩手朝日テレビ（IAT）        | テレビ朝日系列 | 日曜 23:00 - 23:55           | 同時ネット |
| 宮城県         | 東日本放送（KHB）            | テレビ朝日系列 | 日曜 23:00 - 23:55           | 同時ネット |
| 秋田県         | 秋田朝日放送（AAB）          | テレビ朝日系列 | 日曜 23:00 - 23:55           | 同時ネット |
| 山形県         | 山形テレビ（YTS）            | テレビ朝日系列 | 日曜 23:00 - 23:55           | 同時ネット |
| 福島県         | 福島放送（KFB）              | テレビ朝日系列 | 日曜 23:00 - 23:55           | 同時ネット |
| 新潟県         | 新潟テレビ21（UX）           | テレビ朝日系列 | 日曜 23:00 - 23:55           | 同時ネット |
| 長野県         | 長野朝日放送（abn）          | テレビ朝日系列 | 日曜 23:00 - 23:55           | 同時ネット |
| 静岡県         | 静岡朝日テレビ（SATV）       | テレビ朝日系列 | 日曜 23:00 - 23:55           | 同時ネット |
| 石川県         | 北陸朝日放送（HAB）          | テレビ朝日系列 | 日曜 23:00 - 23:55           | 同時ネット |
| 中京広域圏     | 名古屋テレビ（メ〜テレ/NBN） | テレビ朝日系列 | 日曜 23:00 - 23:55           | 同時ネット |
| 近畿広域圏     | 朝日放送テレビ（ABC TV）     | テレビ朝日系列 | 日曜 23:00 - 23:55           | 同時ネット |
| 広島県         | 広島ホームテレビ（HOME）     | テレビ朝日系列 | 日曜 23:00 - 23:55           | 同時ネット |
| 山口県         | 山口朝日放送（yab）          | テレビ朝日系列 | 日曜 23:00 - 23:55           | 同時ネット |
| 香川県・岡山県 | 瀬戸内海放送（KSB）          | テレビ朝日系列 | 日曜 23:00 - 23:55           | 同時ネット |
| 愛媛県         | 愛媛朝日テレビ（eat）        | テレビ朝日系列 | 日曜 23:00 - 23:55           | 同時ネット |
| 福岡県         | 九州朝日放送（KBC）          | テレビ朝日系列 | 日曜 23:00 - 23:55           | 同時ネット |
| 長崎県         | 長崎文化放送（NCC）          | テレビ朝日系列 | 日曜 23:00 - 23:55           | 同時ネット |
| 熊本県         | 熊本朝日放送（KAB）          | テレビ朝日系列 | 日曜 23:00 - 23:55           | 同時ネット |
| 大分県         | 大分朝日放送（OAB）          | テレビ朝日系列 | 日曜 23:00 - 23:55           | 同時ネット |
| 鹿児島県       | 鹿児島放送（KKB）            | テレビ朝日系列 | 日曜 23:00 - 23:55           | 同時ネット |
| 沖縄県         | 琉球朝日放送（QAB）          | テレビ朝日系列 | 日曜 23:00 - 23:55           | 同時ネット |
| 富山県         | 富山テレビ（BBT）            | フジテレビ系列 | 水曜 0:35 - 1:35（火曜深夜） | 遅れネット |
| 鳥取県・島根県 | 山陰放送（BSS）              | TBS系列        | 金曜 1:00 - 1:55（木曜深夜） | 遅れネット |

### 朝日放送テレビでの放送
- 朝日放送テレビ（旧：朝日放送）では、番組開始から2022年3月27日の放送分まで、2016年10月2日から2018年4月1日の期間を除き、時差ネットで放送されていたが、2022年4月3日の放送分からは再び同時ネットで放送されている[107]。
- 時差ネットの場合も、ネットワークセールス枠のため、ネットスポンサーのCMもそのまま放送されている。
- 2016年9月26日（テレビ朝日同年9月25日放送分）までは、テレビ朝日で放送の同時刻に自社制作番組（2016年3月までは『なるみ・岡村の過ぎるTV』、同年4月から9月までは『ハッキリ5〜そんなに好かれていない5人が世界を救う〜』）を放送のため月曜 1:58 - 2:58（日曜深夜）の時差ネット（163分遅れ）[注 108]で放送されていた。
- 『ハッキリ5』の終了で時差ネット放送を一旦廃したものの、2018年4月8日よりバラエティ『相席食堂』（2019年4月より『ナイトinナイト』枠へ移動。2020年4月より『山里亮太のまさかのバーサーカー』、その後も月替わり（4回完結型）の番組を2022年3月まで同時刻で放送）ならびに新ドラマ枠『ドラマL』をそれぞれ日曜23:00 - 23:25・23:25 - 23:55（テレビ朝日では後者を同日2:30 - 3:00に先行ネット）で自社制作番組を再開したため、再度時差ネットになり、同月9日（テレビ朝日同月8日放送分）から毎週月曜1:00 - 1:57（日曜深夜）の遅れネット（110分→120分遅れ）[注 108]へ変更されていた[108]が、その朝日放送テレビ自社制作ローカルの月替わりバラエティ枠の廃止、並びに前述のドラマ枠『ドラマL』が日曜23:55 - 翌0:25に枠移動する事に伴い、2022年4月3日の放送分より、2018年3月18日の放送分以来、約4年振りに同時ネットに切り替わった[107]。

### 変遷
| 期間          | 期間          | 放送曜日 | 放送時間（JST）        |
| ------------- | ------------- | -------- | ---------------------- |
| 2015年5月10日 | 2017年4月16日 | 日曜日   | 23:15 - 翌0:10（55分） |
| 2017年4月23日 | 2020年3月29日 | 日曜日   | 23:10 - 翌0:05（55分） |
| 2020年4月5日  | 2024年9月29日 | 日曜日   | 23:00 - 23:55（55分）  |
| 2024年10月6日 |               | 日曜日   | 23:15 - 翌0:10（55分） |

| 期間          | 期間          | 放送曜日           | 放送時間（JST）        |
| ------------- | ------------- | ------------------ | ---------------------- |
| 2015年5月11日 | 2016年9月26日 | 月曜日（日曜深夜） | 1:58 - 2:58（60分）    |
| 2016年10月2日 | 2017年4月16日 | 日曜日             | 23:15 - 翌0:10（55分） |
| 2017年4月23日 | 2018年4月1日  | 日曜日             | 23:10 - 翌0:05（55分） |
| 2018年4月9日  | 2022年3月28日 | 月曜日（日曜深夜） | 1:00 - 1:57（57分）    |
| 2022年4月3日  | 2024年9月29日 | 日曜日             | 23:00 - 23:55（55分）  |
| 2024年10月6日 |               | 日曜日             | 23:15 - 翌0:10（55分） |